# Mercedes-Benz G osztály
A Mercedes-Benz G osztály vagy G-Wagen egy négykerékmeghajtású terepjáró, melyet a német Mercedes-Benz autógyártó cég készít. Neve a terepjáró német megfelelőjéből, a Geländewagenből származik. A G osztály, mint elnevezés csak 1993-tól használatos hivatalosan, amikor a Mercedesnél életbe léptették a betűs járműkategória-jelölést. A Daimler-Benz a G osztály előtt is gyártott terepjárásra alkalmas járműveket, melyek elnevezésében szintén szerepelt a G betű, de ezeknek ezen kívül semmi közük a G osztályhoz. 2024-ben elektromos hajtással is megjelent.

## Története

A Puch emblémája, sok autóra ez került

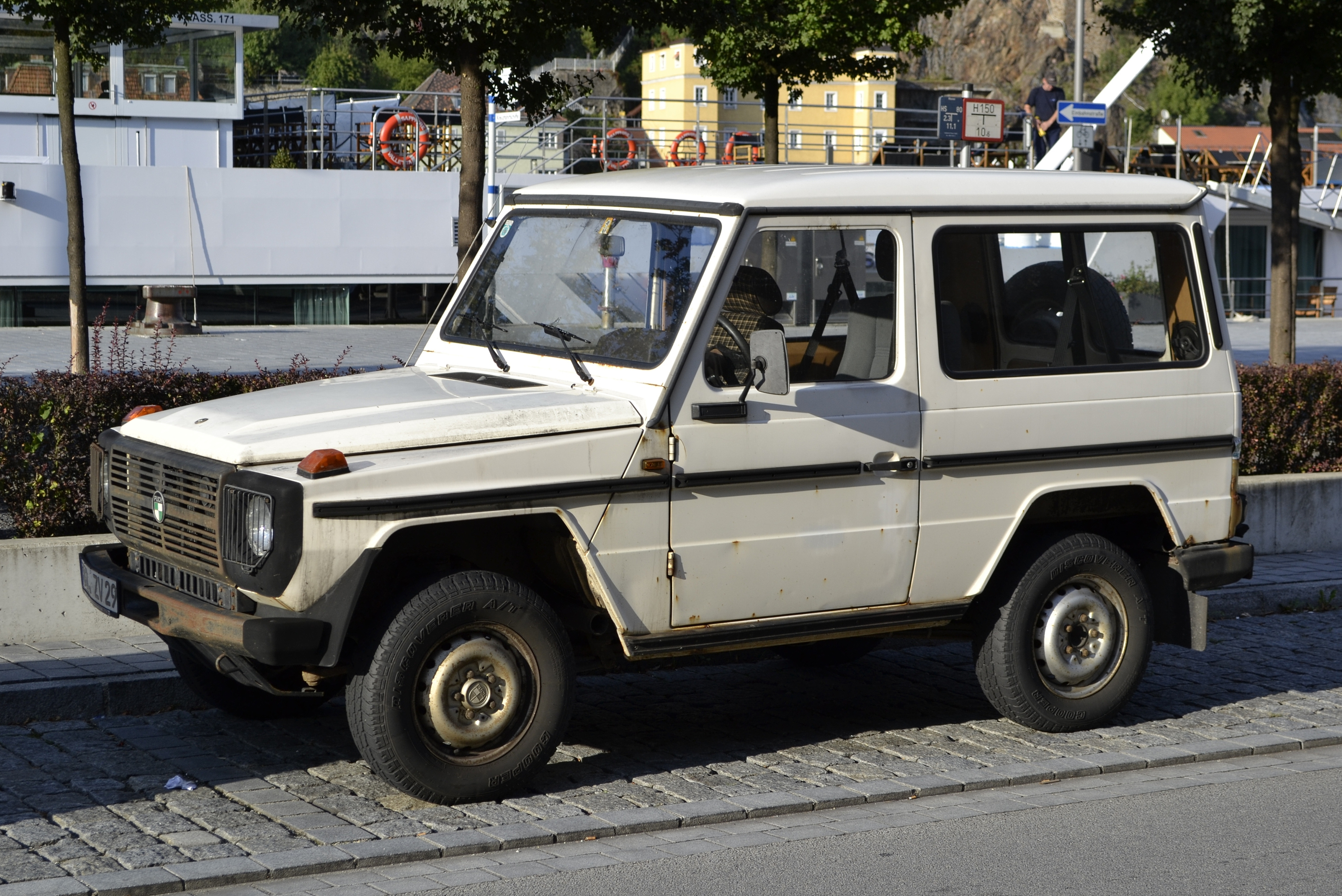
Puch G, amivel kezdődött

Mohammad Reza Pahlavi iráni sah, a Daimler-Benz egyik akkori részvényesének a javaslatára, katonai célokkal kezdték el gyártani. Az osztrák Steyr-Daimler-Puch állt neki a megtervezésének az 1970-es évek elején, kezdetben „Wolf”, vagyis Farkas néven. A kocsi gyártása 1979-ben, a 460-as sorozattal vette kezdetét. Számos piacon, mint Ausztriában is Puch néven kezdték értékesíteni az autót, a francia Peugeot P4 pedig ennek a Peugeot motorral és más tartozékokkal ellátott, licenc alapján gyártott változata.

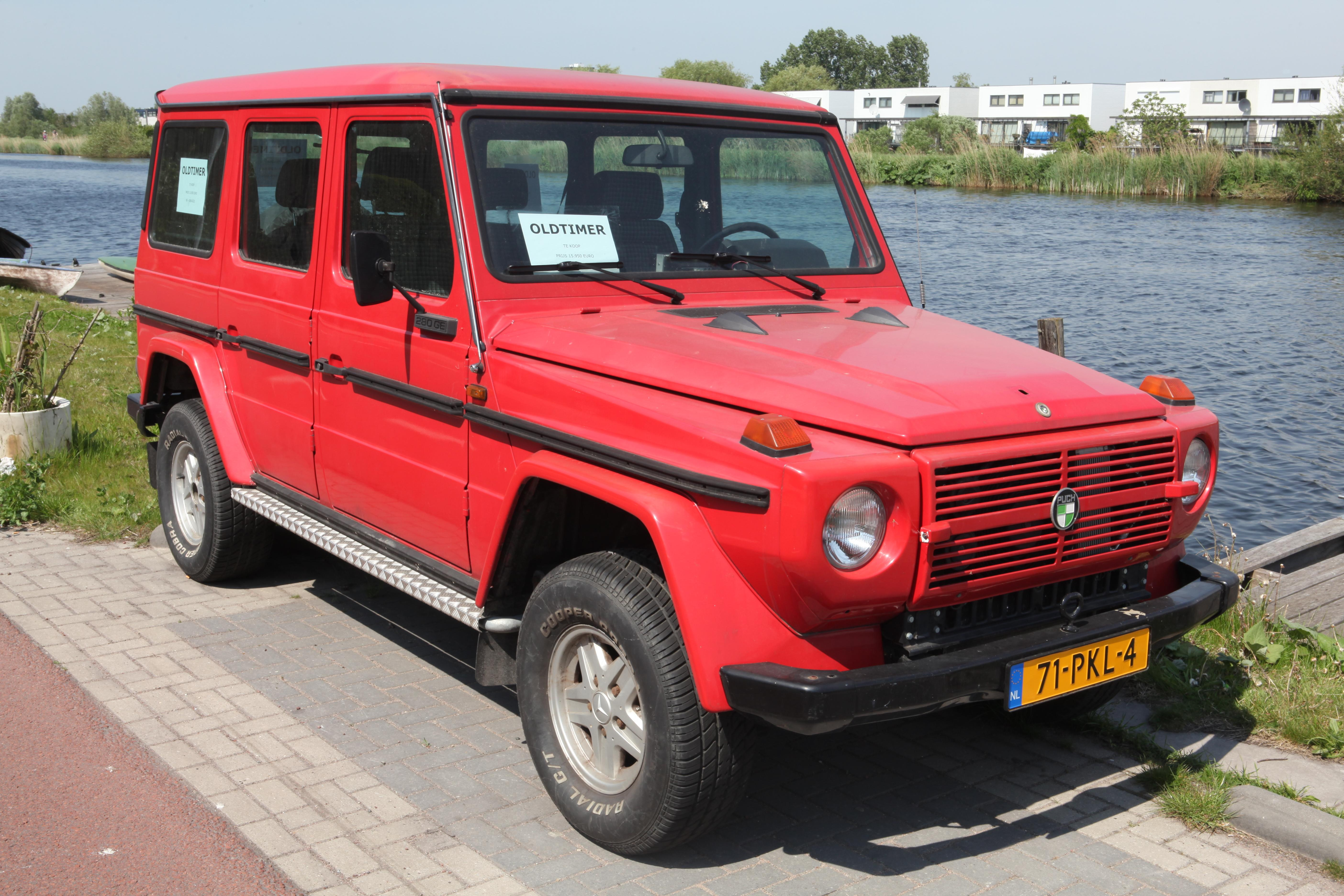
5 ajtós Puch G

A Mercedes-Benz az 1970-es évek végén honvédelmi szervekkel kötött szerződéseket a típusra, a civil közönség számára 1979 óta kapható. A sors iróniája, hogy a sah ebben az évben vesztette el hatalmát, de a Mercedes nem hagyta veszni a projektet, és mint utólag kiderült jól tették, a kocsi technikai tudása ugyanis akkora presztízst adott a típusnak, ami mind katonai, mind civil használatban évtizedekig tartó népszerűséget biztosított, ezzel pedig ez lett a legtovább gyártott Mercedes modell. A tervezésnél a tartósság, az elérhetőség és a meredek szakaszokon is megbízható teljesítmény állt az előtérben, ezért három differenciálművel van felszerelve. (Ilyen megoldása van a márkatárs UNIMOGnak is.) A nem AMG modellek büszkélkedhetnek a G Mode üzemmóddal is, amely a hajtáslánc stabilitásszabályozó rendszereit és a kipörgésgátlót változtatja meg a fokozott teljesítmény érdekében.

### W460 (1979–1992)

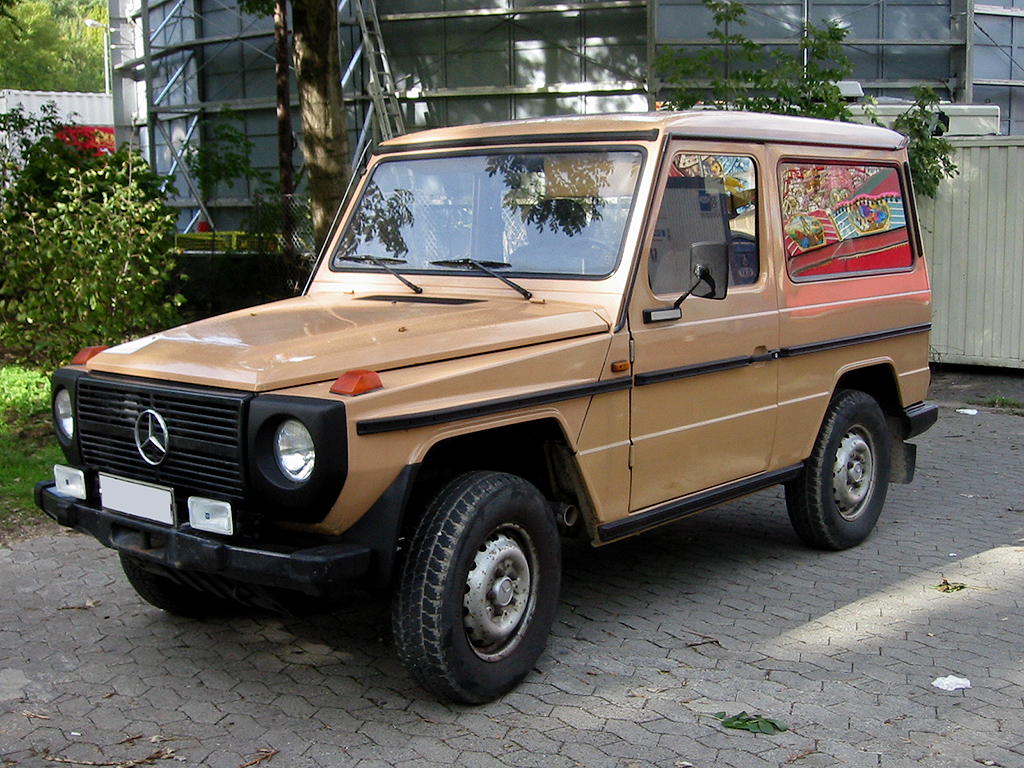
Hamar megjelent a csillag is, ez már W460

A gyártás a W460-as kódjelű kocsival kezdődött. Két tengelytávolsággal összesen nyolcféle verzióban készültek. Rövid alvázzal 2 ajtós nyitott ponyvatetős, 3 ajtós és 3 ajtós áruszállító kocsiszekrénnyel rendelkezett, ez utóbbi oldalablakok nélkül. A csomagtér ajtaja típustól függően lehetett egy vagy kétszárnyú is. Hosszabb alvázzal 2 ajtós nyitott ponyvatetős, 3 ajtós, 5 ajtós és szintén áruszállító kivitelben is készült, emellett létezett még egy 2 ajtós fülkésalváz is, amire tetszőleges felépítmény kerülhetett a jármű terhelhetőségéig – katonai változatban például mentőautó készült így. A katonai változatok sokszor amúgy is több tekintetben másmilyenek voltak a civil verzióknál, hiszen hadi körülmények közt kellett helyt állniuk, emellett fegyverzetet és alkalmasint páncélzatot is viselniük kellett az erre kialakított autóknak. A meghajtásról I4 és I6 benzinmotorok, illetve I4 és I5 dízelmotorok gondoskodtak, előbbiek 67 és 134 kW, utóbbiak 53 és 65 kW között. 

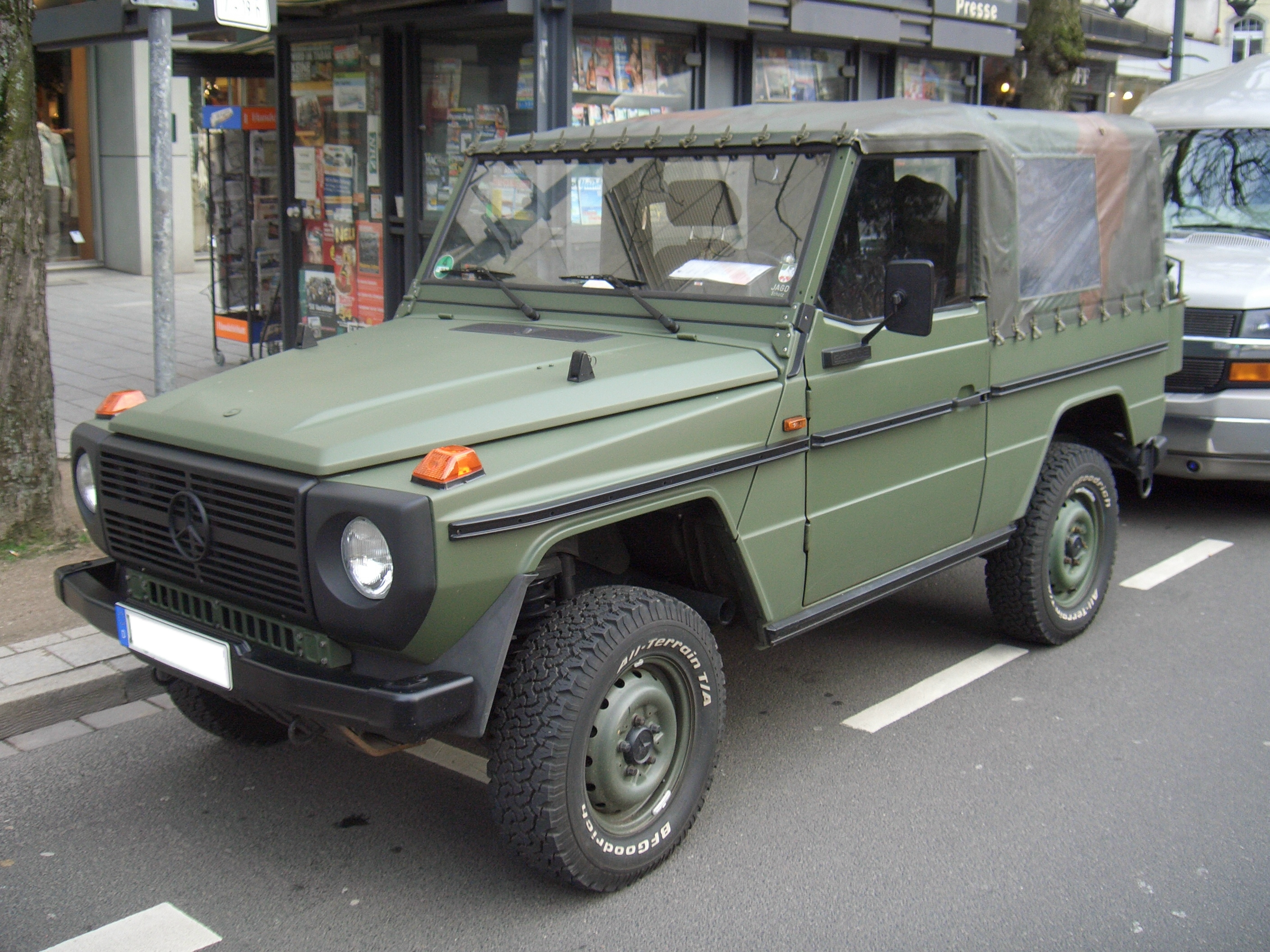
Katonai W460 2 ajtós ponyvás változatban

A kocsi idővel nagy siker lett, főleg miután egyre több ország hadserege rendszeresítette az állományában, többek közt Magyarország is. Lökést adott a típusnak az is, hogy az első pápamobilok 1980-ban átalakított G osztályú Mercedesek voltak. A kocsi egyéb felhasználói, úgy mint gazdálkodók, vadászok, erdészek mellett megjelentek a közületek is, tűzoltó, mentő és rendőrségi gépkocsiként. A Párizs–Dakar ralin is indultak vele. A felszereltségét viszonylag hamar bővíteni kezdték, 1981-től olyan extrák kerültek bele, mint automata váltó, légkondicionáló vagy elektromos ablakemelő. 1986-ban érte el a gyártás az 50 ezredik darabot. 1989-től blokkolásgátlót is kapott. Ugyanebben az évben egy kisszériás exkluzív kiadás is megjelent belőle a japán piacra Prädikat Edition néven.

### W461, W462 és W463

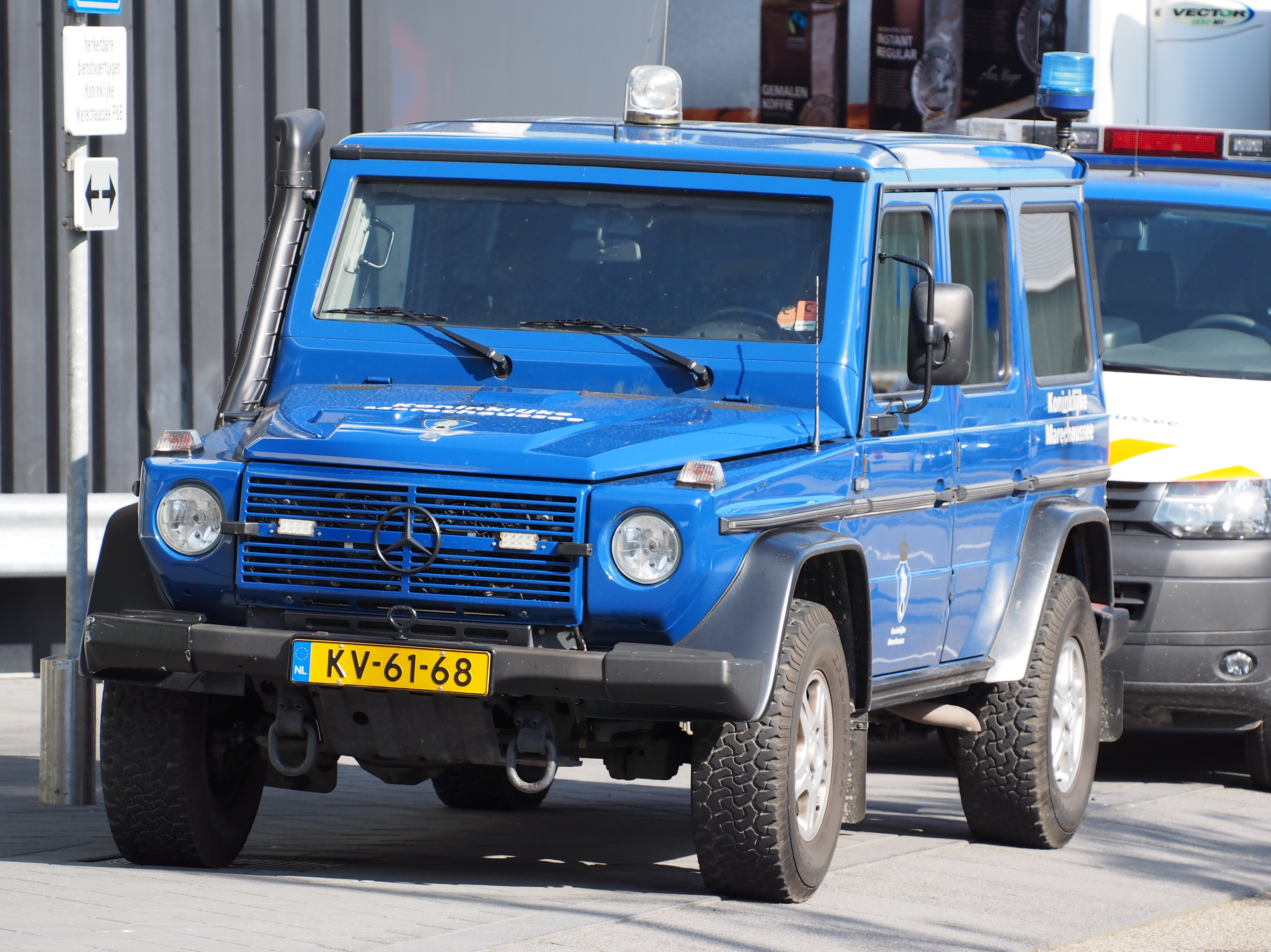
W461

Az 1990-es évek elején, a W460-as nyugdíjazásakor a G osztály tulajdonképpen ketté vált W461-re és W463-ra. A W461 képviselte a továbbiakban azt a puritánabb munkaterepjárót, ami az elődje volt, a W463 pedig egy új, kifejezetten civileknek készült luxusterepjáró lett, ami hamar státusszimbólummá vált. Létezett egy W462-es széria is, amit kivételesen Görögországban, Szalonikiben gyártottak, kifejezetten a görög hadsereg igényei szerint, ezért ebből csak katonai változatok készültek, sok tekintetben azonos is volt a 460-assal és a 461-essel. 1992-től a W461 számos típusát átnevezték BR461-re, ami a Baureihe (modell sorozat) szóra utalt.
Már a '80-as években felmerült, hogy szeretnének egy kifejezetten civil verzióval előállni, ami aztán a W463-as modell lett. Szemben a 460-nal, ahol még a rádió is extra volt, a 463 kívül-belül az exkluzivitást igyekezett hangsúlyozni, formatervezett hűtőmaszkkal, sportfelnivel, megannyi kényelmi funkcióval, akárcsak a Mercedes felsőkategóriás személyautói, miközben a dobozforma mellett megőrizte markáns terepjáró képességeit is. Bizonyos piacokon a Puch logót és elnevezést is megörökölte, ami hivatalosan egész 2000-ig érvényben volt. A 463 a tengerentúlra is eljutott, szemben elődjével, a fapadosabb 460-nal, ami hiába volt jó terepjáró, ott gyenge teljesítményű kocsinak számított, a 463-as viszont, mint luxusterepjáró már ott is népszerűvé tudott válni, főleg hogy abba már sokkal erősebb, akár V8-as, sőt V12-es motorok is kerültek. Ugyanakkor az amerikai hadseregben is felbukkantak G osztályon alapuló könnyű harci járművek. A 461 eközben továbbra is főleg katonai és közületi célokra készült, alapesetben ugyanolyan matt fekete hűtőmaszkkal, mint a 460, de limitált példányszámban a 461-ből is kínáltak civil változatokat. Egy dologban viszont azonos volt a 461 és a 463, ez pedig a modernebb hajtáslánc. A 461-et funkciója miatt főleg dízelmotorral szerelték, egy I4-es 94 kW-os benzinmotoron kívül a többi I5 és egy V6 motor mind dízel volt, 68 és 135 kW között. 
A 461 is készült több rövid és hosszú alvázzal; a rövid 2 ajtós nyitott (pick-up) és 3 ajtós, a hosszú 2 ajtós nyitott (pick-up), 3 ajtós, 3 ajtós áruszállító és 5 ajtós karosszériával volt elérhető, de a 2 ajtós fülkésalváz is rendelkezésre állt több tengelytávval, aminek később háromtengelyes verziója is volt, ehhez a 2 mellett 4 ajtós fülke is társulhatott. A 463 három kivitelben volt kapható: rövid alvázzal 2 ajtós nyitott és 3 ajtós, hosszú alvázzal 5 ajtós karosszériával.

### W463 első generáció (1990–2018)

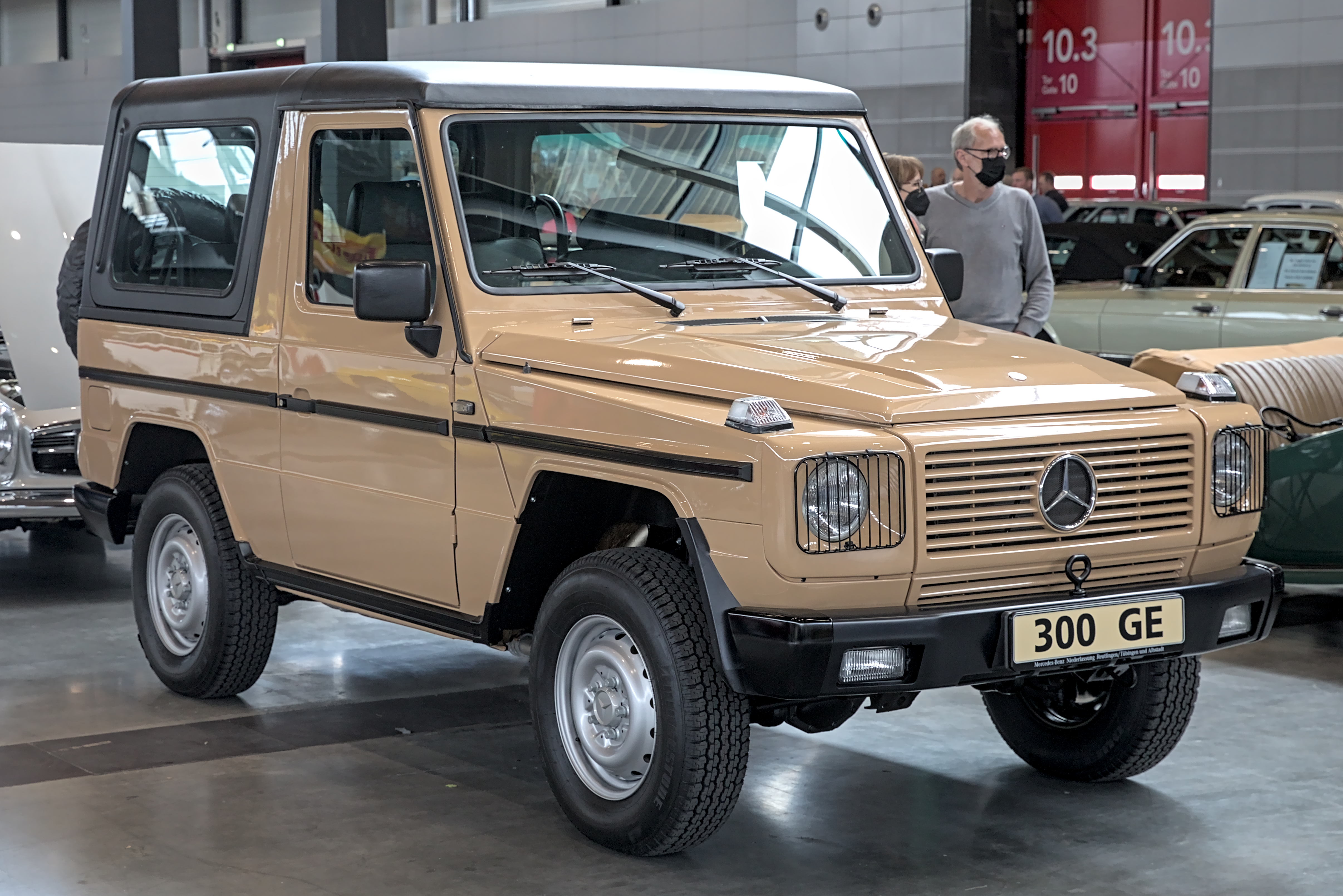
Korai W463 Cabrio

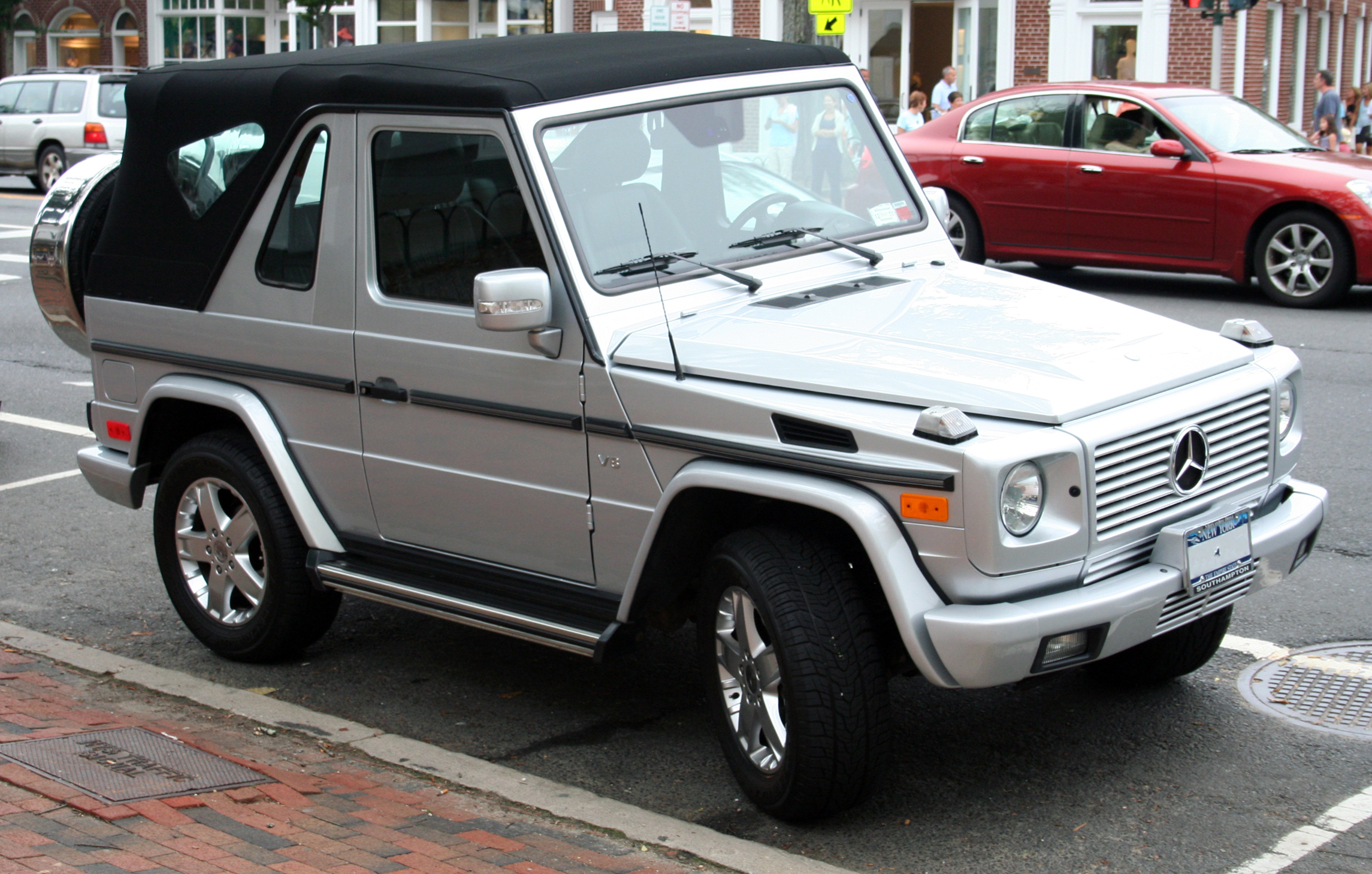
A 463 Cabrio is finomodott

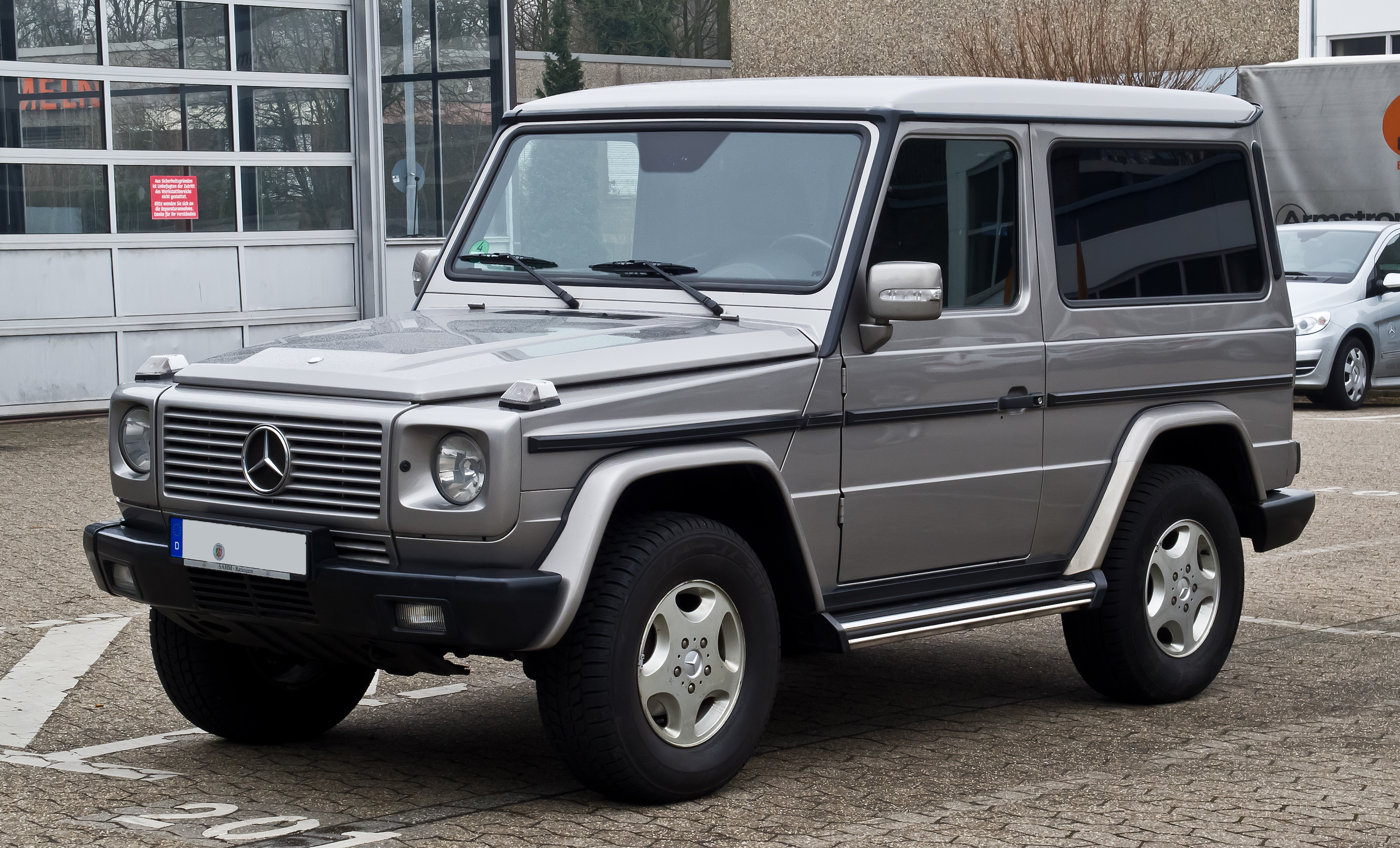
W463 3 ajtós változat

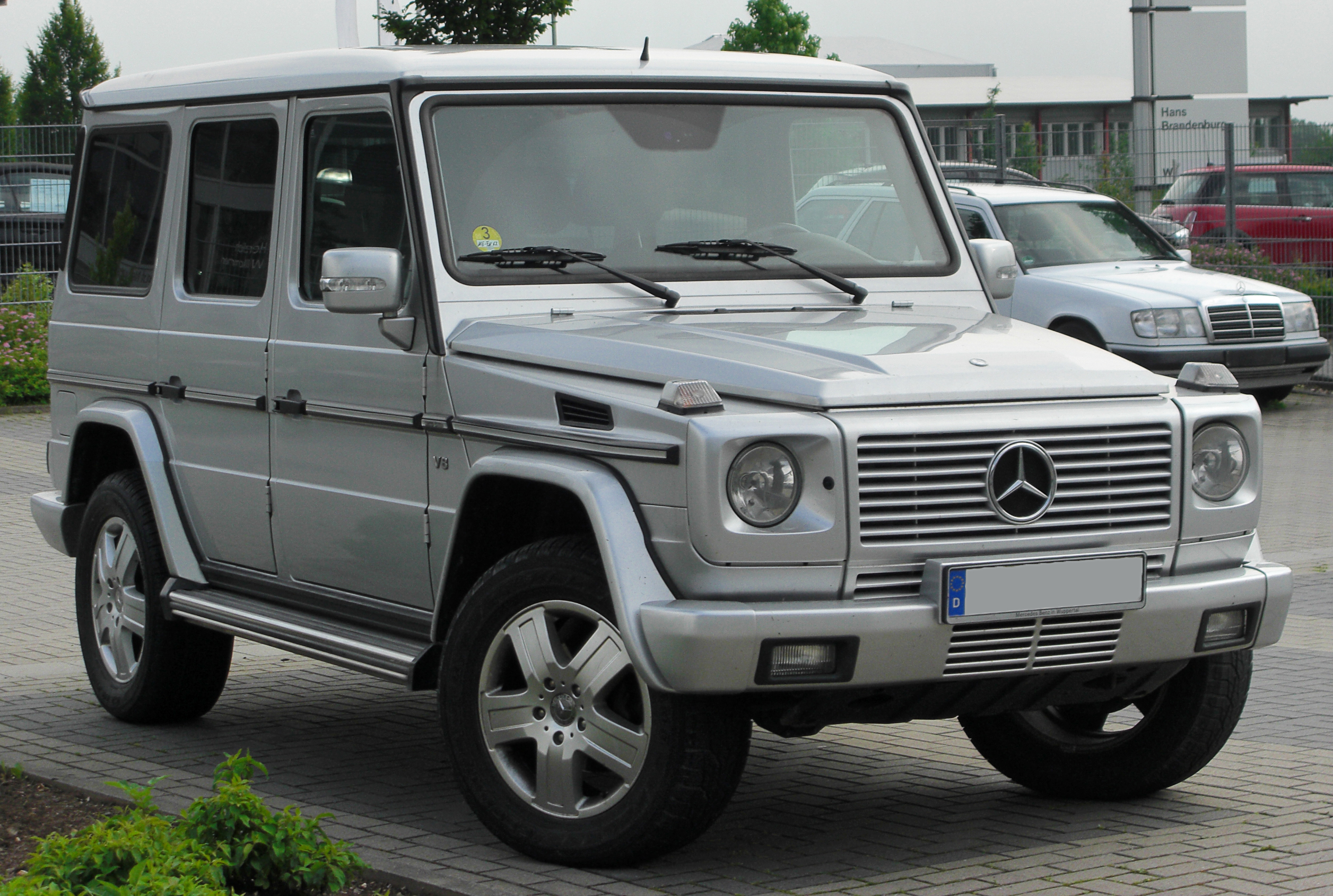
W463 5 ajtós változat

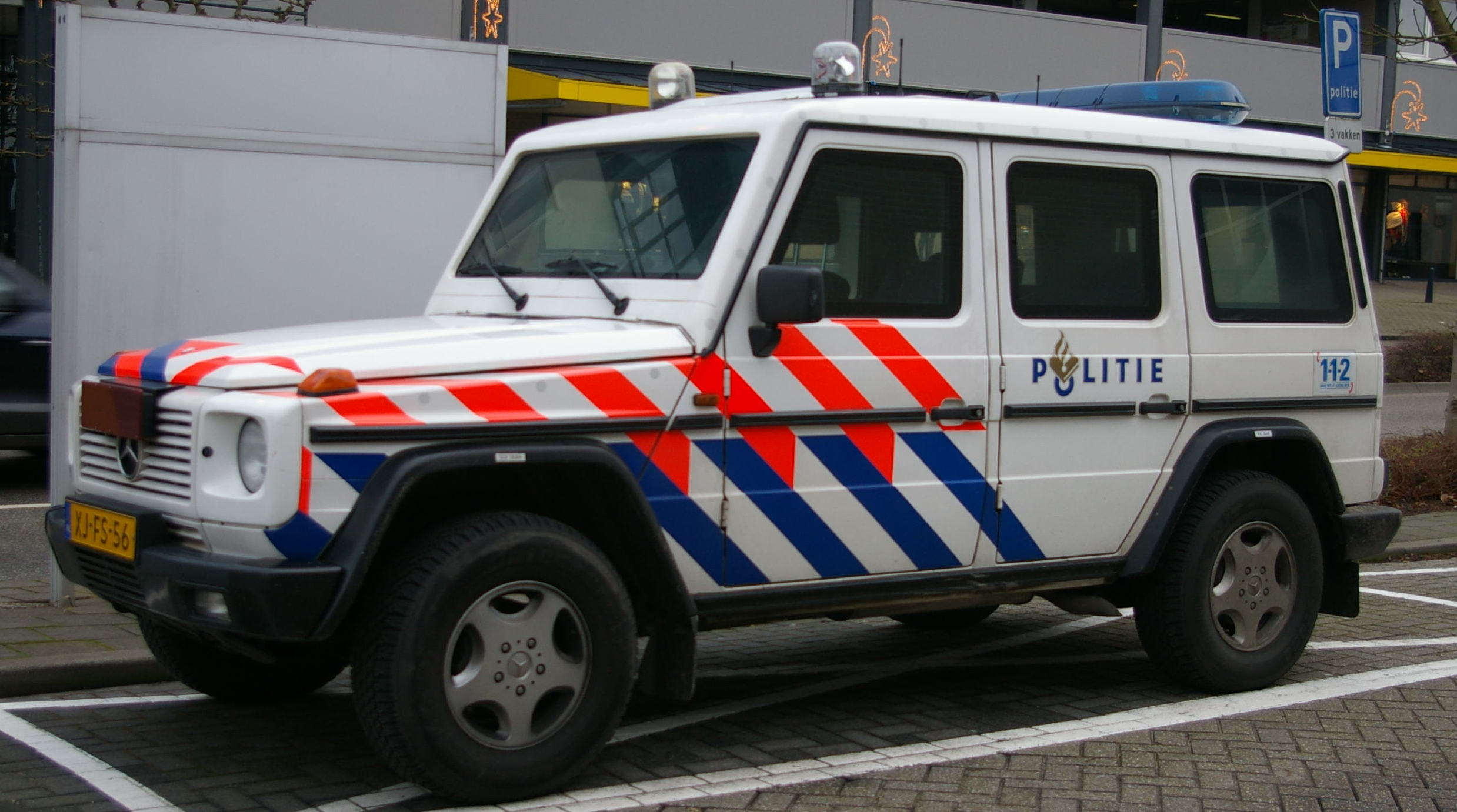
W463 holland rendőrautó

1991-től a két típus gyártása párhuzamosan folyt, de egyértelműen a polgáribb 463-ast övezte nagyobb figyelem, annál is inkább, mert ennél a típusnál jelentek meg bizonyos időközönként látványosabb frissítések, amik hol a motort, hol a felszereltséget, hol a megjelenést érintették. A gyári motorkínálat itt volt a legszélesebb, ami időről időre frissült, valamelyiket ki, másokat bevezettek. Volt I4, I6, V6, V8, de V12 benzinmotor is 87-től egészen 463 kW-ig, míg dízelből I5, I6, V6 és V8 motorok kínálkoztak 69 és 184 kW között. 1994-től itt is megjelent a légzsák, de utasoldali csak 1997-től, aztán 2002-ben a tükörházba integrált indexek jelentettek újdonságot, ami a korábbi külső indexburák megszűnését vonta maga után; közben a '90-es évek második felétől a 2 ajtós Cabrio sportosabb, elegánsabb megjelenést kapott kisebb ablakkal rendelkező ferde B-oszlopok alkalmazásával. A lámpák 2007-ben frissültek először nagyobb mértékben, amikor az autó több külső és belső változáson esett át, de kapott tolatókamerát és egy COMAND APS nevű fedélzeti információs platformot is. 2008-ban újabb hűtőmaszkkal, fejlesztett infóplatformmal és fűtött, szellőző első ülésekkel frissült a kínálat. 2009-ben a G osztály gyártásának 30. évi jubileumára egy különleges kiadású 463 mellett egy különleges kiadású 461-en alapuló típust is bemutattak. 2012-ben ismét látványos facelift történt, mind külsőleg, mind belsőleg: frissítették az elektronikai és információs rendszereket, átdolgozták a műszerfalat, LED-es fénysor került az első fényszóró alá, emellett olyan dolgok változtak, mint a modernebb tükör vagy a légbeömlős lökhárító, ez utóbbi az AMG változatoknál. 2016-ban még érkezett egy újabb motorfrissítés bizonyos típusokhoz.
A kocsiból a gyártási ideje alatt rengetegféle különleges limitált verzió készült, mind gyári, mind külsős kivitelben. Ugyanakkor belőle is előfordultak közületi, rendőr, tűzoltó stb. változatok. Gyári modellek közül először 1993-ban az első V8-as motorral rendelkező változatok voltak különleges kiadásúak, ez volt az 500 GE V8. 1999-ben a G 500 Classic Special-Edition jelent meg a G osztály 20. jubileumára, itt szintén exkluzív fényezés és felszereltség képezte a különlegességet. 2006-ban egy Grand Edition nevű változat jelent meg limitálva, ami szintén esztétikai exkluzivitásokat vonultatott fel, mikor úgy tűnt, hogy a típus forgalmazását megszüntetik az USA-ban – de végül nem így lett. A G 500 Guard 2009 és 2018 között létezett, ami egy páncélozott verzió volt. 2009-ben a G-Class LIMITED.30 jelent meg a G osztály 30. jubileumára, ami megint csak exkluzív fényezést és felszereltséget jelentett; ugyanekkor ugyanezért debütált a G 55 AMG KOMPRESSOR "Edition 79" is, mindkét verziót viszont csak a Közel-Keleten forgalmazták. 2011-ben a BA3 Final Edition és Edition Selection típusok jelentek meg, a BA3 Final Edition a 463 3 ajtós gyártásának befejezésének alkalmából, míg az Edition Selection az 5 ajtós verzióra kínálta ugyanezt a felszereltséget. 2012-ben mindössze öt G 55 AMG long "mastermind" Limited jelent meg csak Japánban, az ottani Fashion Week együttműködésében, amik szintén egyedi dekorelemeket kaptak. Szintén japán piacra készült a G 550 Night Edition 2012–15 között, amiből összesen 100 darab készült csak porcelánfehér és piros színekben. A G-Class Cabriolet "Final Edition 200" 2013-ban a 2 ajtós nyitott gyártásának befejezésének alkalmából jelent meg 200 példányban. A G 500 4×4² már egy markánsabb módosítást felmutató limitált modell volt 2015-től, kihasználva a portáltengelyeket magasított, nagyobb átmérőjű kerekekkel, V8-as motorral. 2017-ben pedig egy még látványosabb változat jelent meg, a Mercedes-Maybach G 650 Landaulet, ami egy 4 ajtós nyitott verzió volt: a B-oszloptól hátra lenyitható vászontető kapott helyet; gyakorlatilag egy 2 ajtós nyitott és egy 5 ajtós karosszéria összedolgozása volt a végeredmény, amitől a kocsi még az 5 ajtósnál is hosszabb lett valamennyivel. A kocsiba a legerősebb V12-es motor került. Az exkluzív „fél-kabrióból” csak 99 darab készült.
A W463 AMG változatai főleg motorikusan voltak különlegesebbek. Ilyenek voltak az 500 GE 6.0 AMG 1993–95 között, a G 36 AMG 1994–97 között, a G 43 AMG 1997–98 között, a mindössze öt darabos G 63 AMG V12 2002-ben, a G 55 AMG 2002–03 között, a G 55 AMG Kompressor 2004–2012 között, a G 63 AMG és a G 65 AMG 2012–18 között. 

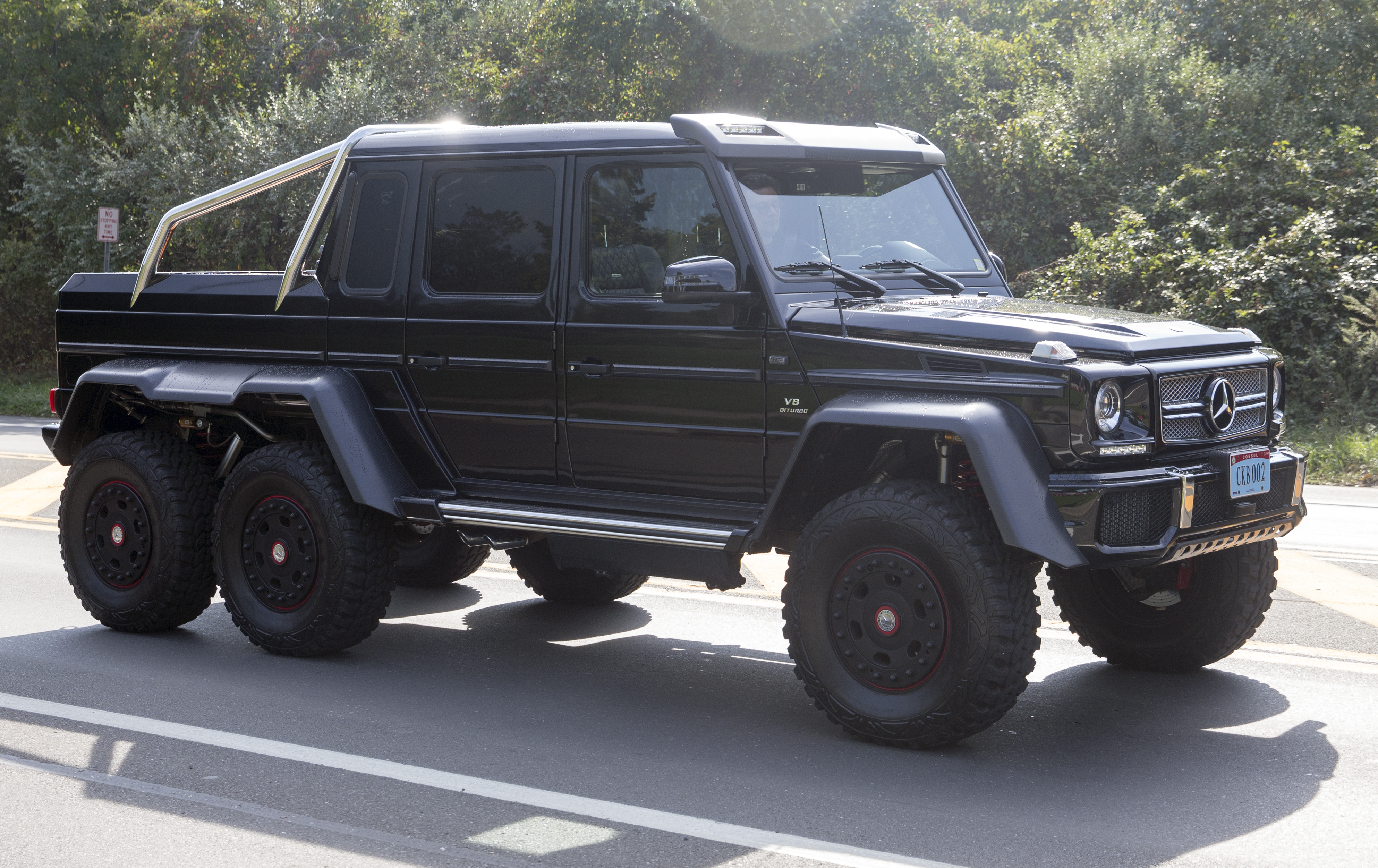
G 63 AMG 6×6

2013-ban jelent meg talán a legkülönlegesebb gyári G osztály, a G 63 AMG 6×6, ami hat kerékkel, 4 ajtós karosszériával, és merevítőrudas hosszabb platóval készült. A rendhagyó konstrukció számos egyéb gépészeti módosítást igényelt, a portáltengelyes kocsinak a G osztálynál megszokotthoz képest is nagyobb, szélesebb abroncsú kerekei és ehhez idomult szélesebb sárhányói voltak. Meghajtását egy V8-as motor végezte. A hatkerekű terepjárót csak 2015-ig árulták, és a maga idejében a legdrágább gyári Mercedes volt. A fentebb már említett G 500 4×4² lényegében ennek a rövidebb, négykerekes verziója volt.
2016-ban mutatkozott a legtöbb igény a G osztályra, legalábbis addig soha nem adtak el annyi autót egy évben.
A kocsiból természetesen számtalan kisebb-nagyobb külsős cég is csinált különlegesebb vagy egyedi változatokat, gépészetileg éppúgy, mint esztétikailag. A Mercedesekre szakosodott Brabus a 463-ast is különböző módon tuningolta (sőt, egy ízben már a 460-ast is!), még a hatkerekű AMG-ből is készült Brabus-változat. Ezen kívül is különféle változatok láttak napvilágot, mint a páncélozott nyújtott limuzin.
Miután a G osztály konstrukciója 1979 óta nem sokat változott, egyre kevésbé felelt meg az időközben életbe lépő újabb környezetvédelmi és biztonságtechnikai előírásoknak, ezért közel 20 év után, 2018-ban befejezték az eredeti 463-as gyártását.

### W463 második generáció (2018–2024)

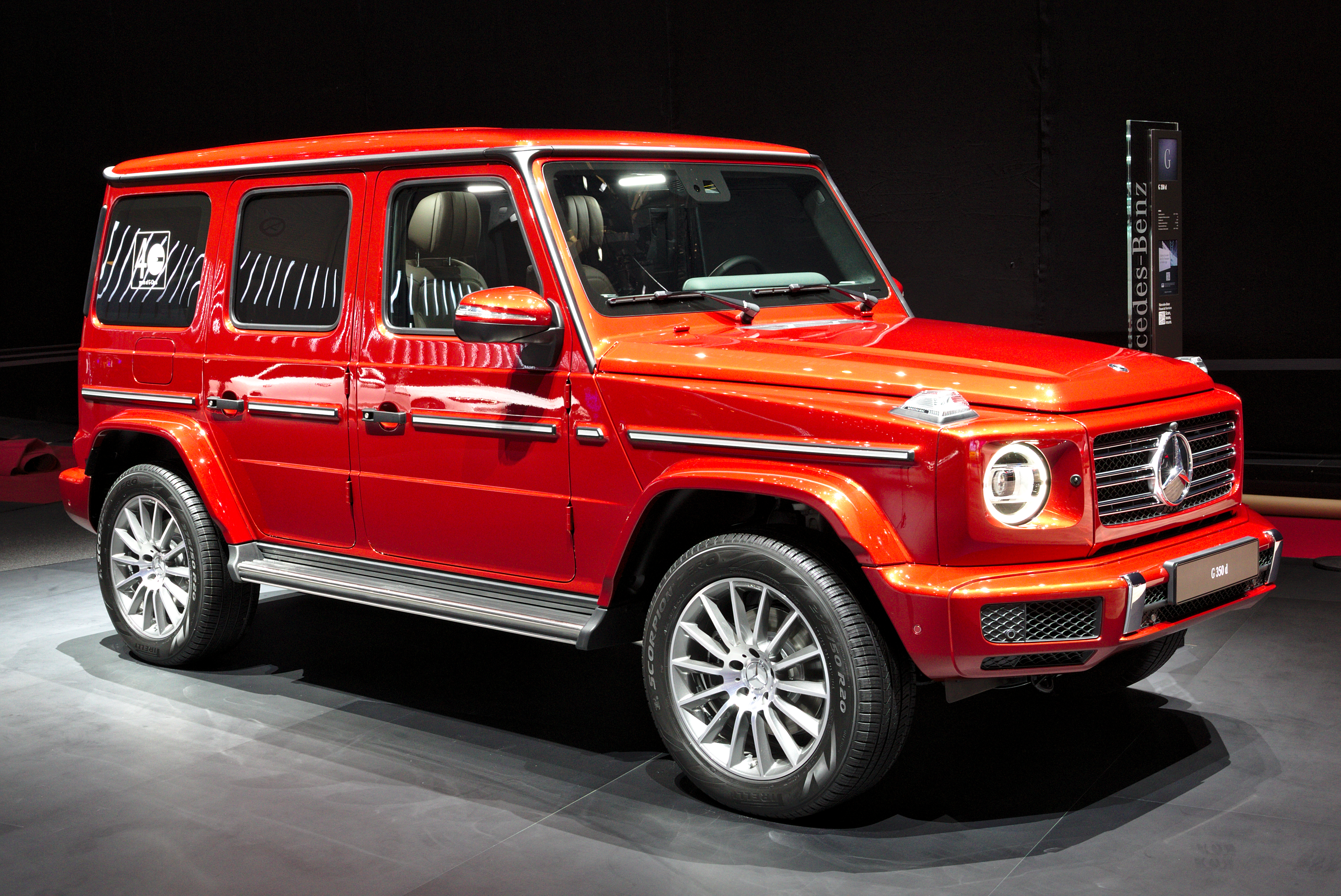
W463 második generáció

Az újabb, korszerűbb generációt a 2018-as Genfi Autószalonon mutatták be Dieter Zetsche, a Mercedes akkori vezérigazgatója, és a típus egyik prominens kedvelője, Arnold Schwarzenegger társaságában. A kocsi immár csak 5 ajtós karosszériával készül. A régi külső ellenére technikailag teljesen újratervezték a modellt. Noha a klasszikus dobozforma megmaradt, látható különbségek is észrevehetők, a legszembetűnőbb változás az orrész előbbre ugró hűtőmaszkja, ami mellett kétoldalt a korábbiaknál nagyobb méretű fényszórók kaptak helyet. Belül pedig még korszerűbb elektronikai felszereltség található, ugyanakkor biztonság terén is sokat fejlődött a típus. Ennek része az új, hosszabb orr is, ami már ütközéselnyelő funkcióval is bír, de a kocsi diszkrét méretnövekedése a nagyobb stabilitás mellett az oldalirányú ütközések elleni védelemben is szerepet játszik, az utastér pedig tele van légzsákokkal. Viszont átkerült a korábbi 463-asból a fényszórómosó, a nyomógombos kilincsek és a pótkeréktartó is. A benzines meghajtáshoz egy I4 és két V8 twin-turbo motor áll rendelkezésre 190 és 430 kW között, dízelben egy újabb, Inline 6 nevű motor szerepel a kínálatban, ami két változatban 210 vagy 243 kW-os lehet. A V8-as motort 2023-ban egy limitált 500 darabos szériával kivezetik a gyártásból.

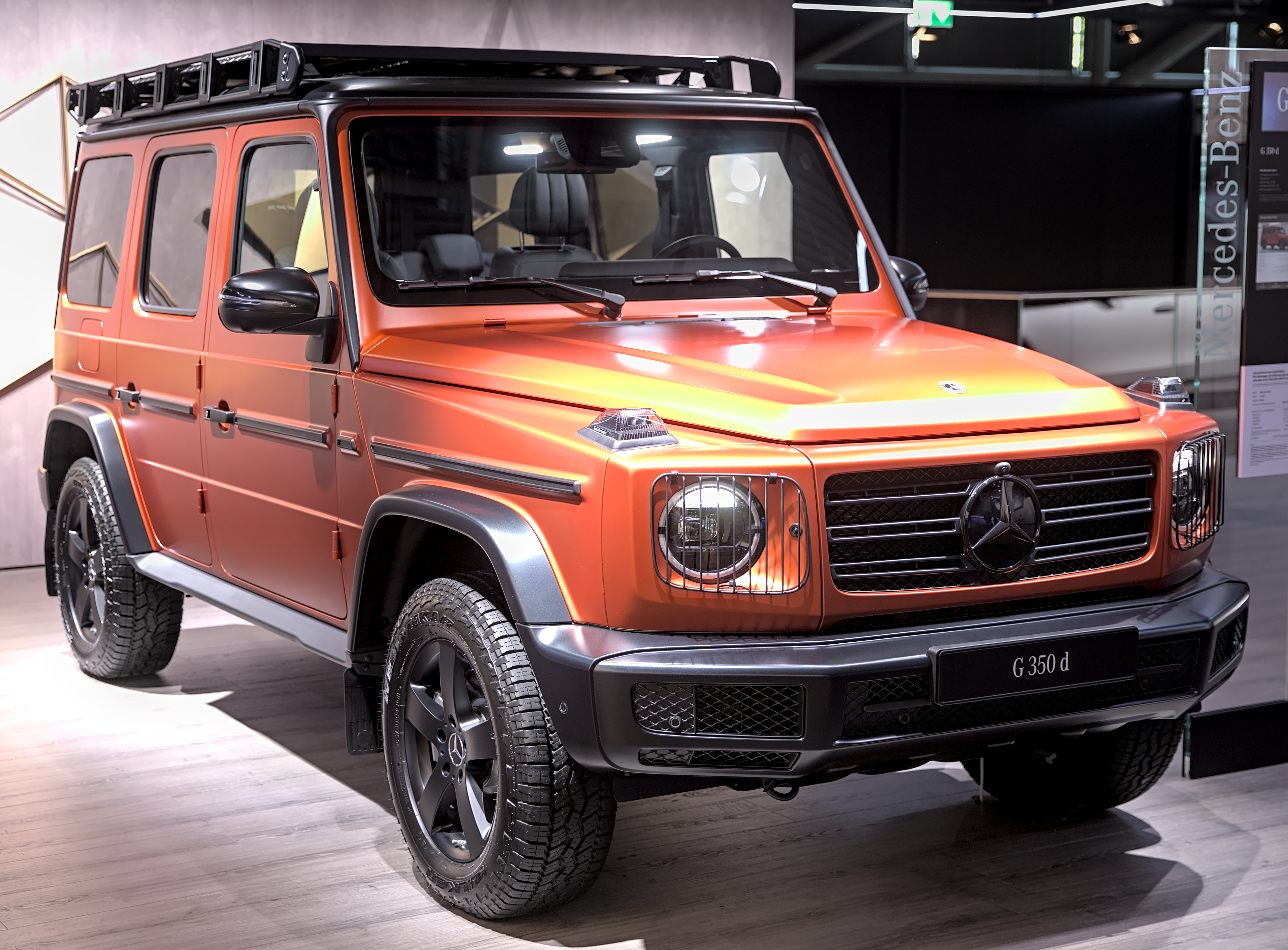
W463 Professional Line

Idővel itt is megjelentek limitált kiadások, az egyik ilyen a G manufaktur nevű változat, ahol a megrendelőknek sokkal szabadabb választék állt rendelkezésre a kocsi színét és anyaghasználatát illetően, majd érkezett egy „Erősebb az időnél” nevű változat is, ami a G osztály 40. és a G 55 AMG 20. évfordulója alkalmából jelent meg, itt megint csak különböző exkluzív dizájnelemekkel tették egyedibbé a kiadás autóit. 2021-ben mutatták be a Professional Line nevű változatot, ez a típus a korábbi, limitált kiadású civil W461-es mintájára jelent meg: a 461-es alvázára épített 463-ashoz egyedileg lehetett különböző olyan kiegészítőket választani, amitől a kocsi a 461-eshez hasonlóan „igavonóbbnak” néz ki, ezek lehetnek lámpavédőrács, tetőcsomagtartó, ide vezető létra, puritánabb pótkeréktartó vagy fekete műanyag kopóelemek. 2023 nyarától jelentek meg a G 500 Final Edition nevű 500 darabos széria modelljei, amivel befejezik a V8-as motor alkalmazását a hagyományos G osztályú változatokban. A megjelenés apropója, hogy 30 éve, 1993-ban jelent meg V8-as motor a G osztályban.
2023 tavaszán a típus 500 000. darabjaként egy egyedi fényezésű modell készült, amely az ős 460-as fekete hűtőmaszkú típusát idézve szintén fekete fényezésű hűtőmaszkkal készült. Ugyanezen év nyarán Grand Edition néven egy ezer darabos limitált széria is bemutatkozott.
2024 Bálint-napjára kiadtak egy 25 karátos gyémántokkal dekorált, egyedi színkeverésű, rózsaszín árnyalatú változatot, „Erősebb a gyémántoknál” névvel, melyből 300 darab készült.
Az új 463-asból is jelentek meg erősebb AMG változatok, az első ilyenek az AMG G 63 és AMG G 63 Edition 1 voltak még a megjelenés évében, ami a teljesítménynövelés mellett exkluzívabb dizájnelemeket is tartalmazott. Az AMG G 63 Trail csomag kiegészítő műszaki elemeket tartalmazott, amit csak a G 63 modellhez lehetett rendelni. Ezen kívül ebből a generációból is készült nagykerekű portáltengelyes változat AMG G 63 4×4² néven, ami egyéb dizájnelemekkel is gazdagodott. 2023-ban jelent meg az AMG Grand Edition 1000 darabos szériája.

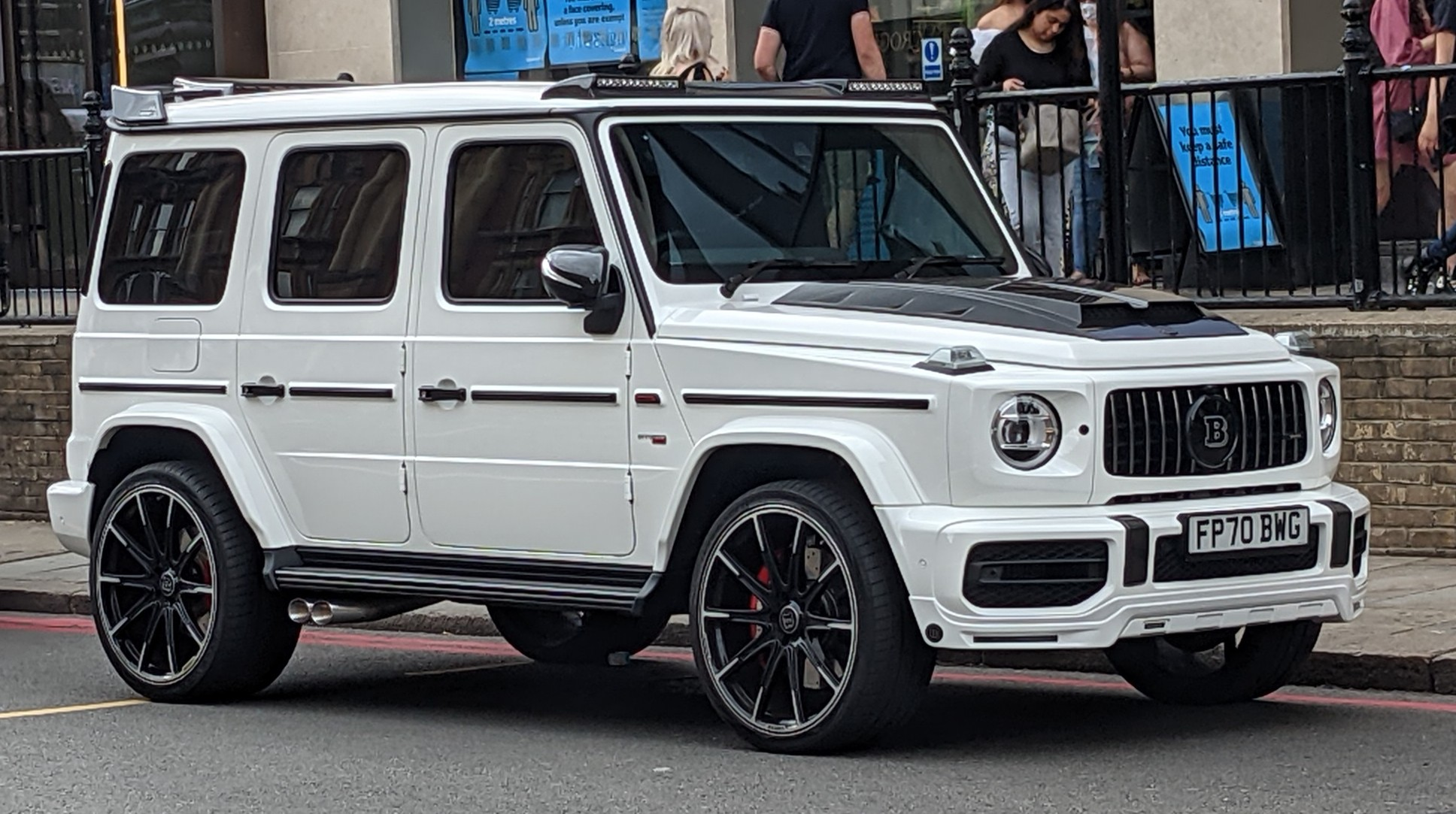
2018 utáni W463 egyik Brabus verziója

Ahogy az elődnél, úgy az utódnál is beszálltak külsős cégek is az újabb 463-as tuningolásába. Csak a Mercedes specialista Brabus, aki már a megjelenés évében bemutatott tuningolt változatokat, a következő években is legalább öt újabb, még erősebb verzióval rukkolt elő, 700, 800, majd 900 lóerővel, de akadt olyan is, aminek a 800 lóerős motorja mellett a kasztniját is módosította, levéve a tetőt a csomagtérről, hogy merevítőkeretes platóra alakítsa. És egy másik cég jóvoltából itt sem maradhatott ki a páncélozott nyújtott limuzin. 2023-ban szintén a Brabus mutatott be egy különleges változatot, a hatkerekű Brabus XLP 800 Adventure-t, mely a korábbi G 63 AMG 6×6 alapjaira készül; a 800 lóerős (588 kW-os) 1.1 millió euróba kerülő kocsit csak egyedi rendelésre gyártják le. Az extravagáns módosításairól ismert Mansory némileg hosszabb, aranyozott változatot is készített belőle.

#### Megújuló erőforrások
2023 őszén jelentették be, hogy 2024 márciusától a G osztályt elektromos meghajtással kívánják gyártani, ami a korábbi 2021-es EQG koncepciójárművön alapulna. Ezzel együtt a W463-as széria is megszűnik, az új elektromos változat pedig a W465 jelzést kapja.

### W465 (2024–)

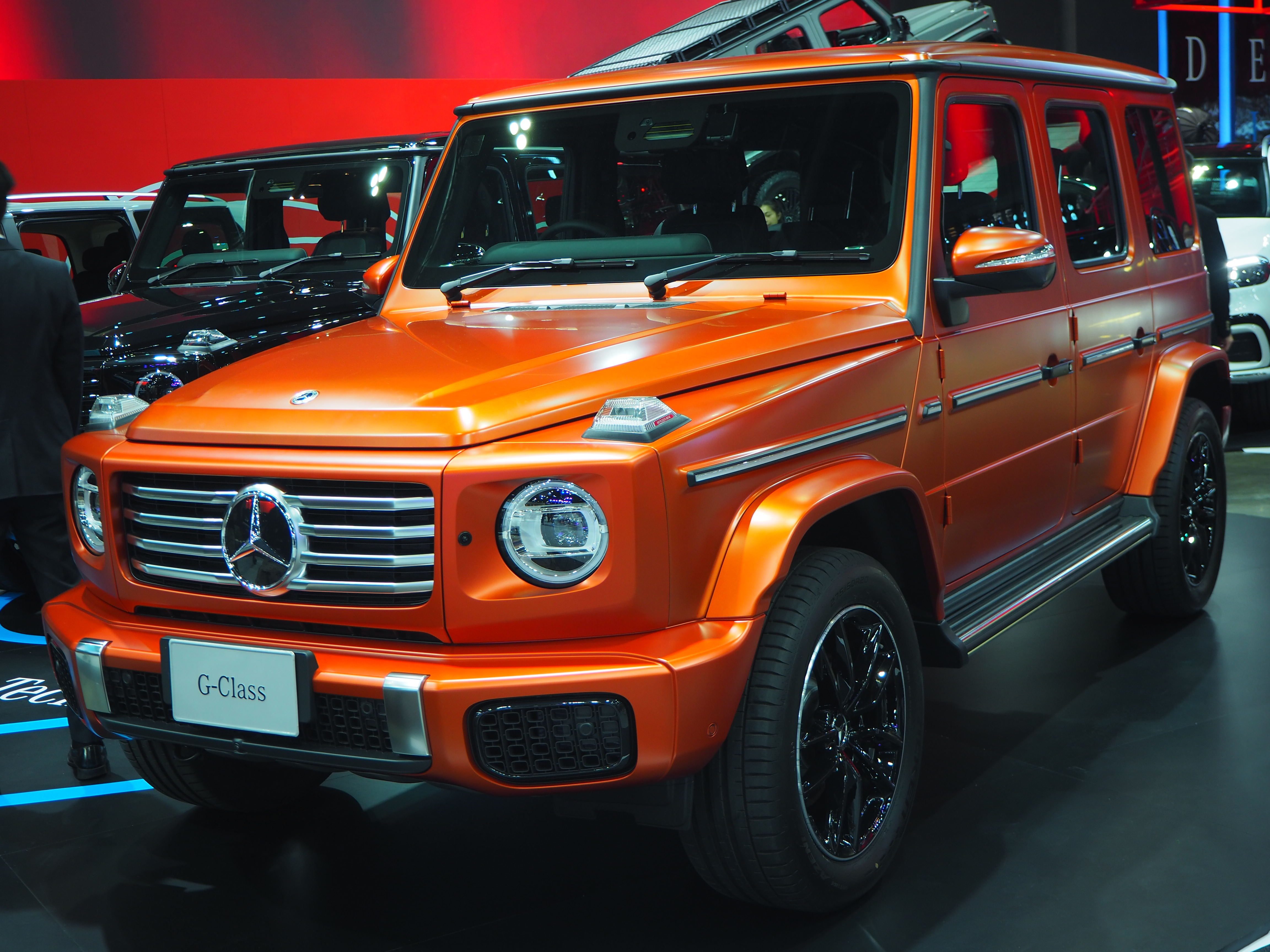
W465 (G 450 d)

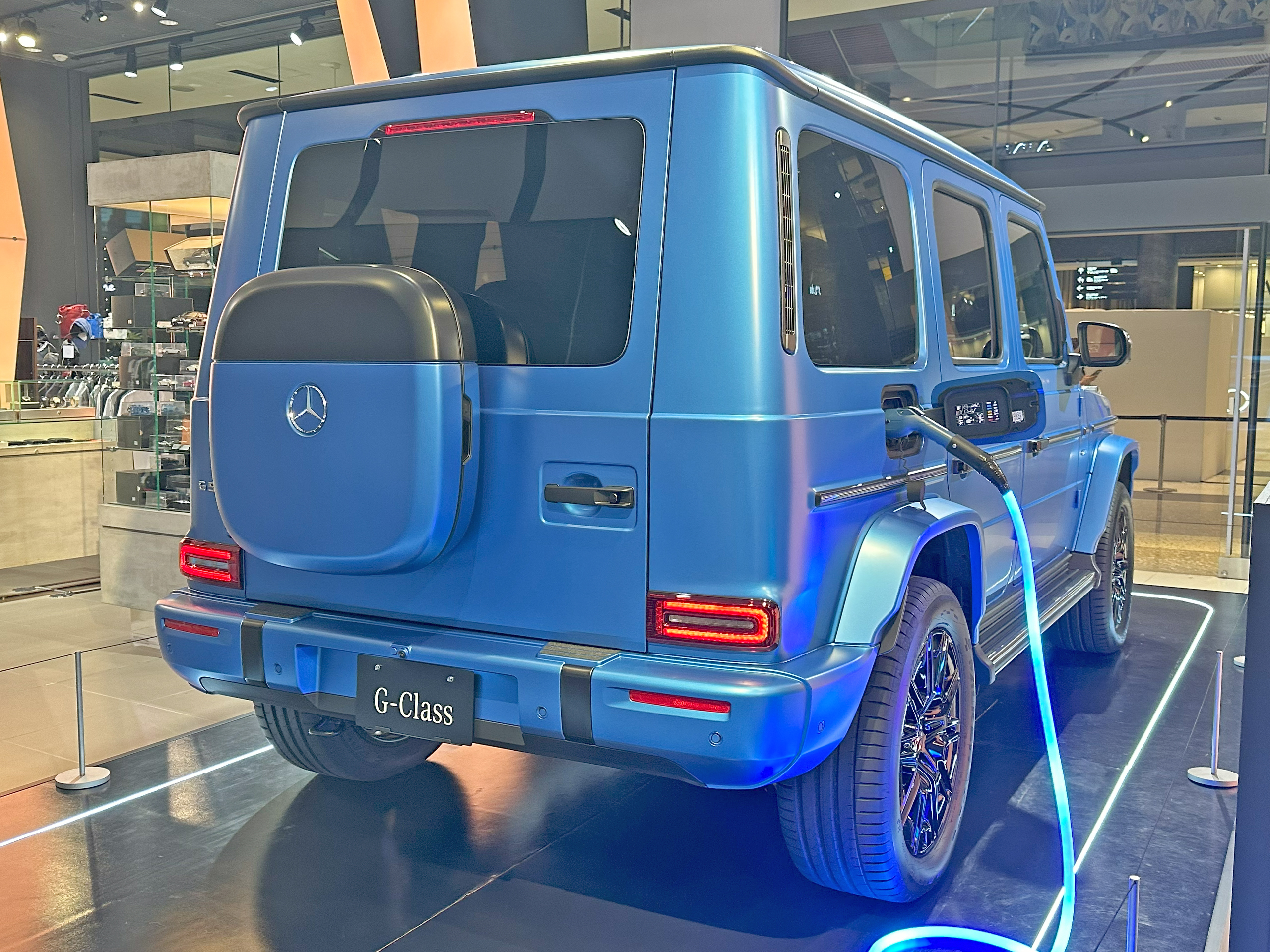
G 580 EQ

2024 tavaszán először jelent meg a típus hibrid üzemeléssel, ezzel elindult a W465 korszaka, ami külsőleg gyakorlatilag azonos a második generációs W463-mal; a korábban V8-as motorral szerelt G 500 ezentúl I6-os motort kapott, csak a G 63-ban maradt V8-as motor.
2024 áprilisában meg is jelent a tisztán elektromos G osztály Mercedes G 580 EQ néven, melyet kerekenként egy-egy villanymotor hajt 432 kW-al, azaz közel 580 lóerővel és jelentős nyomatékkal, a max. sebesség 180 km/h-ra van korlátozva. Az akku hatótávja 473 kilométer lehet. A pótkeréktartó doboz egy szögletesebb formájú tárolódobozzá vált, ami a töltőkábelt rejti. A kocsi új technológiája a kerekek független meghajtását is lehetővé teszi, így akár egyhelyben is képes megfordulni. A sok szempontból benzines és dízeles társaival azonos kialakítású és formájú, de azoknál némileg nehezebb típus forgalmazását 2025-ben kezdik, ugyanakkor a Mercedesnek továbbra is szándékában áll belső égésű motorral rendelkező változatokat kínálni.
2024 végén a többedik G-pápamobilként átadták Ferenc pápának az elektromos 465-ből készült pápamobilt, a kocsi értelemszerűen egy G 580 EQ-n alapul, ezzel ez lett az első elektromos pápamobil.
A pápamobilon kívül is készültek különlegesebb külsős verziók a W465-ből is, ilyen volt például az a HOF Manufaktur tuningcég által kiadott „Sir Class” nevű verzió, ami a G AMG 63 alapján készült 2024 végén Lewis Hamilton F1-versenyző visszavonulására: a kocsi teljesítménye minden addiginál nagyobb, 1063 lóerős, végsebessége pedig 300 km/h körül alakul, melyből csak 11 darab készül.
2025 tavaszán egy új limitált széria jelent meg a W465-ből „Erősebb az 1980-as éveknél” névvel, ami újfent a klasszikus W460-as modellt volt hivatott megidézni; a G 450 d és G 500 típusú kocsikból fekete hűtőmaszkkal zöld és vajszínű verzió kapható csak, amikből az elődre való utalásként 460 darab készül.
A Brabus is jelentkezett egy új, W465-ön alapuló modellel, a Brabus XL 800 nevű kocsi az AMG G 63 portáltengelyes változata, mely számos dekorelemmel bővült a megnövelt 800 lóerős teljesítményen túl. Majd a W465-ból is csináltak hatkerekű változatot Brabus XLP 800 6x6 Adventure néven, hasonlóan a W463 második generációjából készülthöz, amit ugyanúgy csak egyedi rendelésre gyártanak.
2025 júniusára nyilvánvalóvá vált, hogy az elektromos W465 nem igazán fogy, az addigi eladási adatok szerint hétszer több (9700 db) hagyományos meghajtású, I6 vagy V8 motorral rendelkező modellt vettek, mint elektromosat (1450 db), de a Mercedes ezt úgy kommunikálta, hogy ilyen eladási rátával számoltak.

### BR464
A 463 árnyékában a hivatásos feladatokra szánt W/BR461-es is eljutott abba a korba, amikor megérett korszerűsíteni. Erre  2021-ben sor is került, az újabb széria a sajtóban W464, a gyártó felületein viszont BR464 kódjellel szerepelt, mivel már a 461-es több típusa is BR461-es jelzést kapott 1992-től. Ezt a típust is főleg kormányzati megrendelésekre szánják, ami leginkább katonai és civil mentési felhasználást jelent, de hírek szerint a 461 is gyártásban marad, feltehetően amíg a 464-es fel nem fut. A 464-et két alapváltozatban, 5 ajtós és fülkésalváz kivitelben kínálják, mindkettő típusa G 350 d. Érdekesség még, hogy a 463-as második generációját a sajtóban először még „W464”-ként emlegették, de mint kiderült tévesen.

## Érdekességek
- Az első közismert pápamobilok, vagyis a katolikus egyházfő kifejezetten reprezentatív utaztatására szolgáló járművek átalakított G osztályú Mercedesek voltak. A kocsira egy szögletes, levehető, átlátszó búrát helyeztek, ami ekkor még nem volt golyóálló. A sebességváltó módosításával pedig lehetőség volt egy „szemle-sebességre”, amikor lassú tempóban halad a jármű. Az 1980-as jelenleg a cég stuttgarti múzeumában van kiállítva. Később is több G osztályú Mercedes készült pápamobilnak.

- Több koncepciójármű is készült a G osztály hatására, ilyen volt 2010-ben a Mercedes-Benz G-Wagen Light Armoured Patrol Vehicle 6.X CONCEPT nevű jármű, ami a G osztály alapjaira épült modern könnyű páncélos jármű. A műszakilag is felfejlesztett jármű a rendvédelmi szervek kiszolgálását célozta meg. 2012-ben már egy formatervezett civil terepjáró jelent meg Ener-G-Force néven, ami futurisztikus külseje mellett hidrogén-hajtással üzemel. A 2018 utáni W463-asból is készült egy érdekes elképzelés 2021-ben, a Concept EQG, ami tisztán elektromos meghajtással üzemelne.[34]

- A terepjárót reklámcélra is felhasználták, mint amikor 2023 februárjában a Mercedes a Moncler ruházati márkával együttműködve egy speciális, pufidzsekikre emlékeztető dekorelemekkel kialakított G osztályt  mutattak be a londoni divathéten. A Project Mondo G nevű koncepció túlméretezett pufis kerekeivel és cipzárat viselő pufis csomagterével a Moncler elsődleges termékére, a pufidzsekire tett látványos utalás.[52] Egy évre rá egy másik G osztályból is csináltak egy Moncler féle reklámtípust, a „Past II Future” azonban egy sokkal visszafogottabb változat lett a Mondo G-hez képest: a korábbi W461-es jellegű, rövid, 2 ajtós nyitott pick-up kivitel legszembetűnőbb sajátossága a levehető ponyvatartó rudazaton helyet kapó két testes hangfal és a kockás dekoráció. A G 450 d műszaki alapjaira épülő típus mindössze 20 példányban készül.[53]

- A stílusában a G osztályhoz hasonlóan szögletes Suzuki Jimnyt több alkalommal is a G osztályhoz hasonlatosra építették át, leginkább szórakozásból, mindenesetre a Mercedesnél használatos külsőségek és az igényesebb belső terek miatt első ránézesre egy „kis G osztálynak” tűnik a kocsi, ráadásul az egyik ilyen átalakítást a Mercedesekre specializált Brabus tuningcég követte el – motorikusan viszont nem módosítottak a japán terepjáron, így megmaradt annak 1.5-ös motorja.[54][55][56]

- Michael Schiebe, az AMG-részleg vezérigazgatójának, egyben a G osztály termékfelelősének állítása szerint az 1979 óta gyártott G osztályú gépkocsik 80%-a még mindig használatban van.[57]

## Galéria

### Katonai járművek

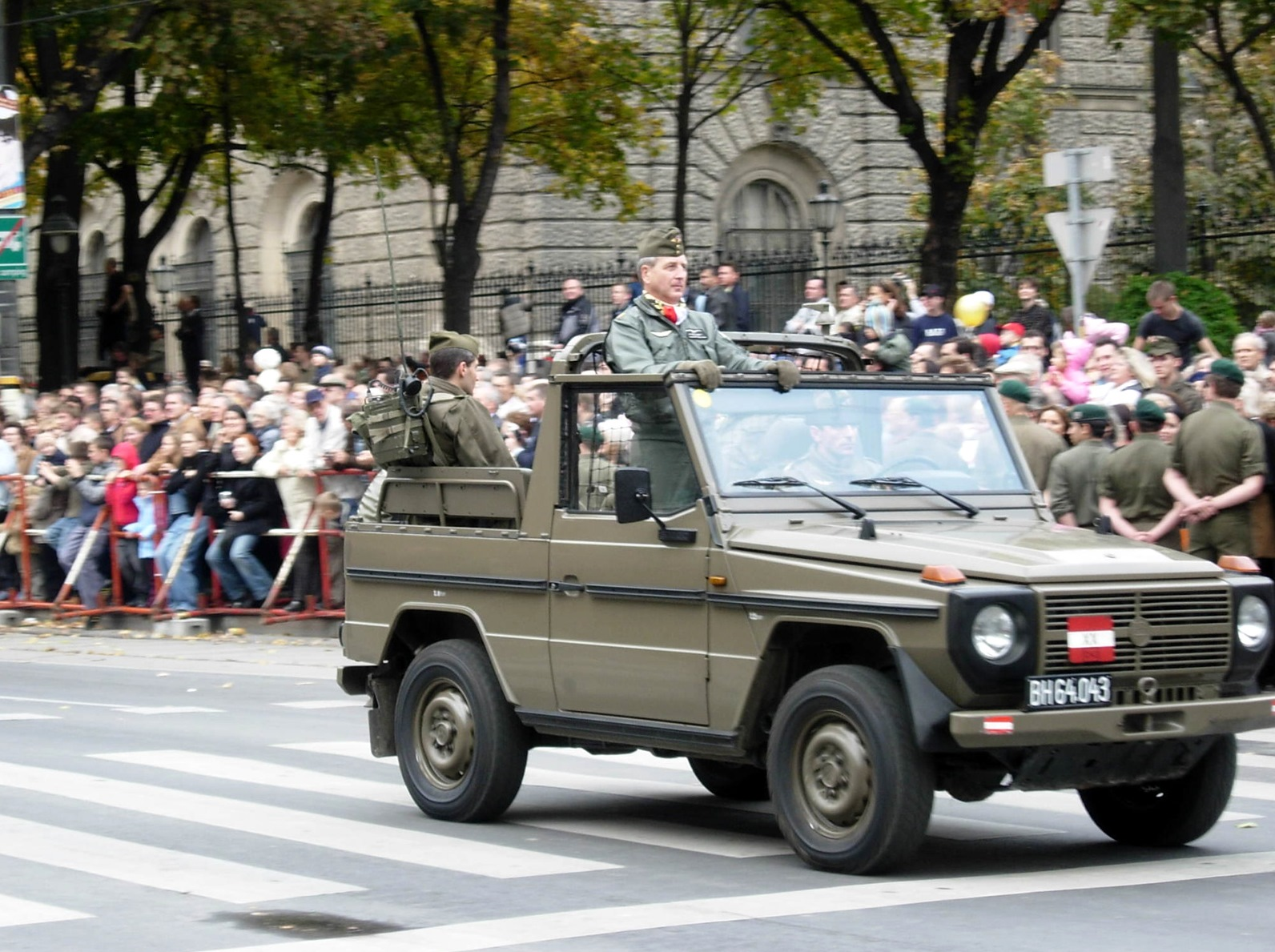
Puch G-Wagen rövid alvázzal
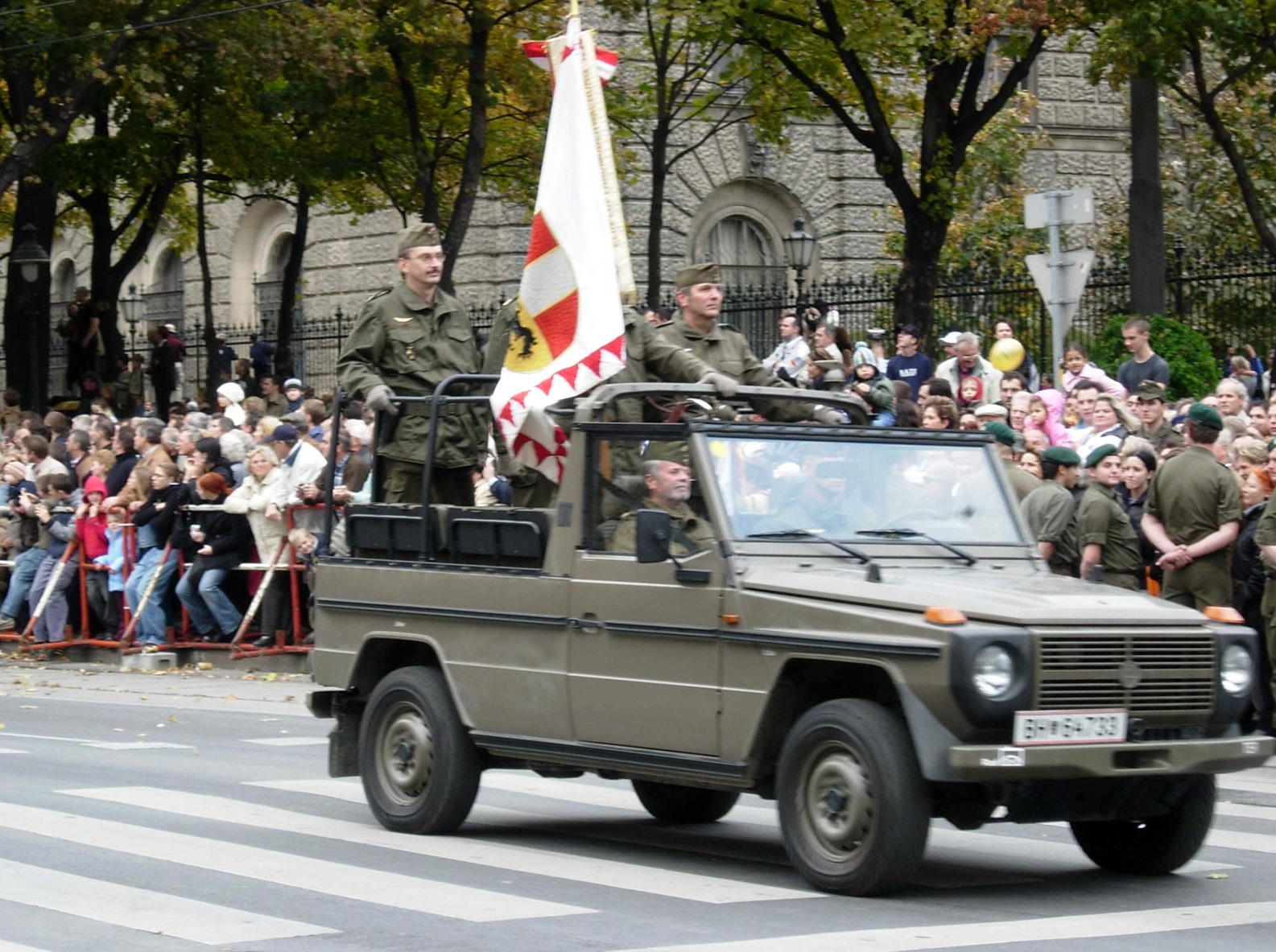
Puch G-Wagen hosszú alvázzal
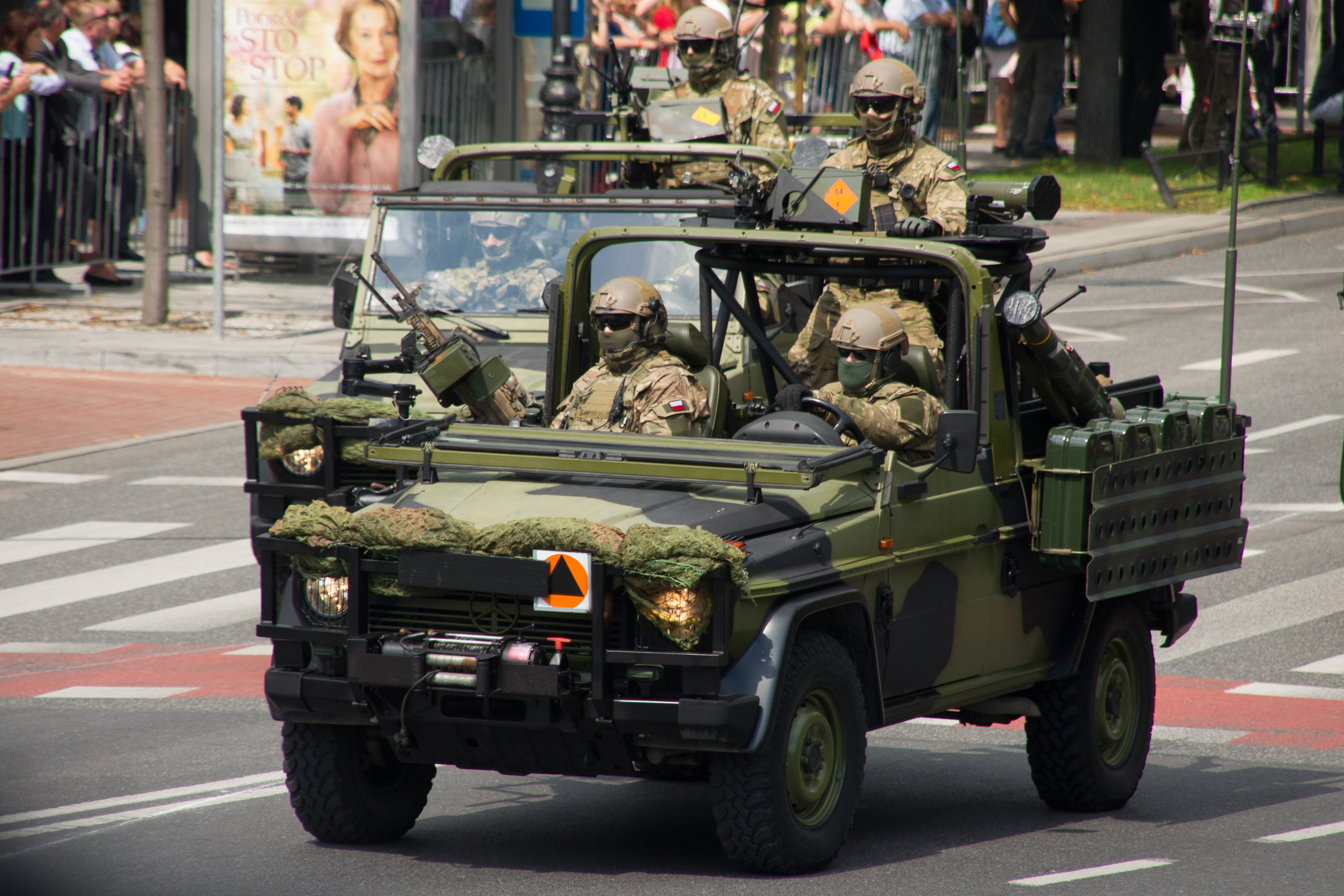
Felfegyverzett katonai Mercedes G osztályok
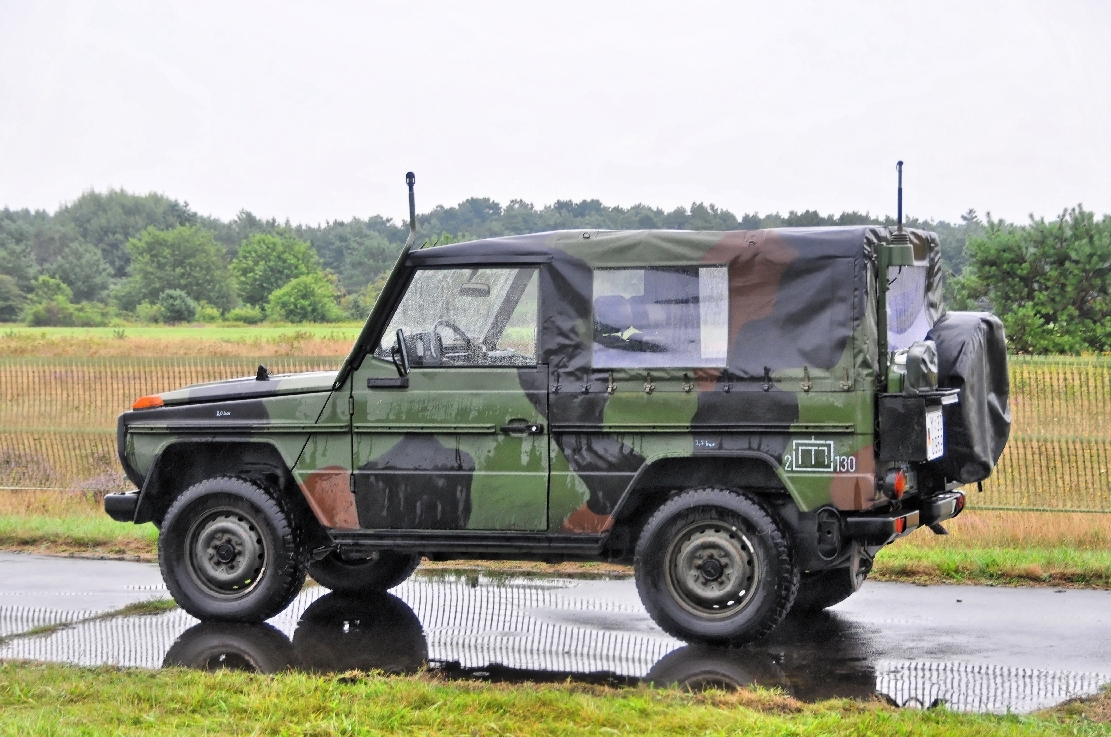
Rövid 2 ajtós ponyvás változat
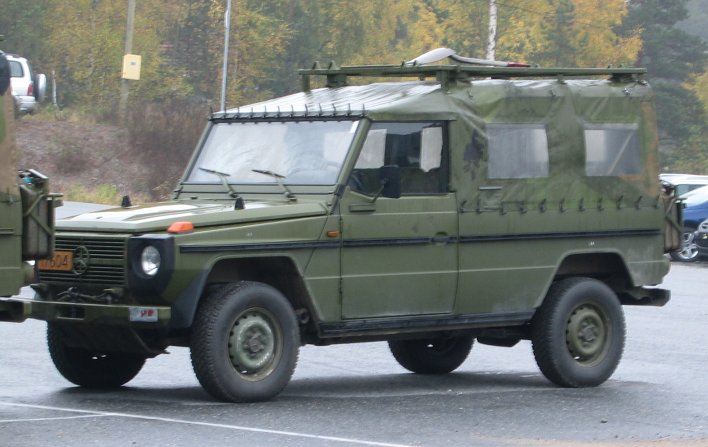
Hosszú 2 ajtós ponyvás változat
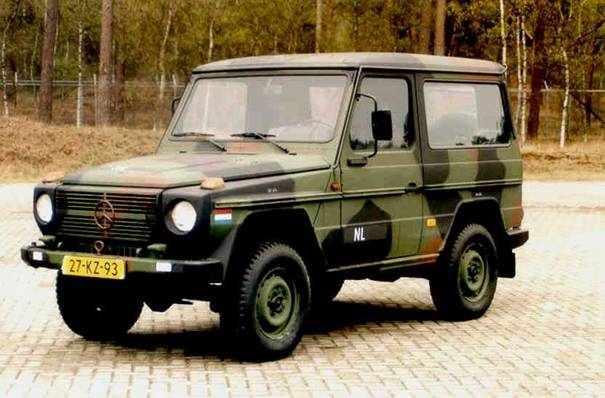
Rövid 3 ajtós változat
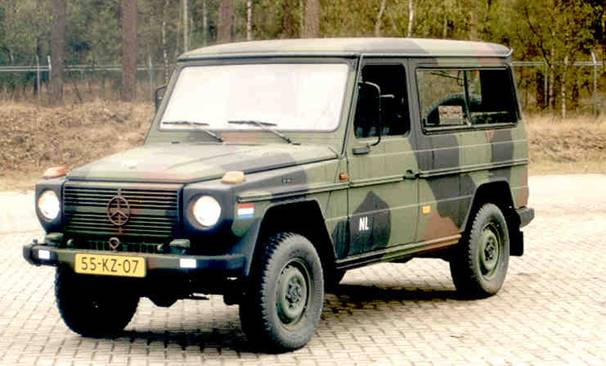
Hosszú 3 ajtós változat
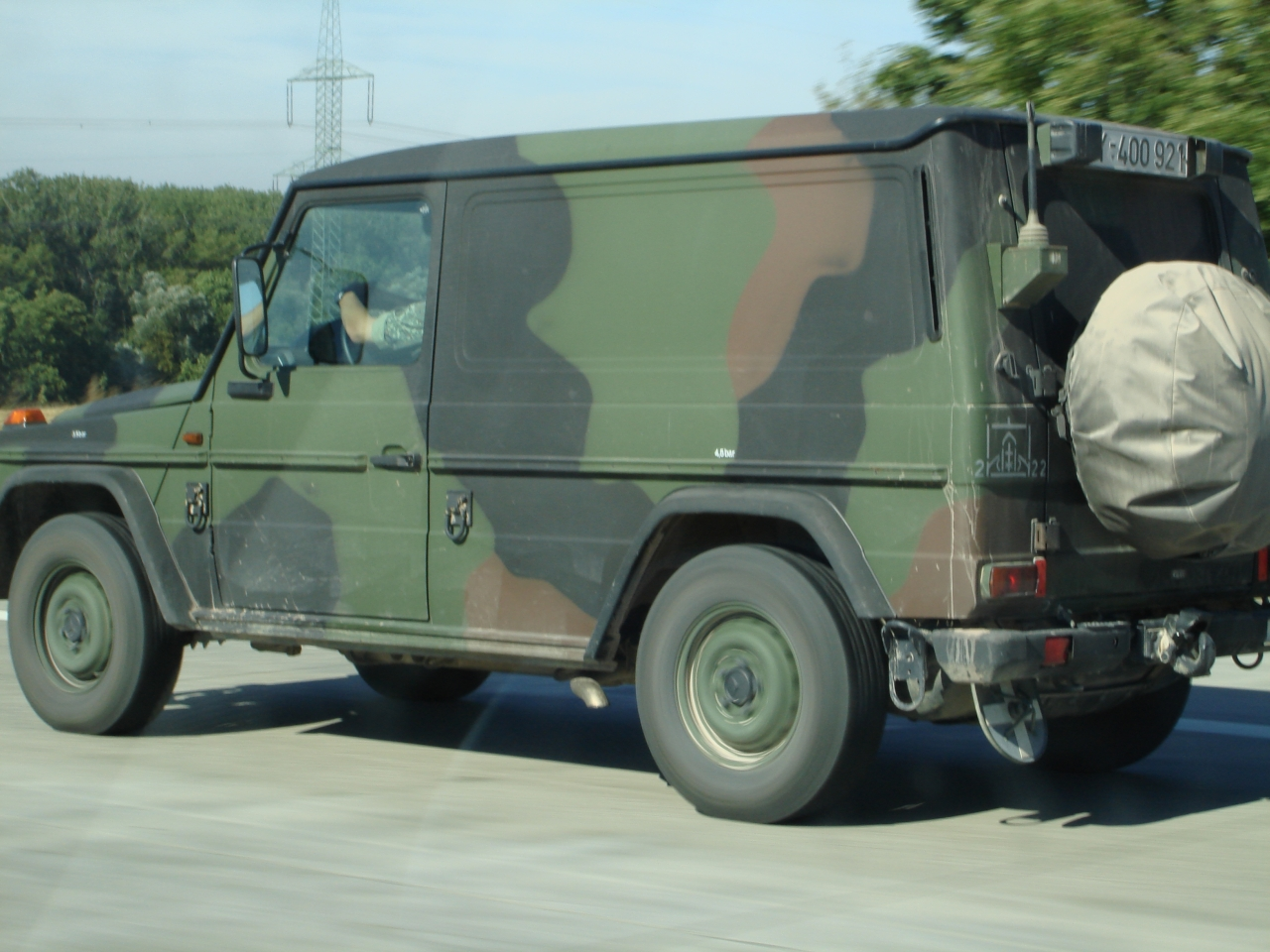
Hosszú 3 ajtós zárt változat
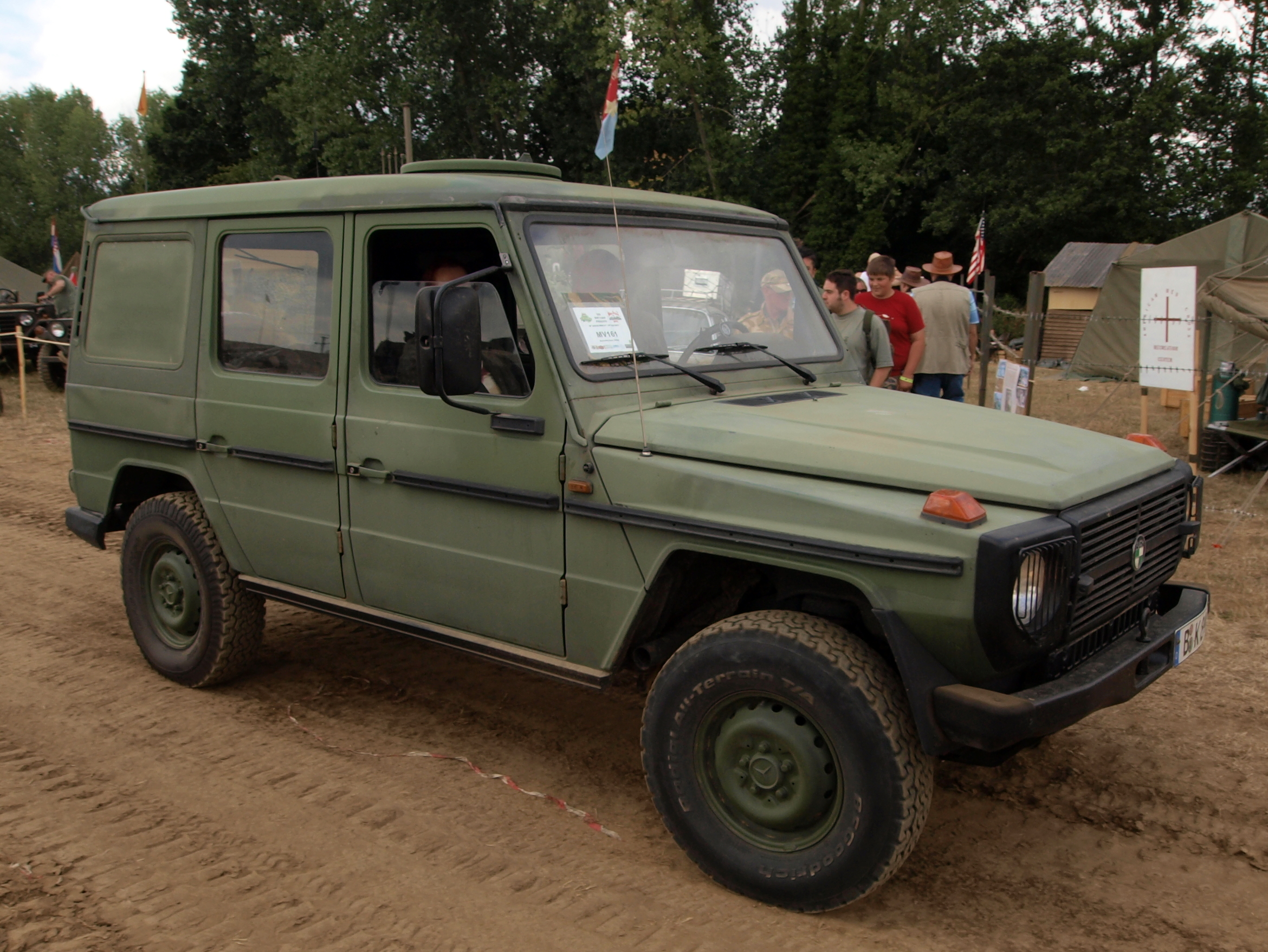
Hosszú 5 ajtós változat
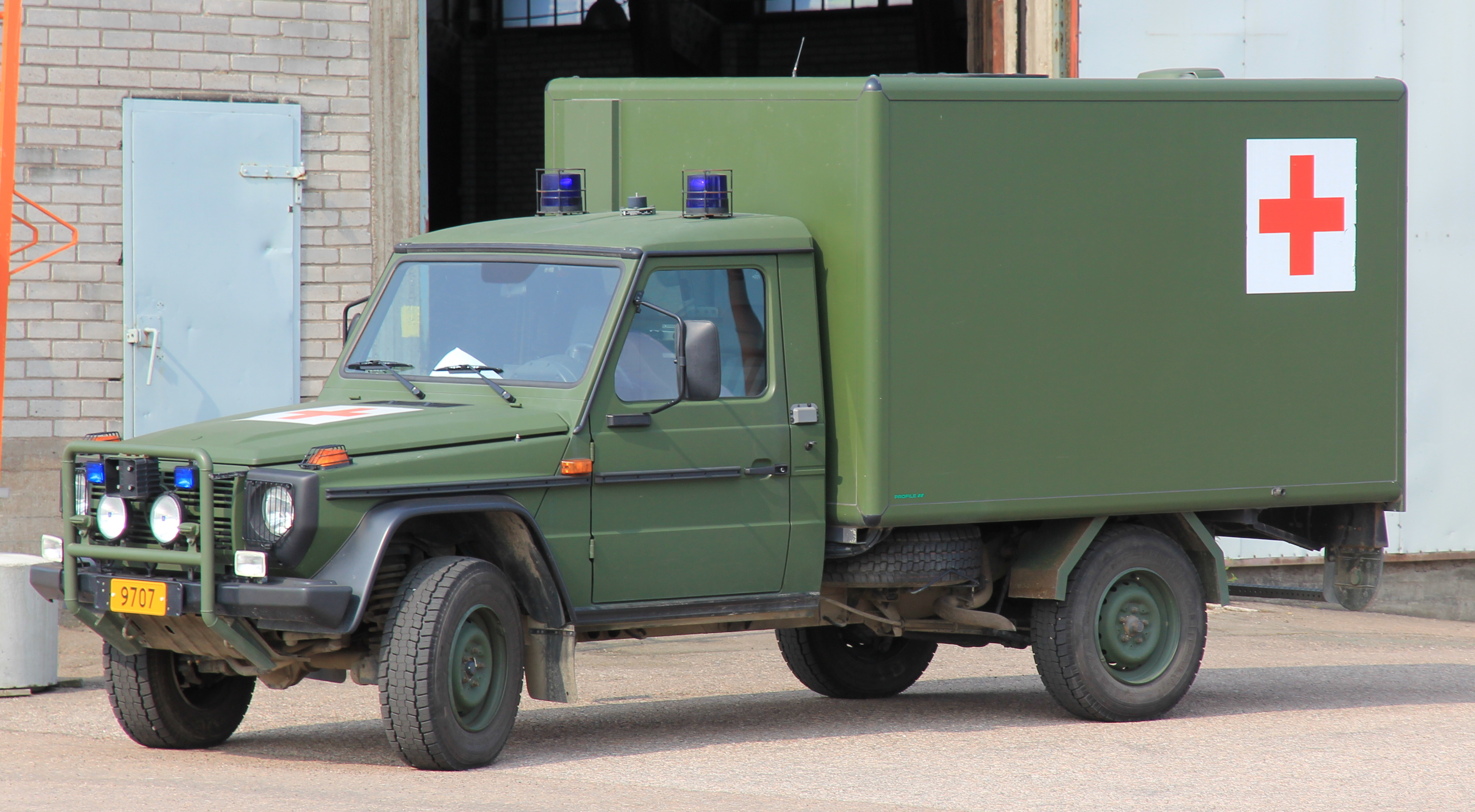
2 ajtós fülkésalváz, mint mentőgépjármű
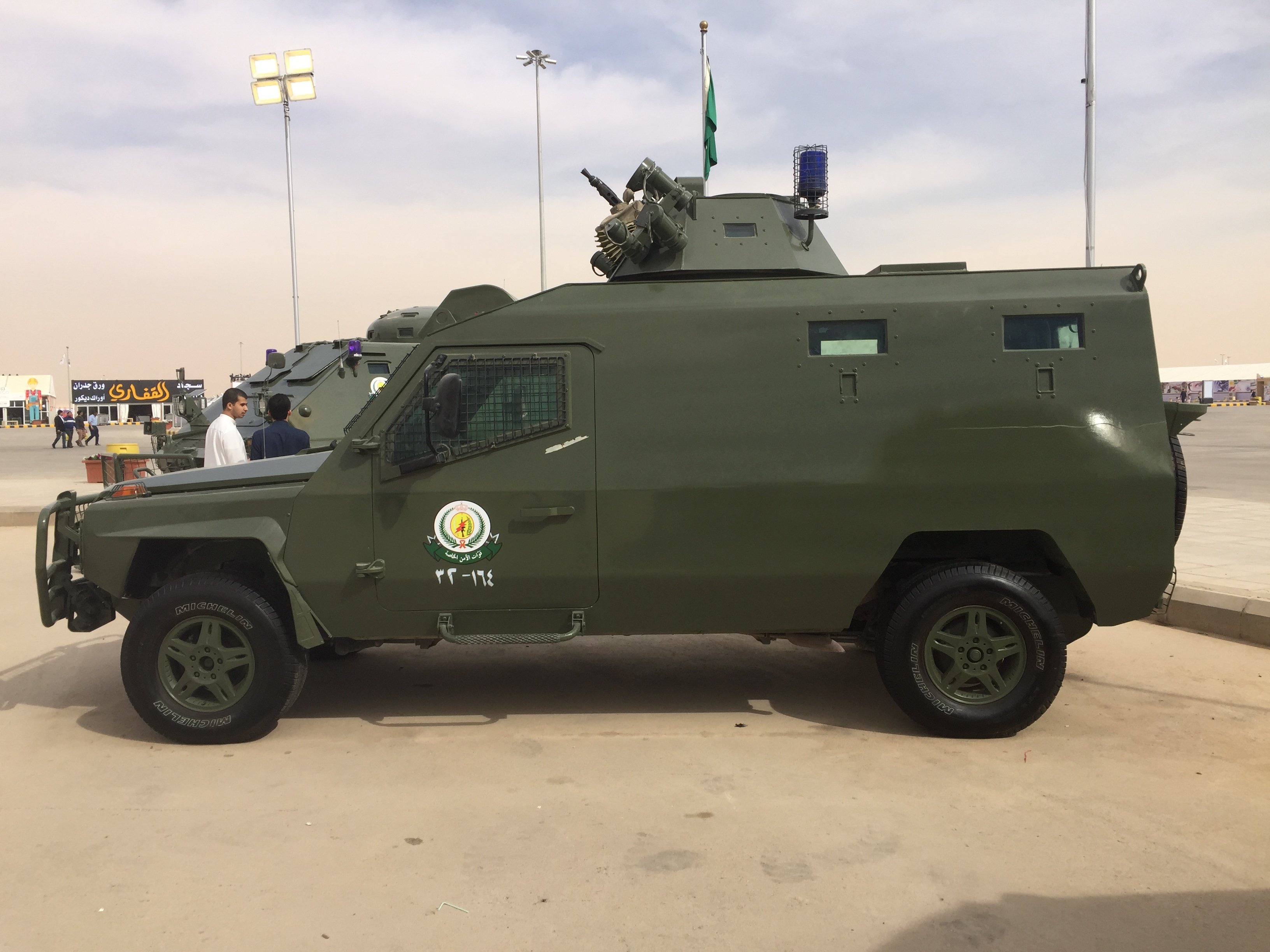
Páncélozott G osztályon alapuló harci jármű
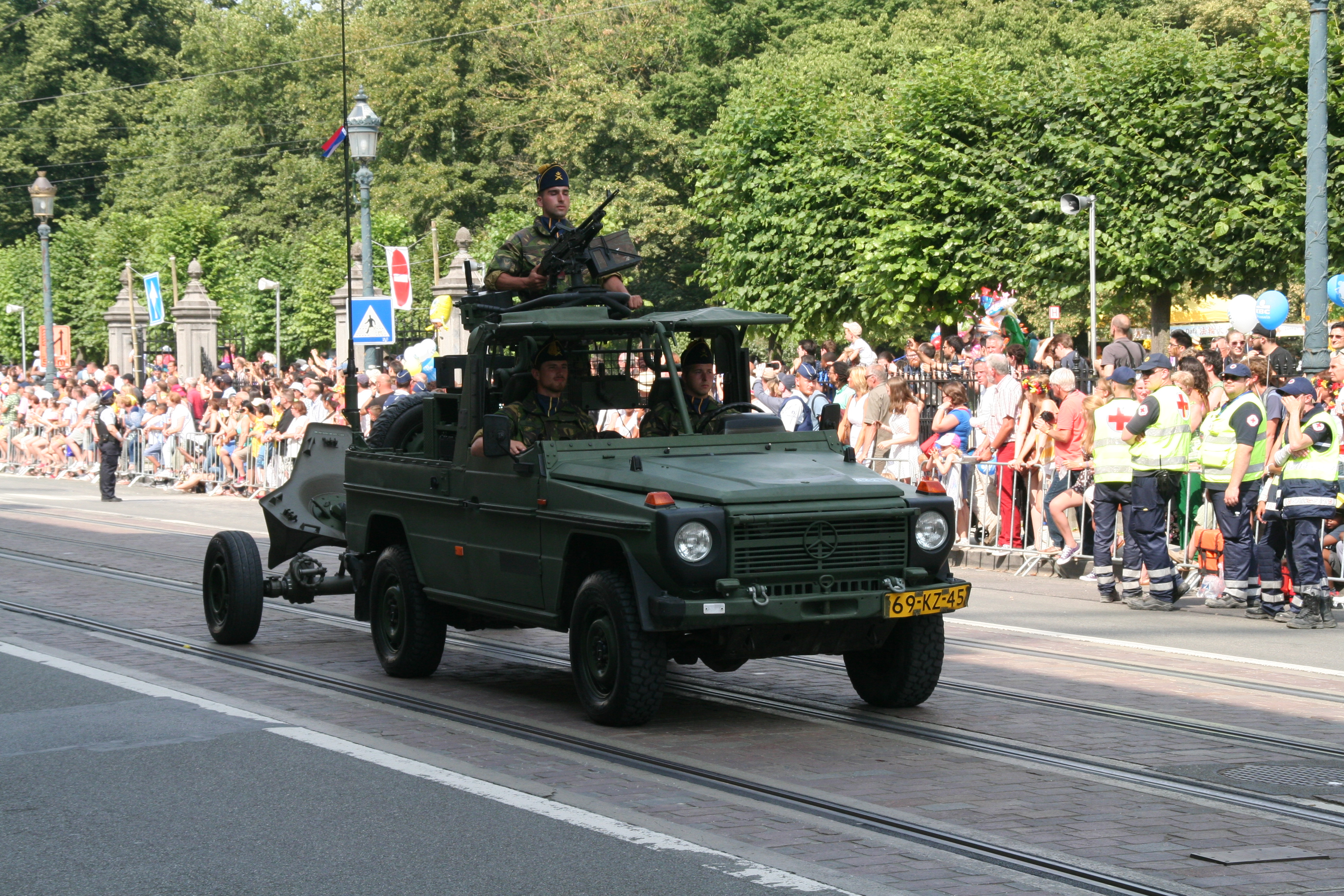
A belga hadsereg Mercedes G osztálya löveget vontatva
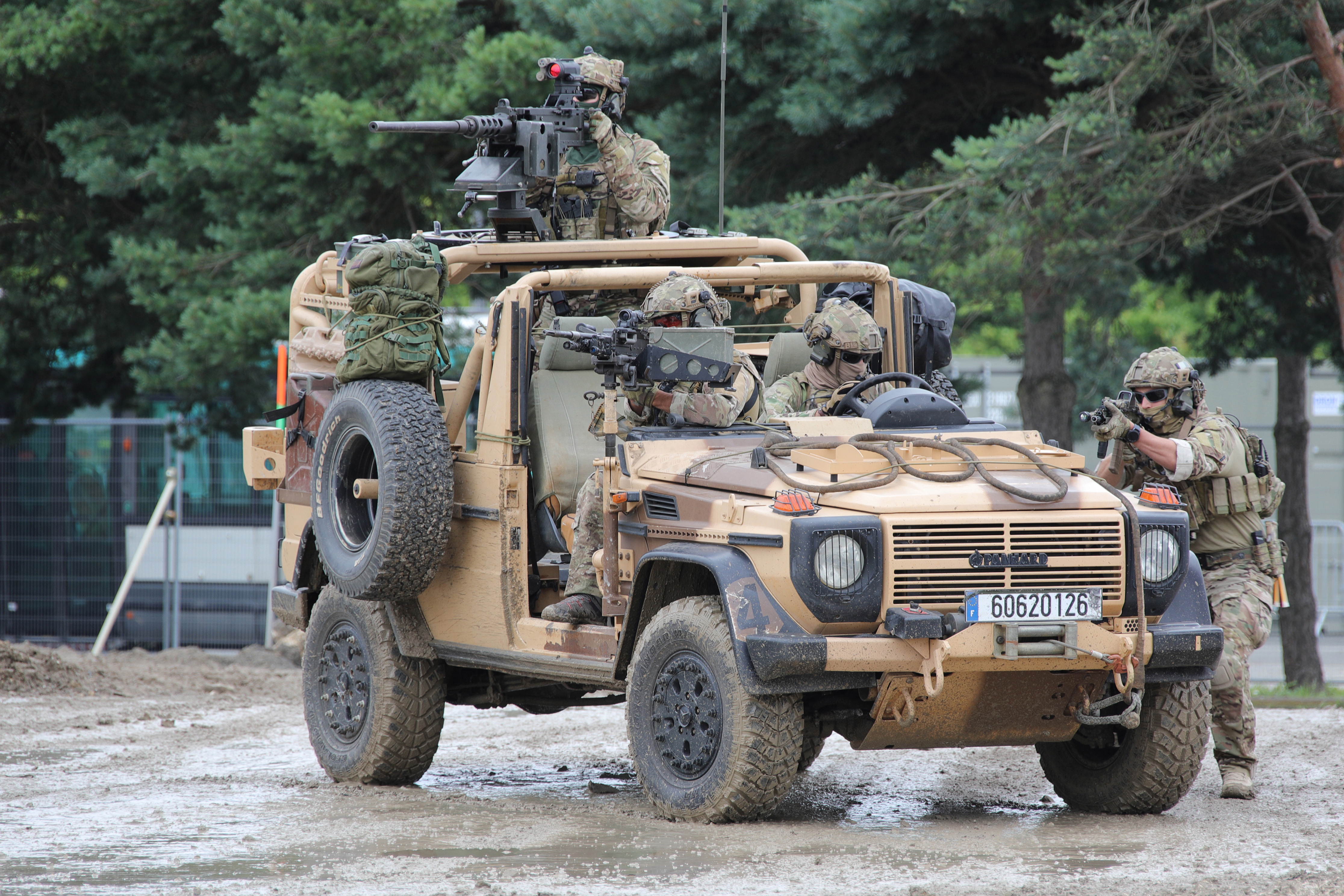
A G osztályon alapuló francia Panhard…
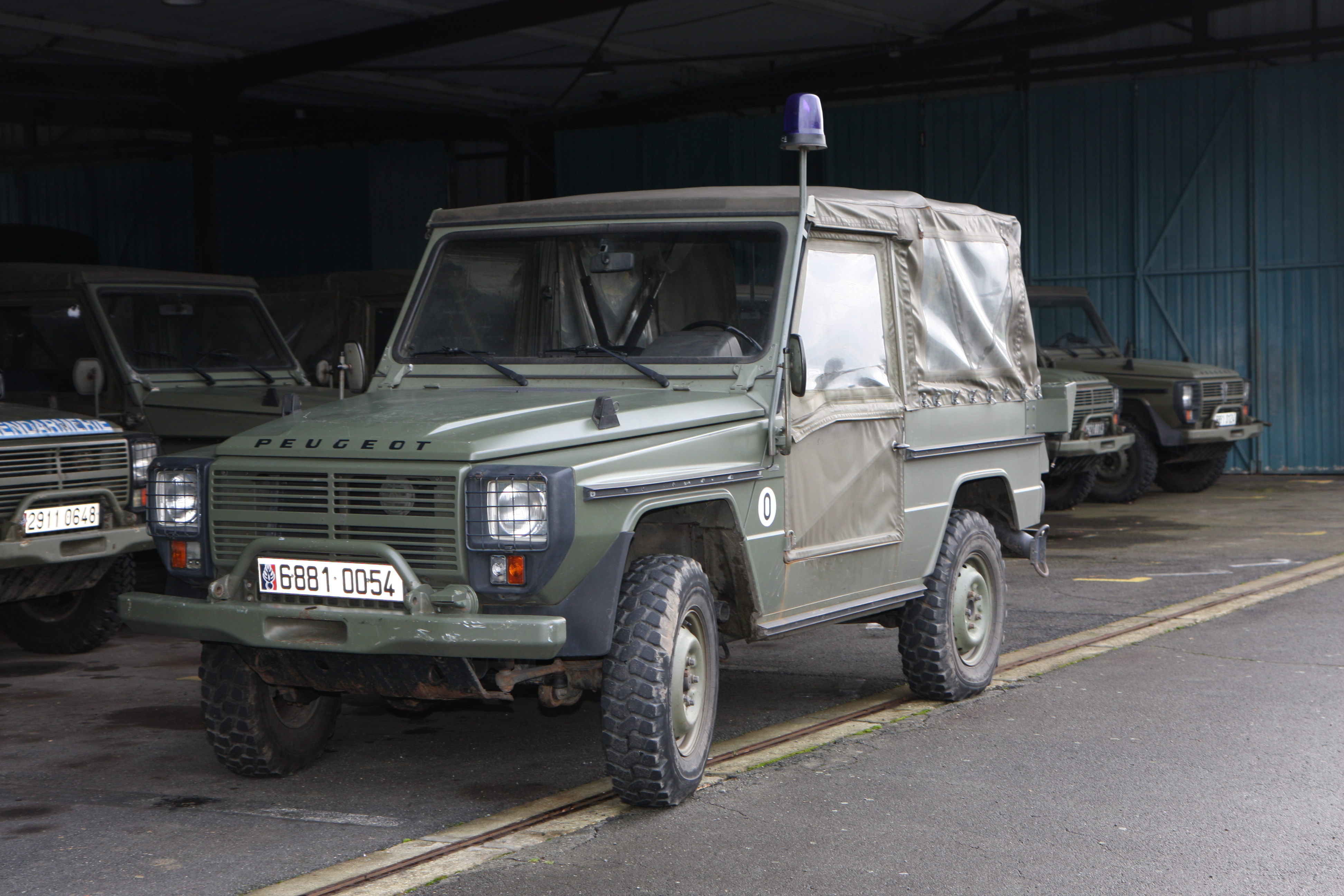
…és Peugeot P4
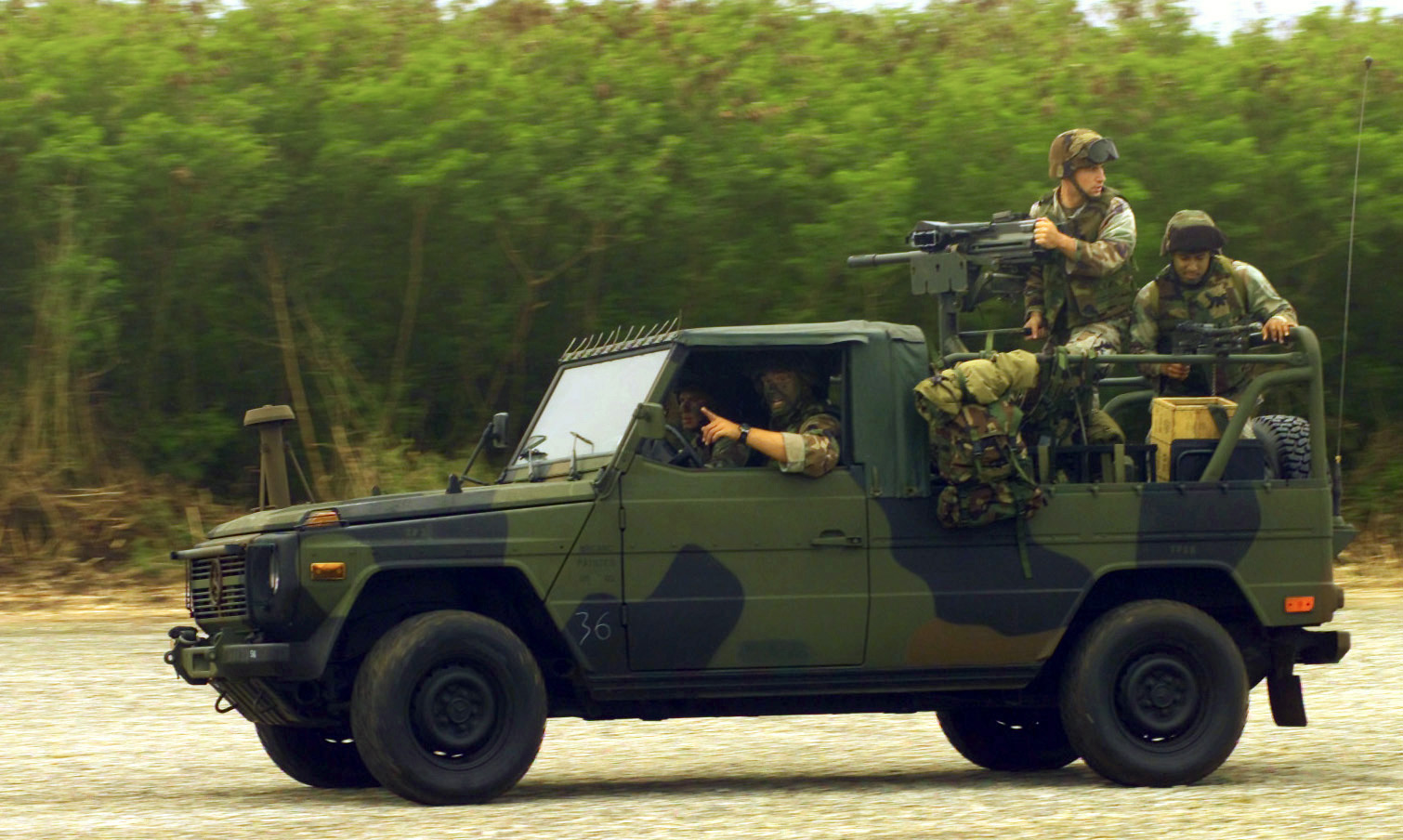
G osztály, mint IFAV (Interim Fast Attack Vehicle, azaz ideiglenes gyorstámadó jármű) az amerikai hadseregnél
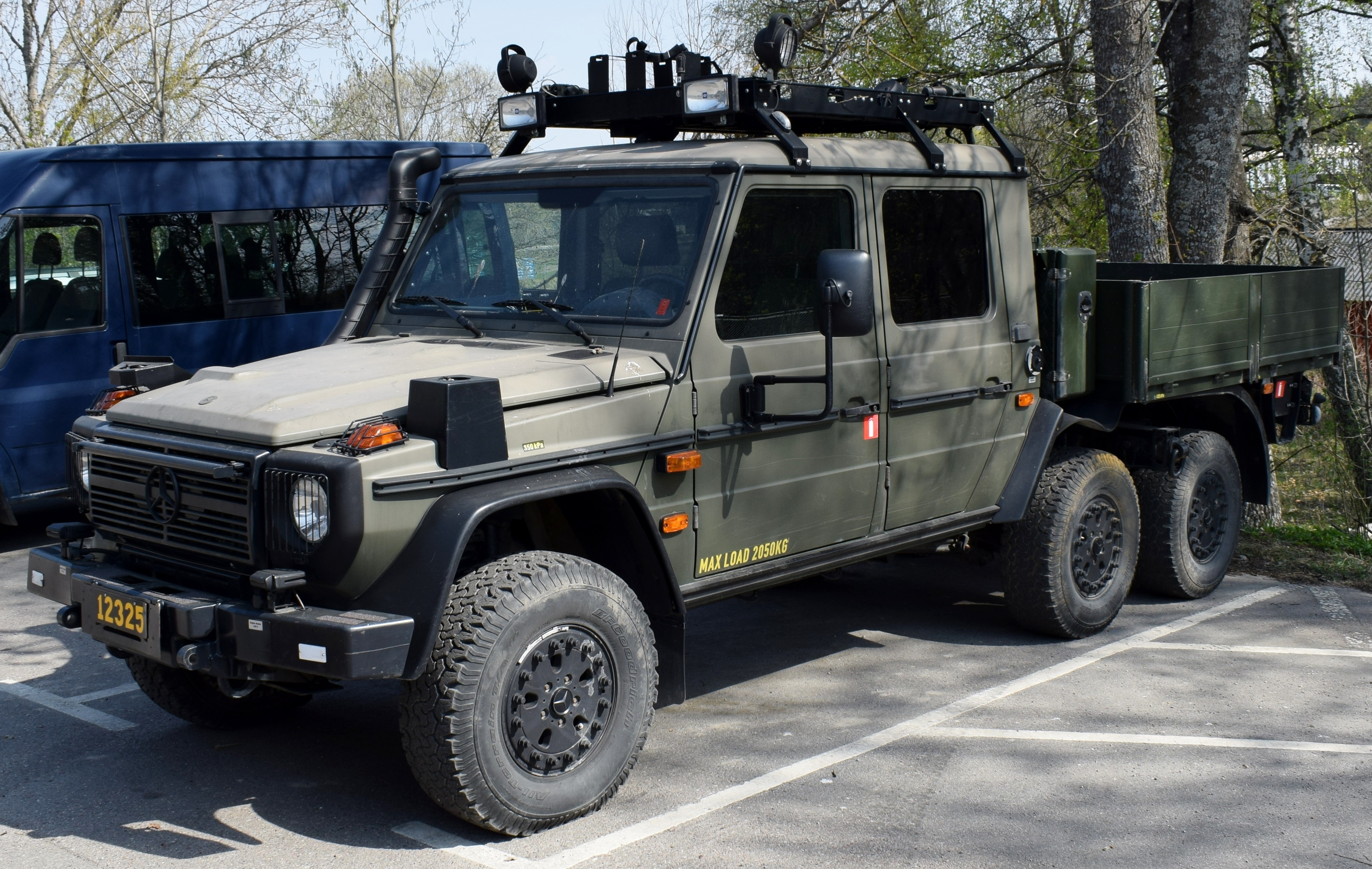
Bizonyos országok, mint Svédország vagy Ausztrália 6×6-os változatokat is alkalmaztak

### W460

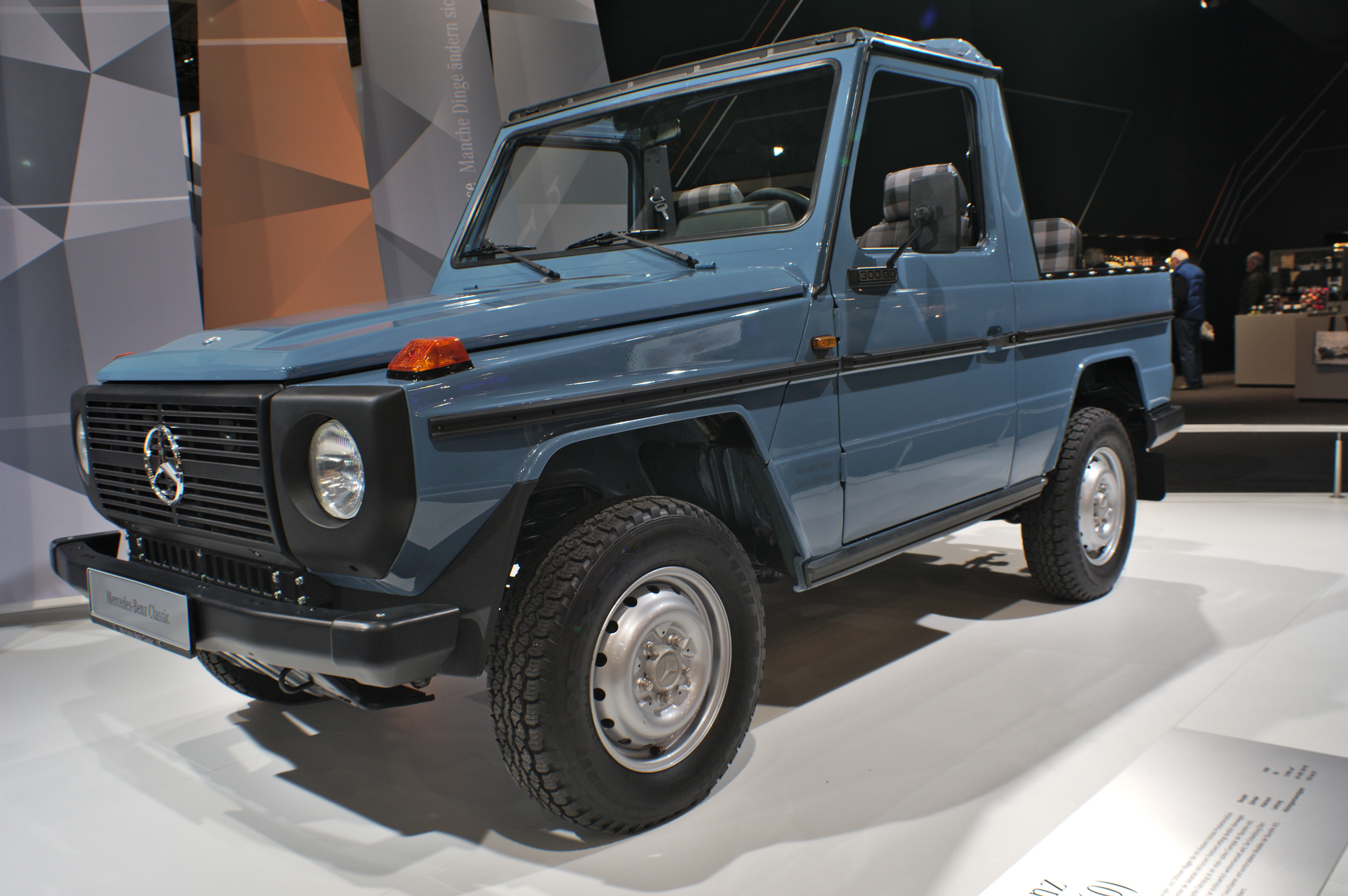
Rövid 2 ajtós
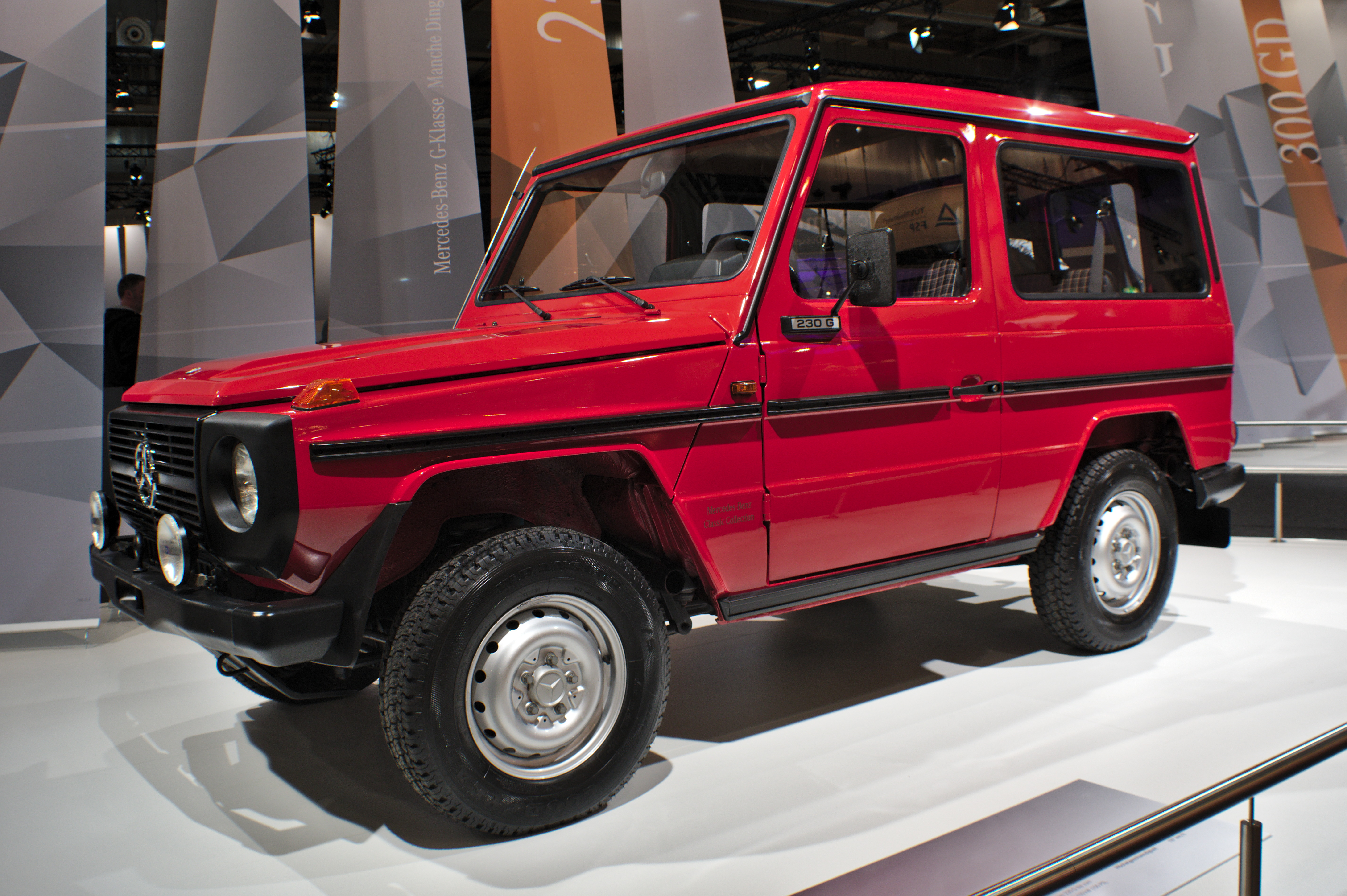
Rövid 3 ajtós
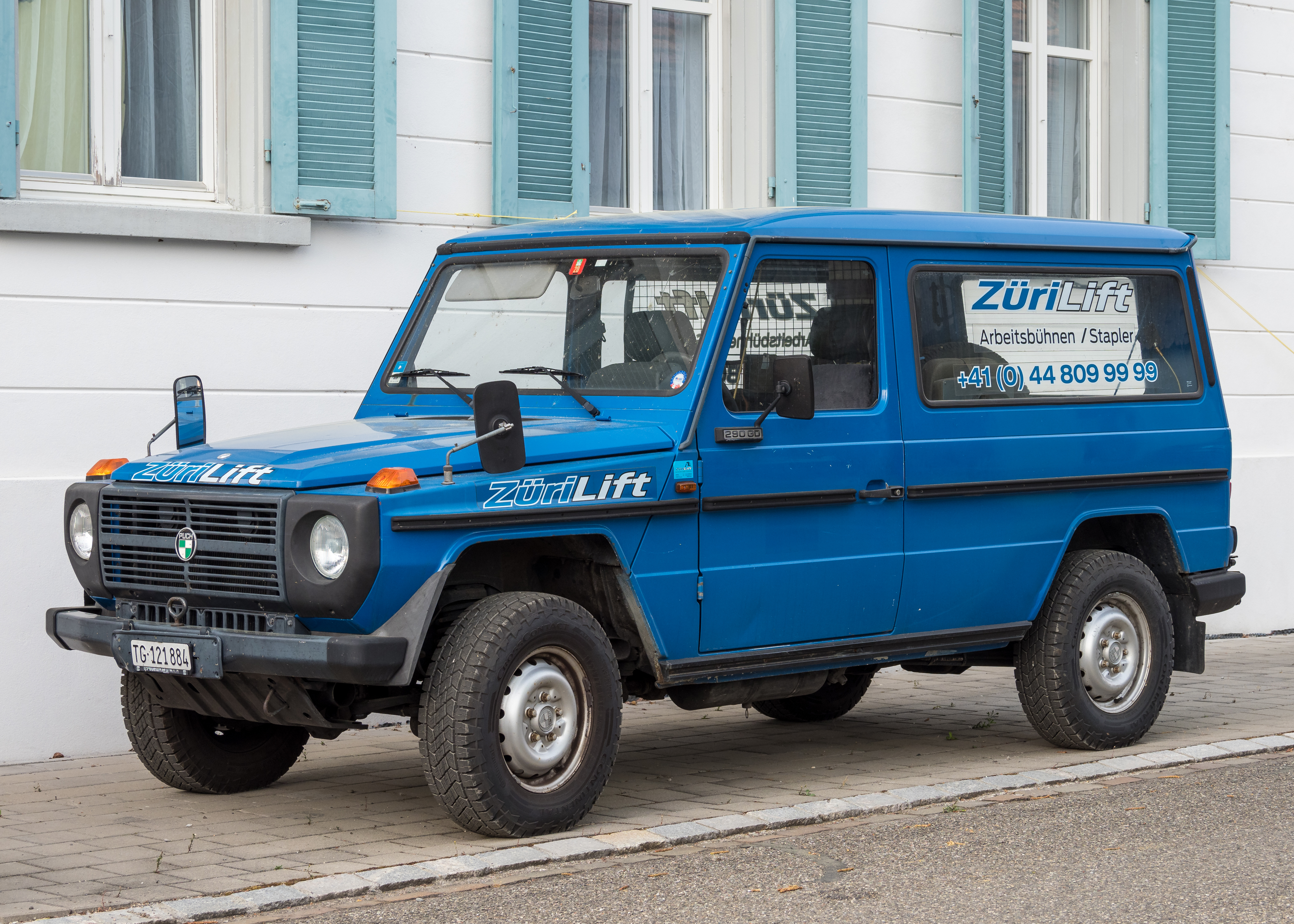
Hosszú 3 ajtós (mint Puch 290 GD)
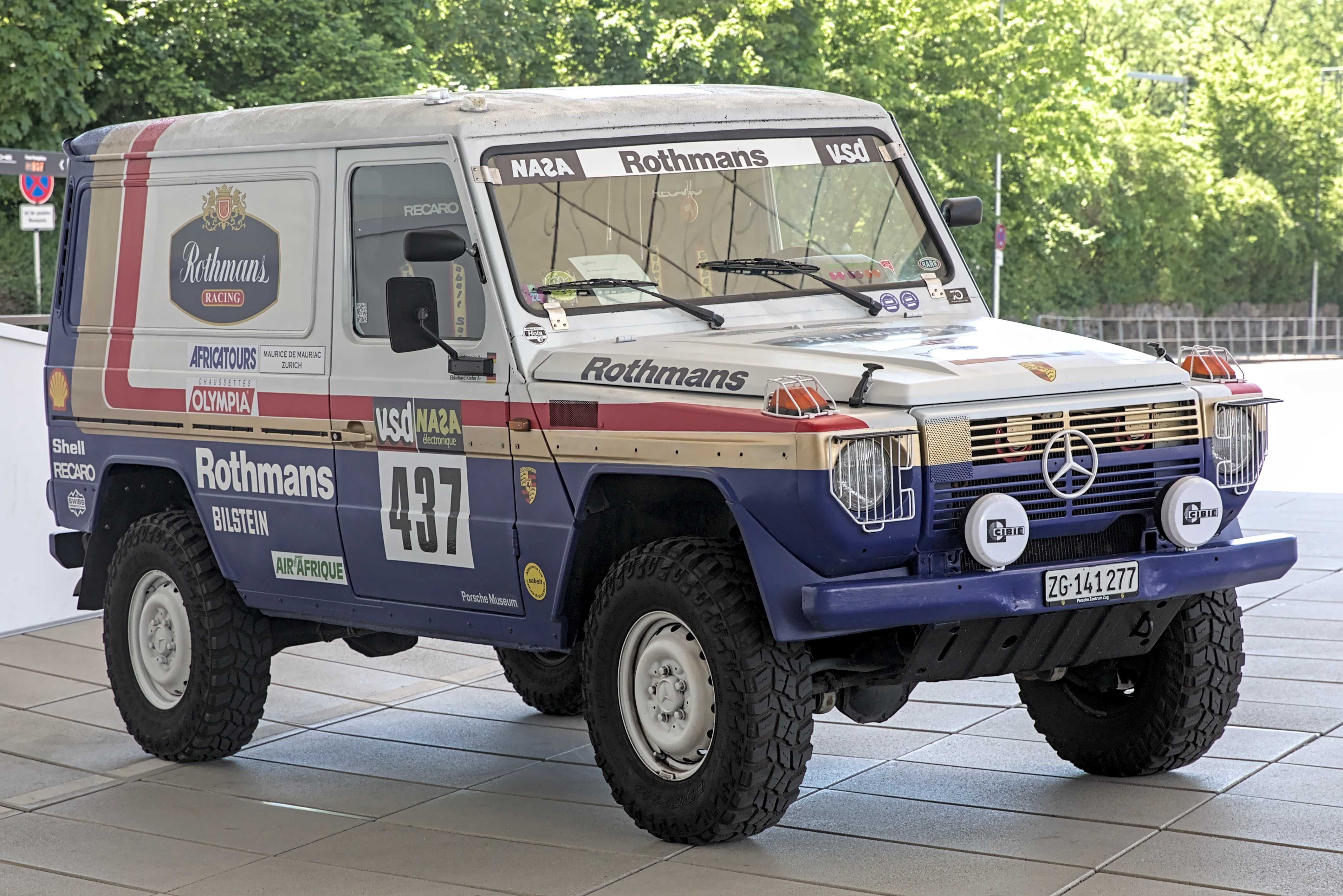
Hosszú 3 ajtós áruszállító
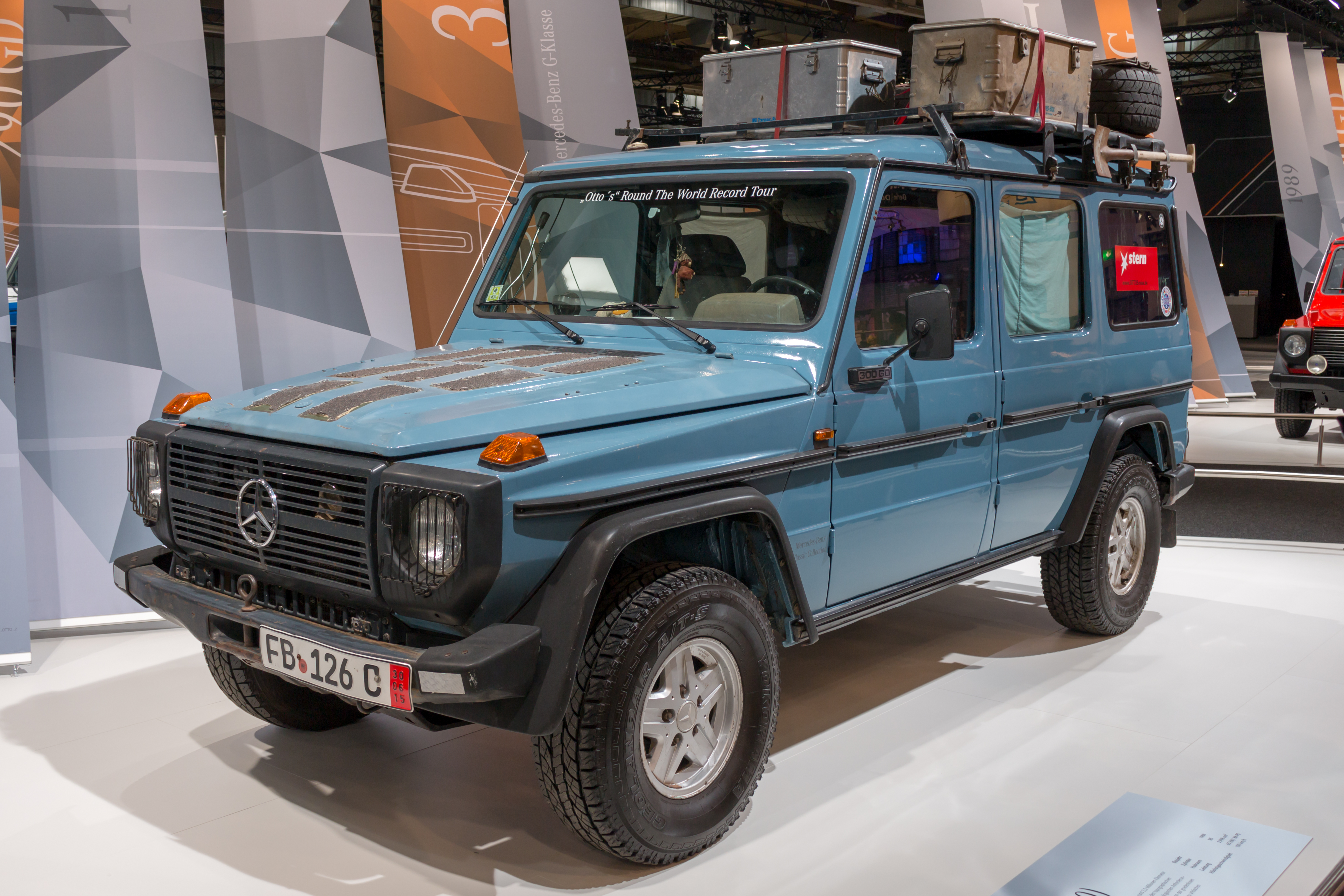
Hosszú 5 ajtós
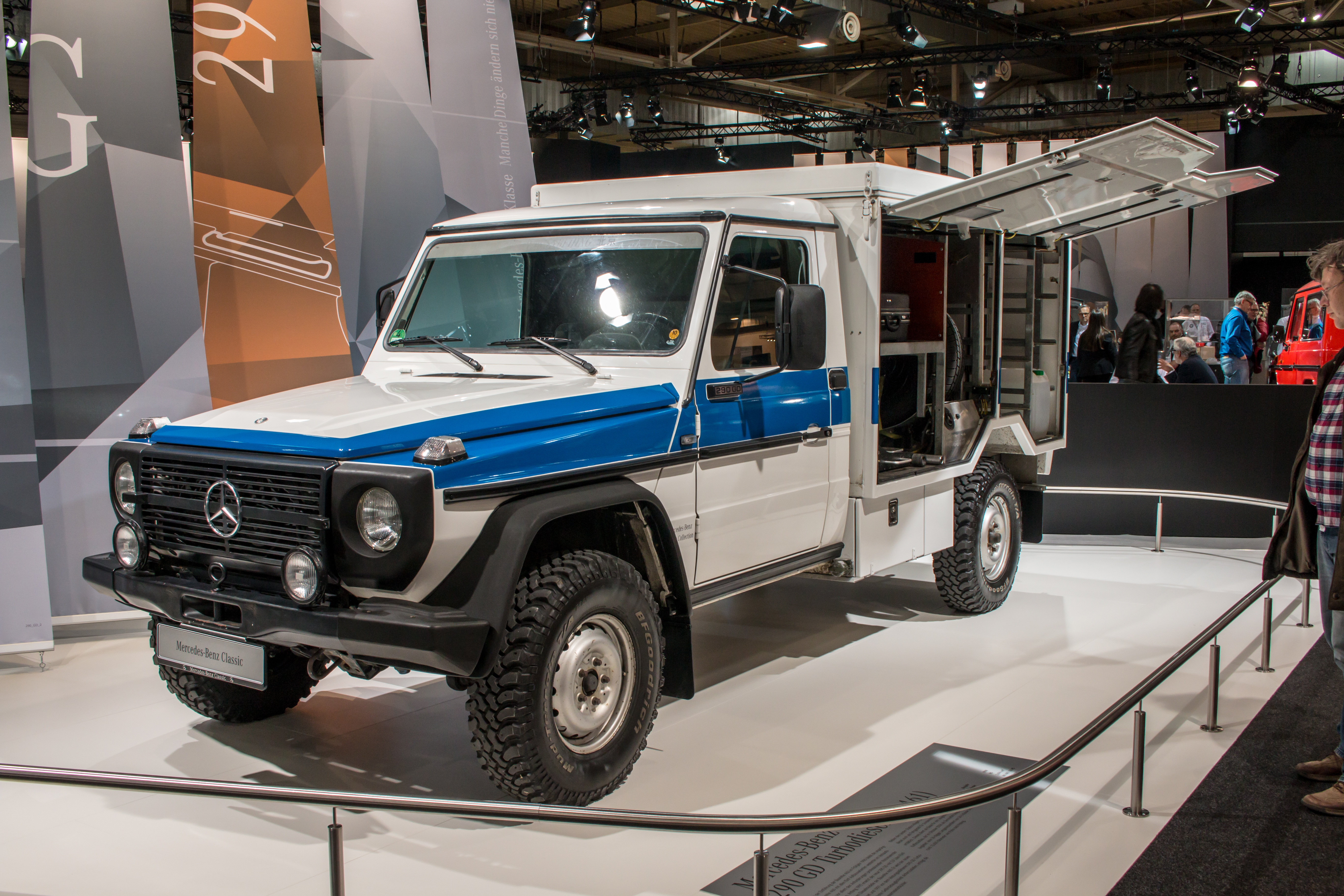
2 ajtós fülkésalváz szerkocsi kivitelben
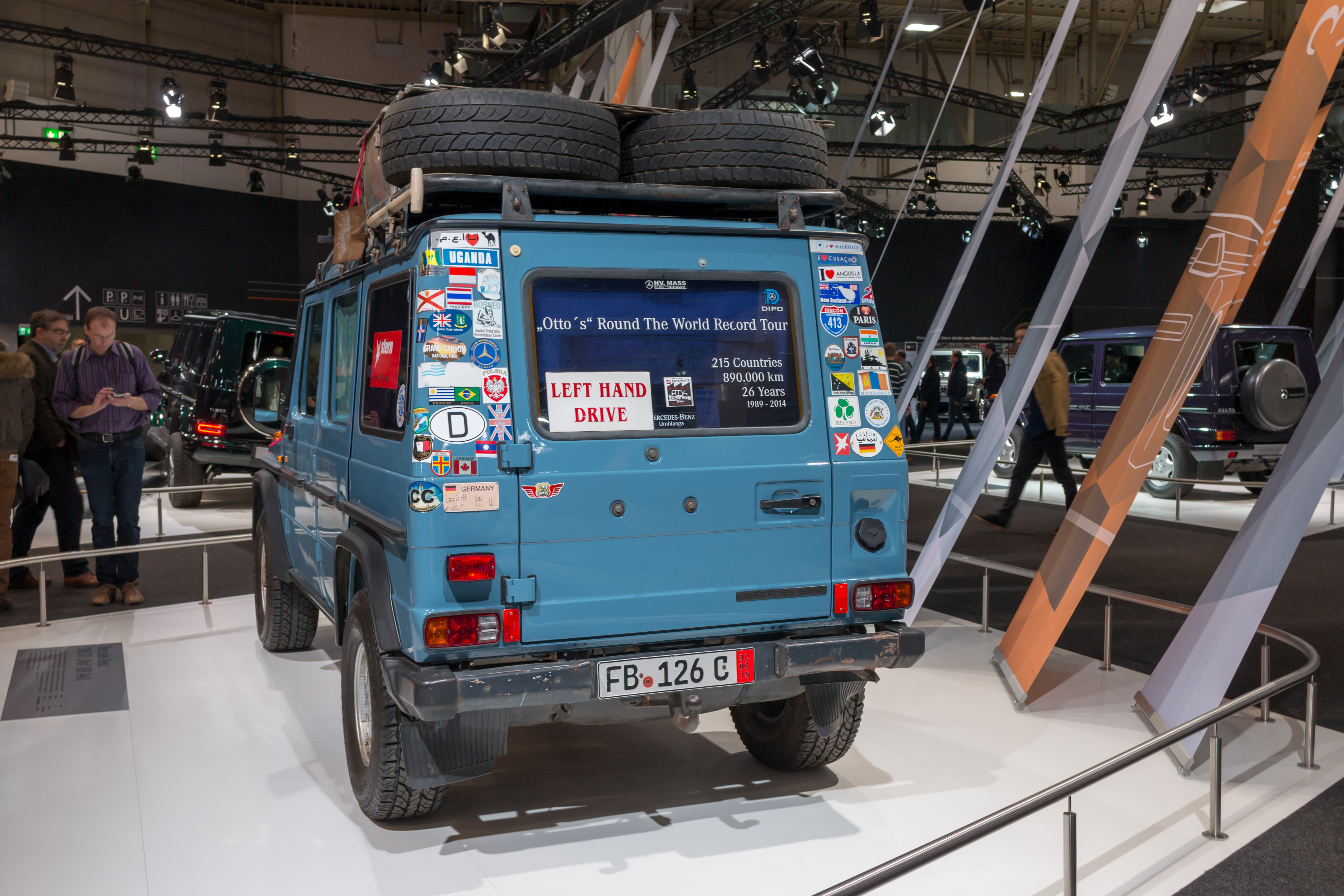
Egyszárnyú csomagtérajtó
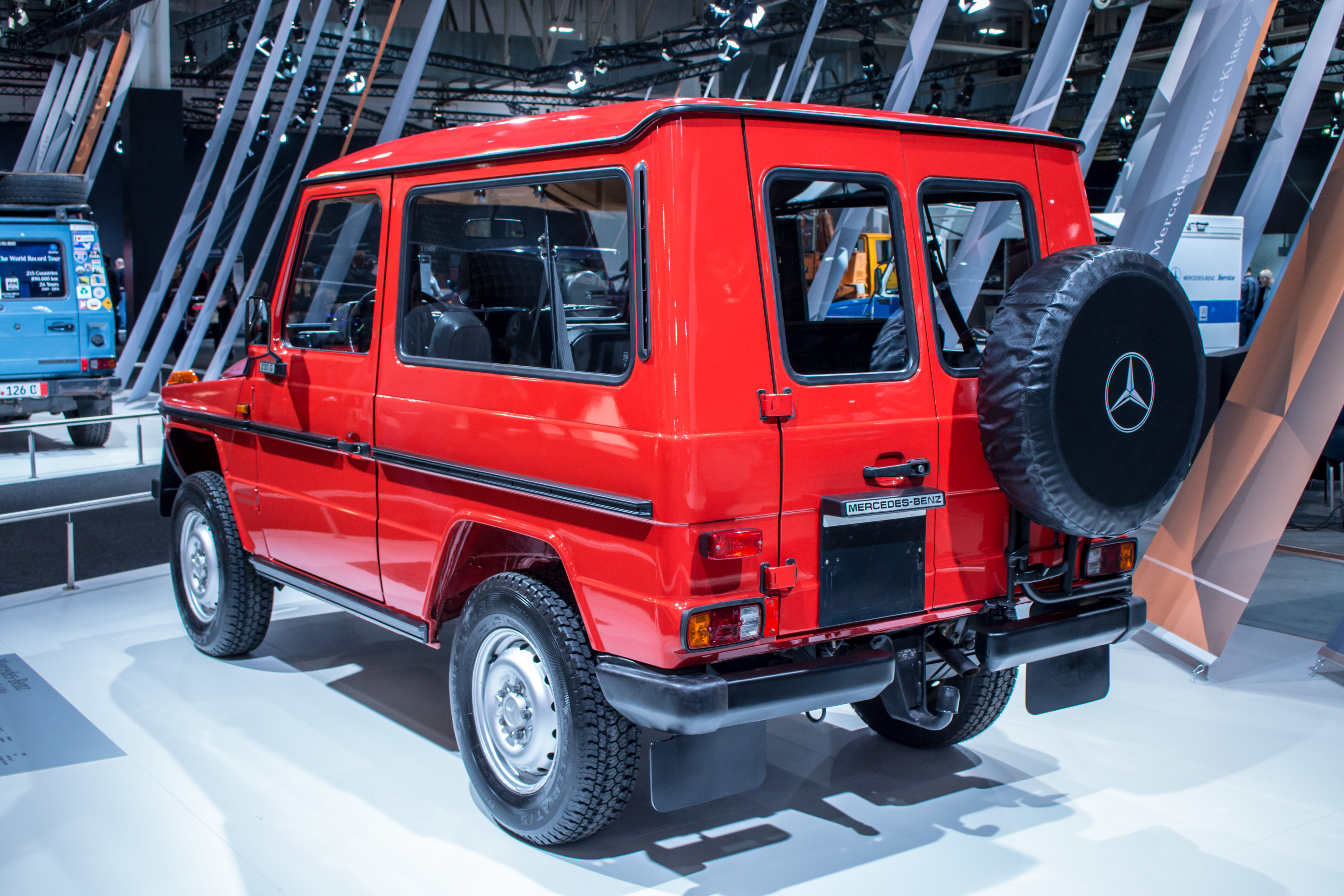
Kétszárnyú csomagtérajtó

### W461

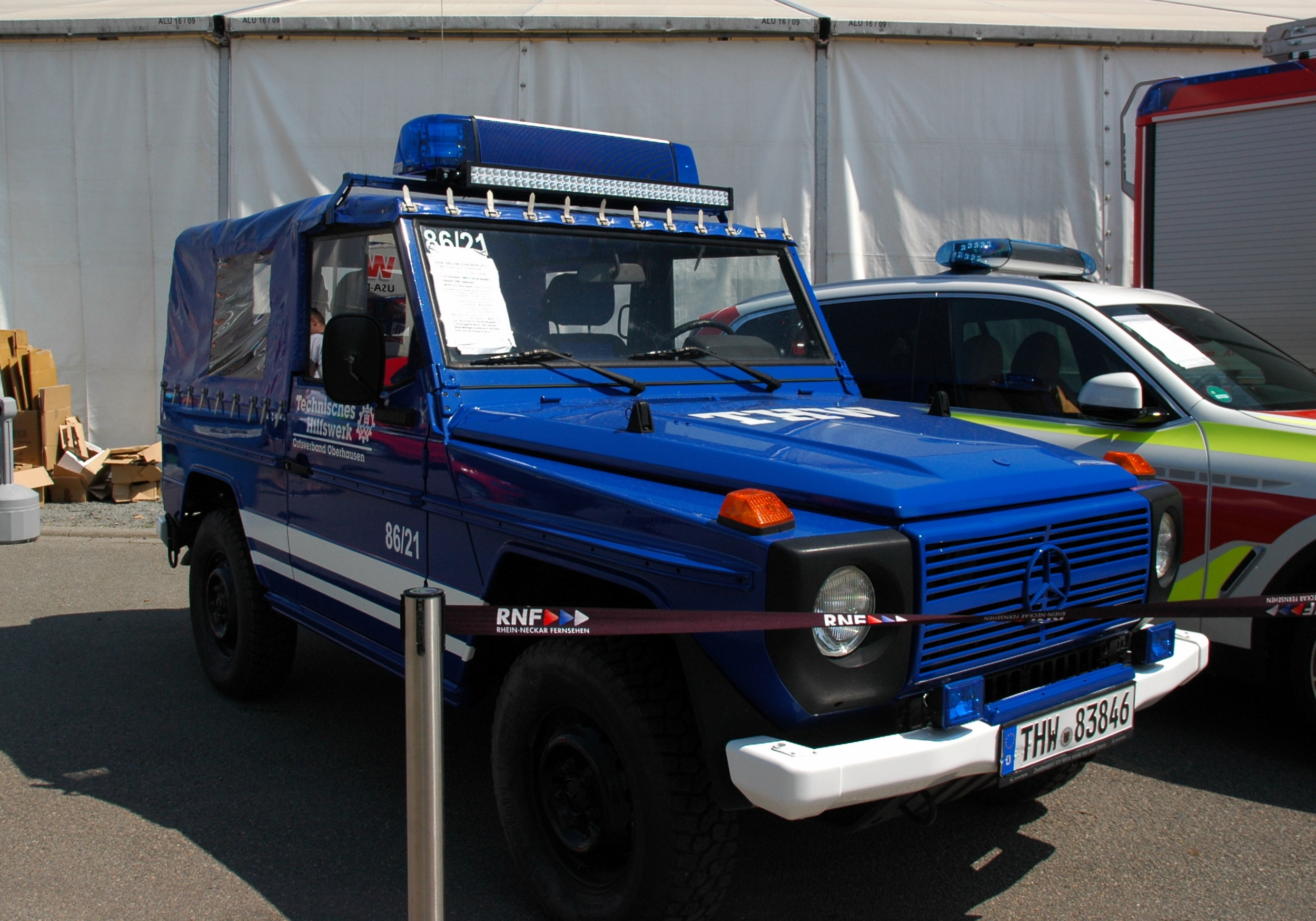
2 ajtós ponyvás katasztrófavédelmi jármű
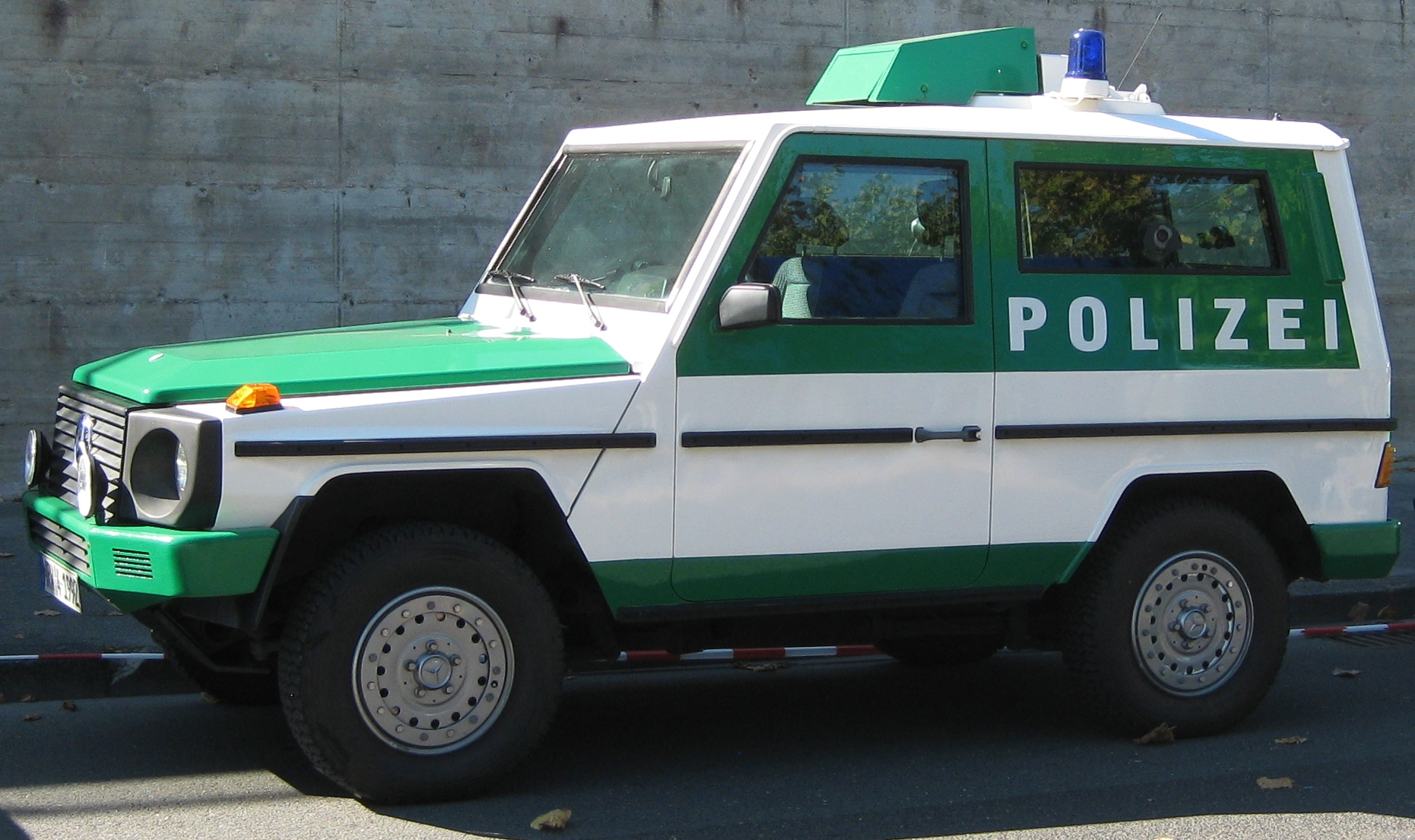
3 ajtós rendőrségi jármű
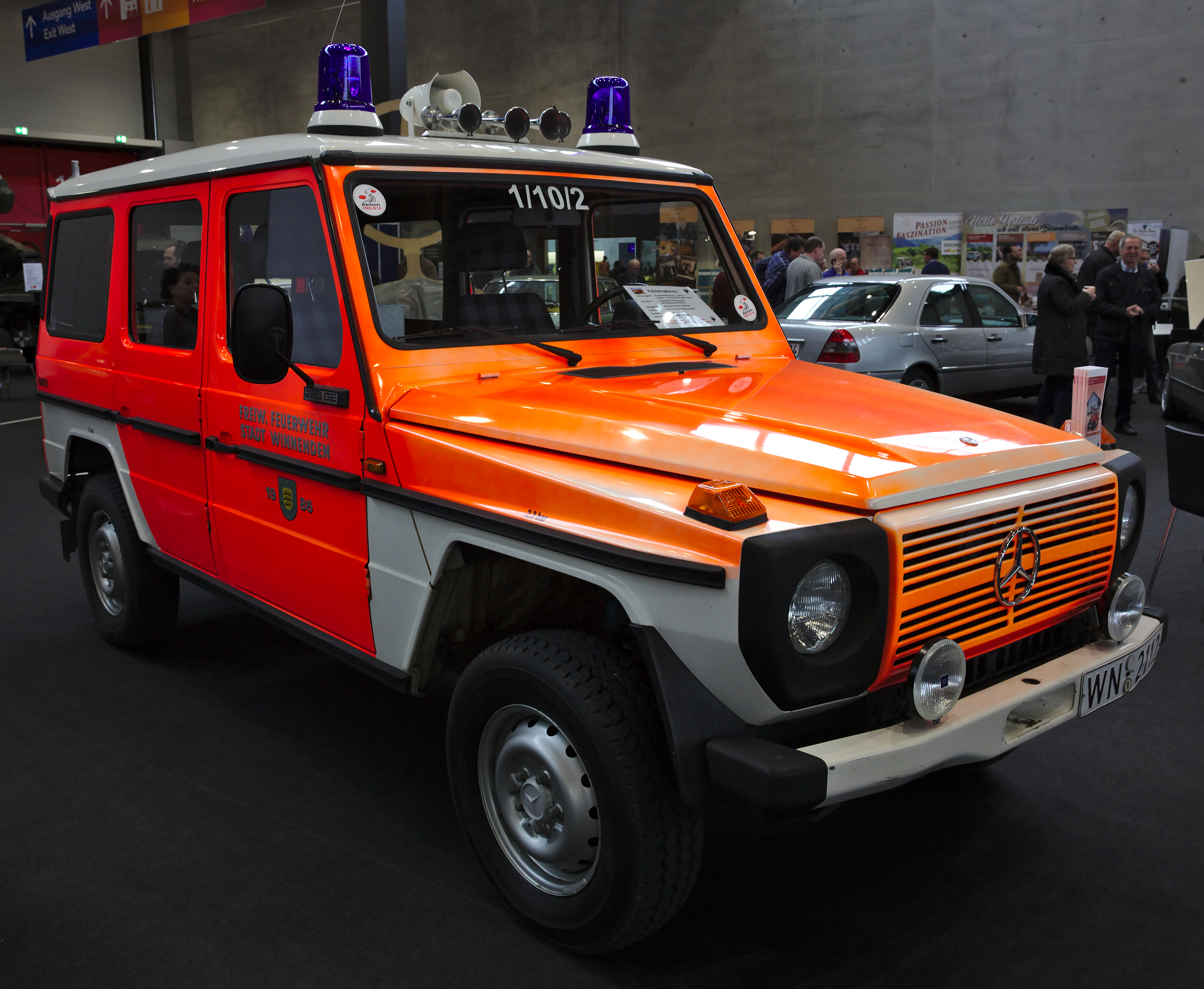
5 ajtós tűzoltó
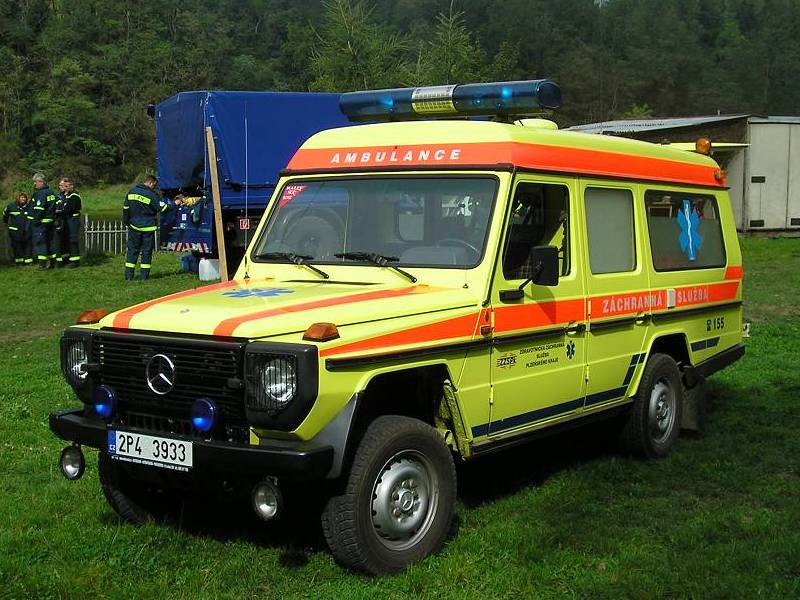
5 ajtós mentőautó hosszabbított farral, megemelt tetővel
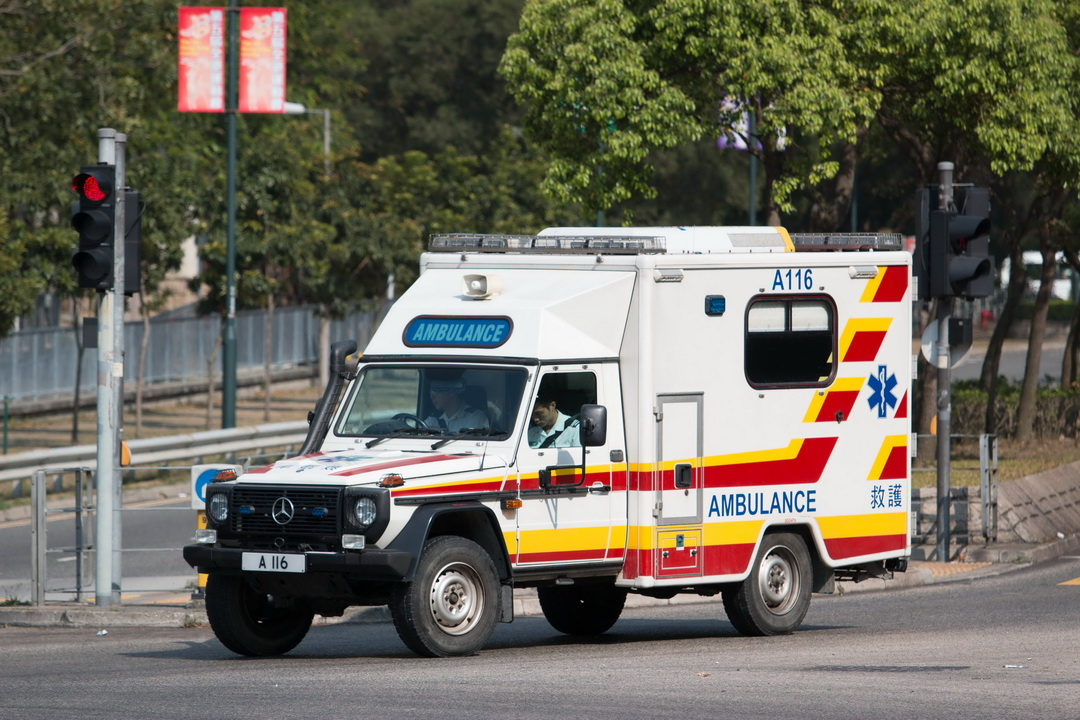
Fülkésalvázból itt is volt mentőautó…
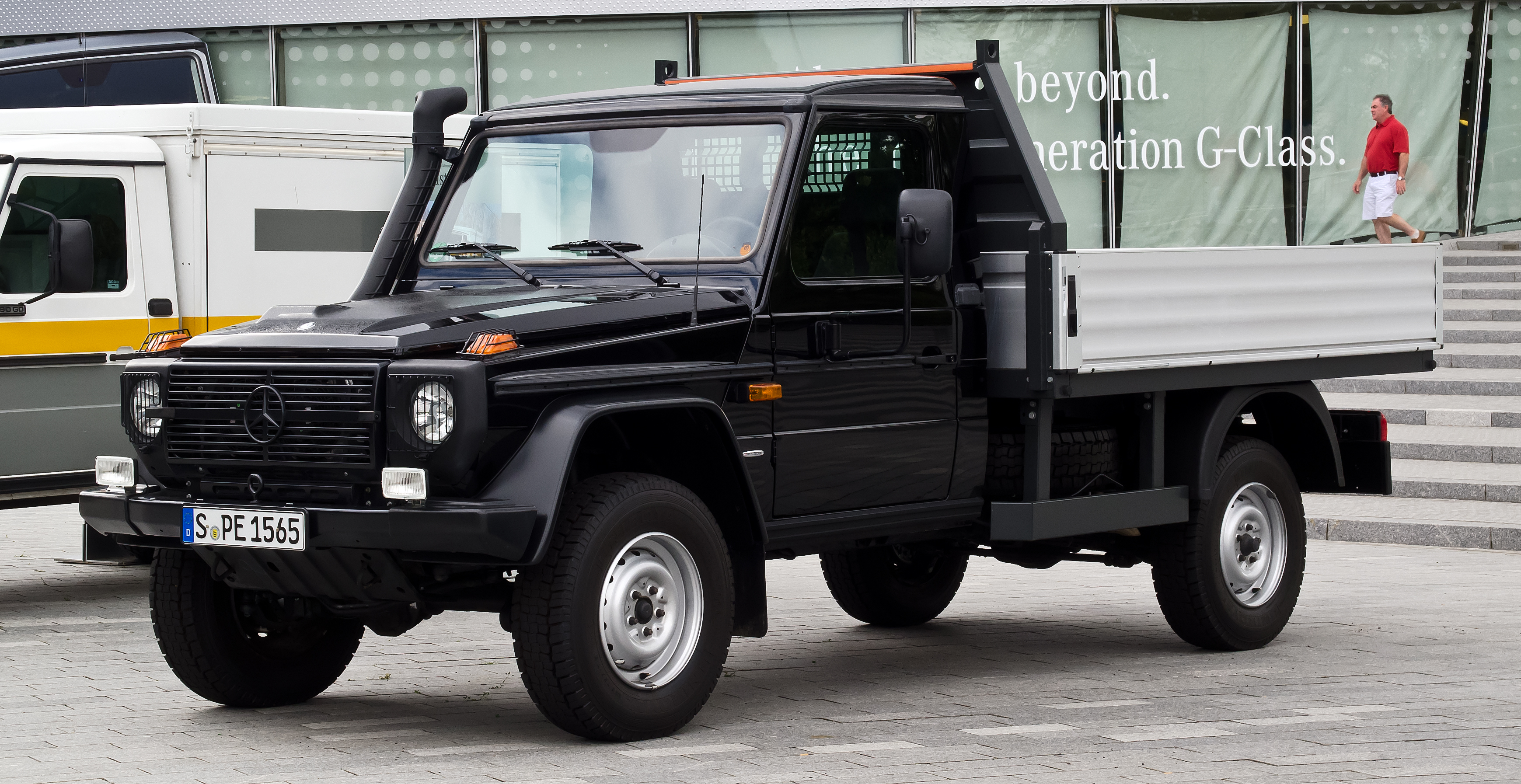
…de lehetett simán platója is
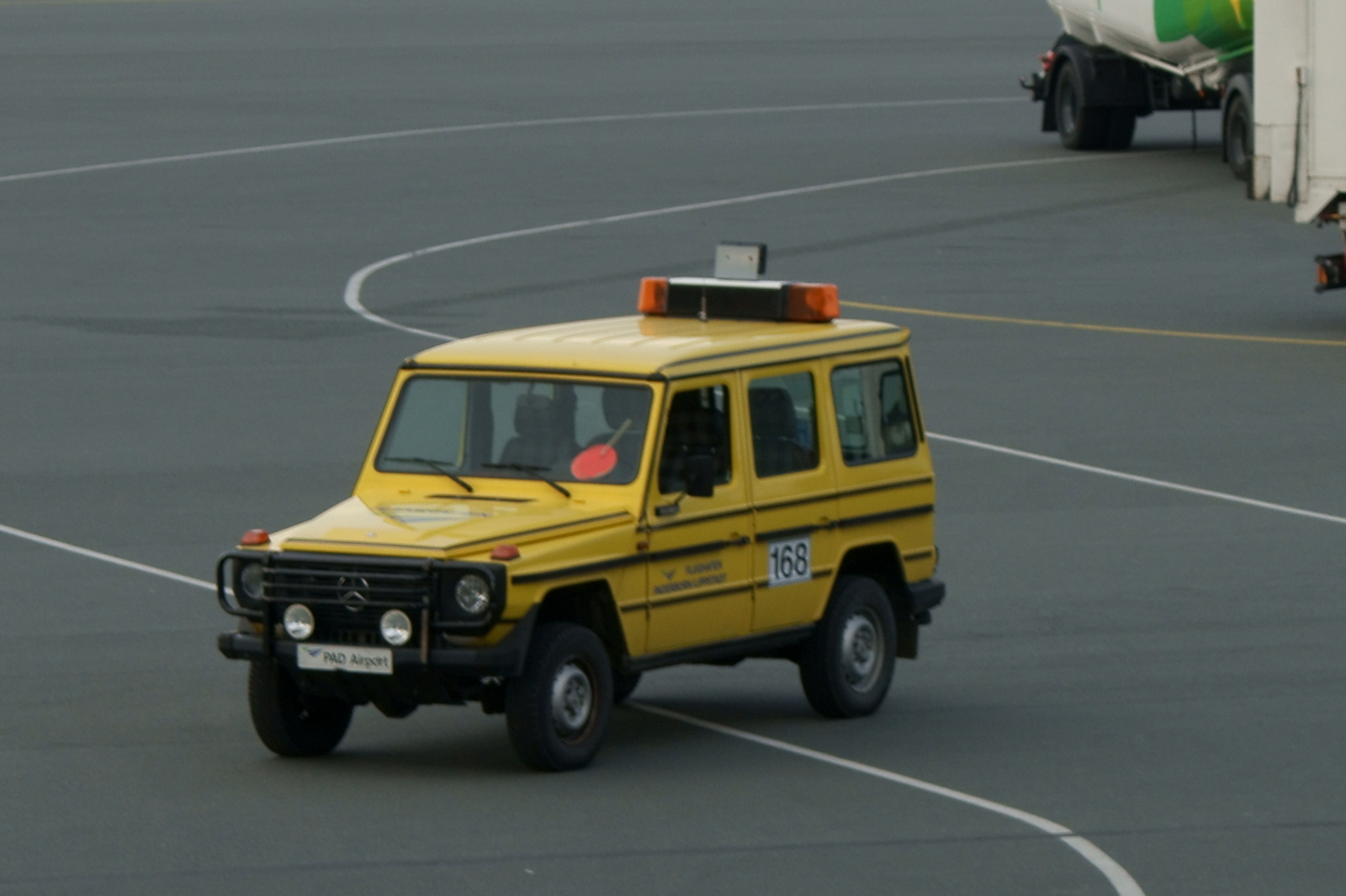
A reptérre is jutott belőle
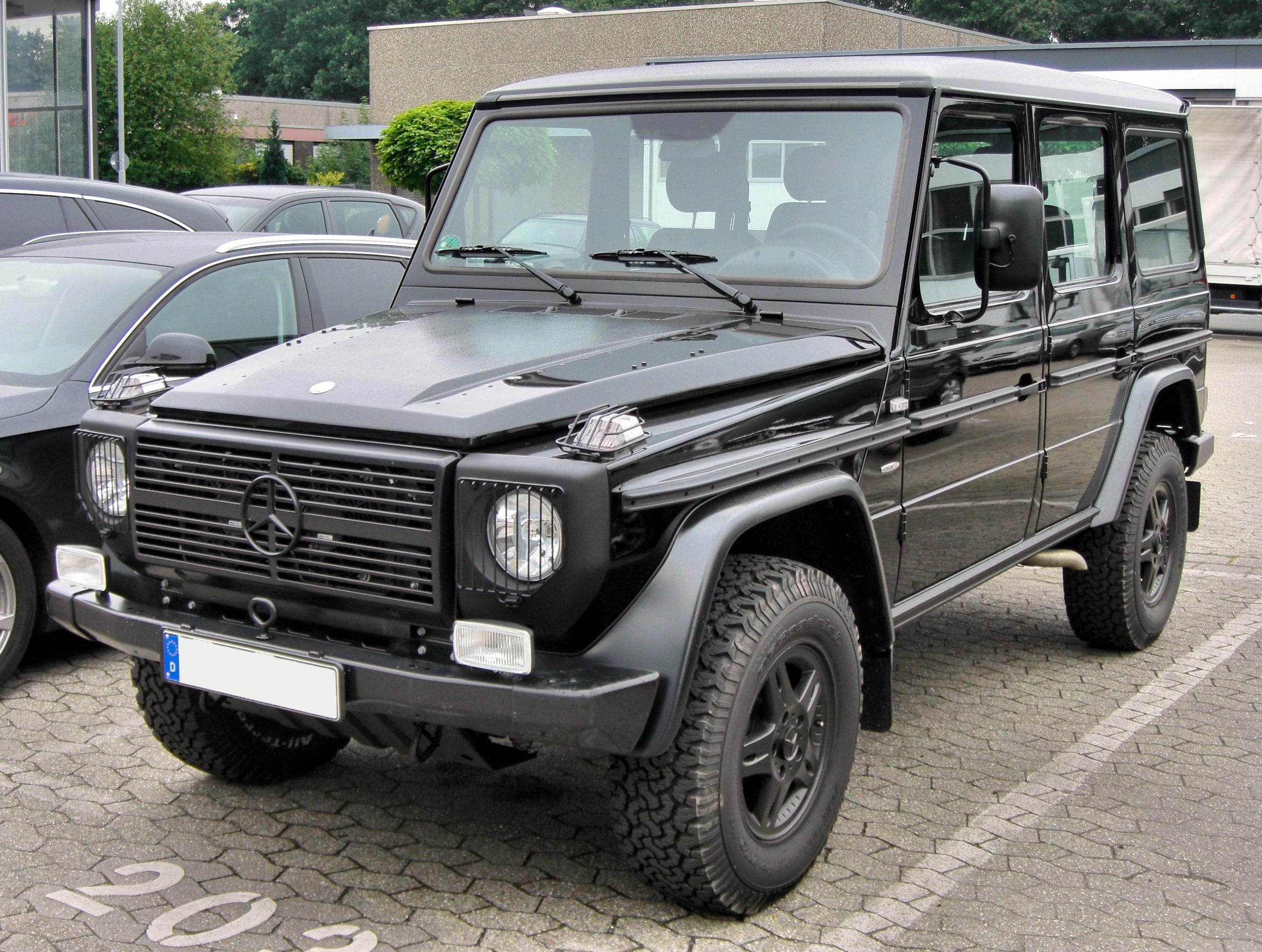
Mercedes G-Klasse Edition Pur, egyike a kevés civil 461-esnek

### W462

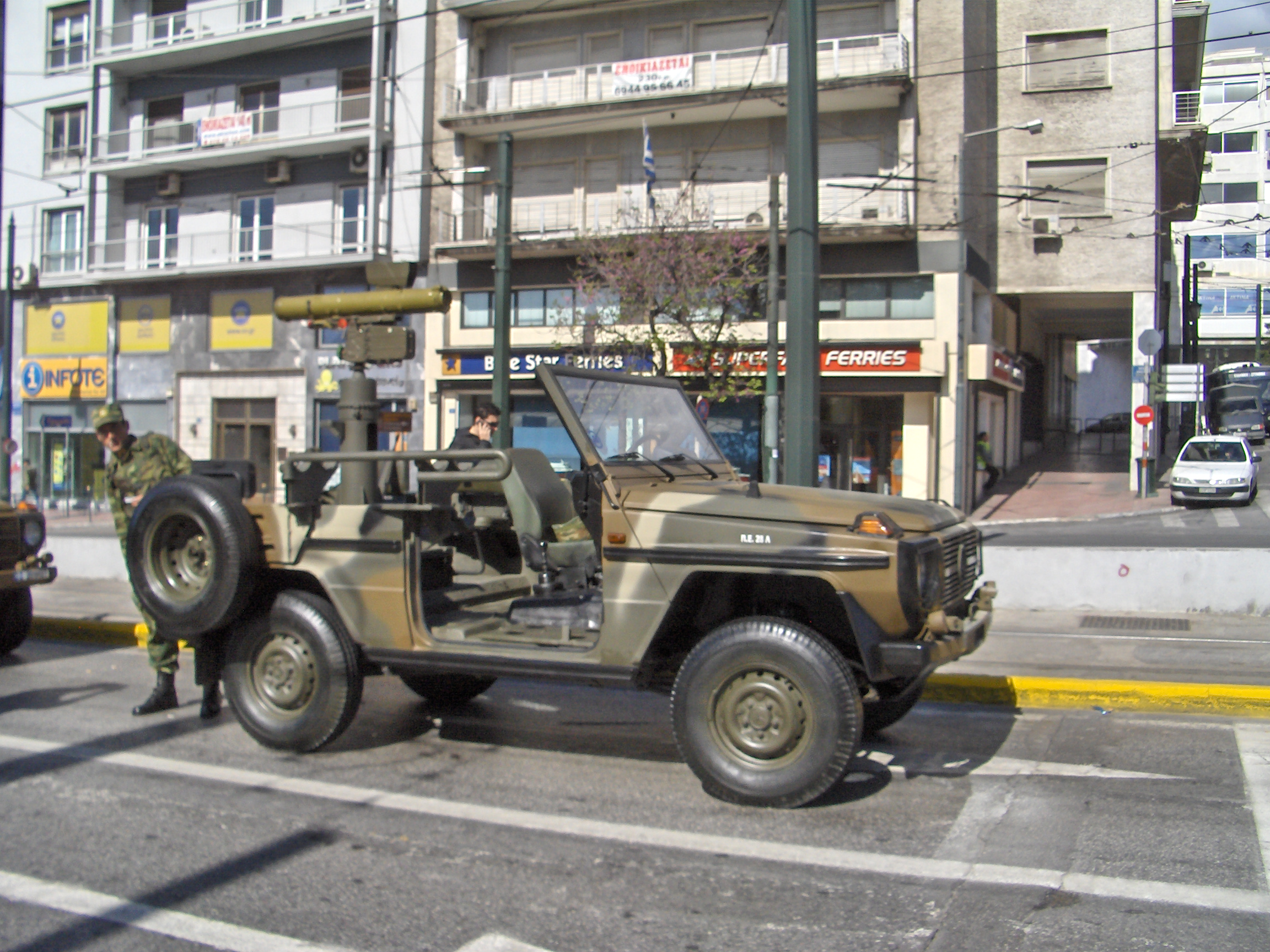
A görög hadsereg egyik járműveként
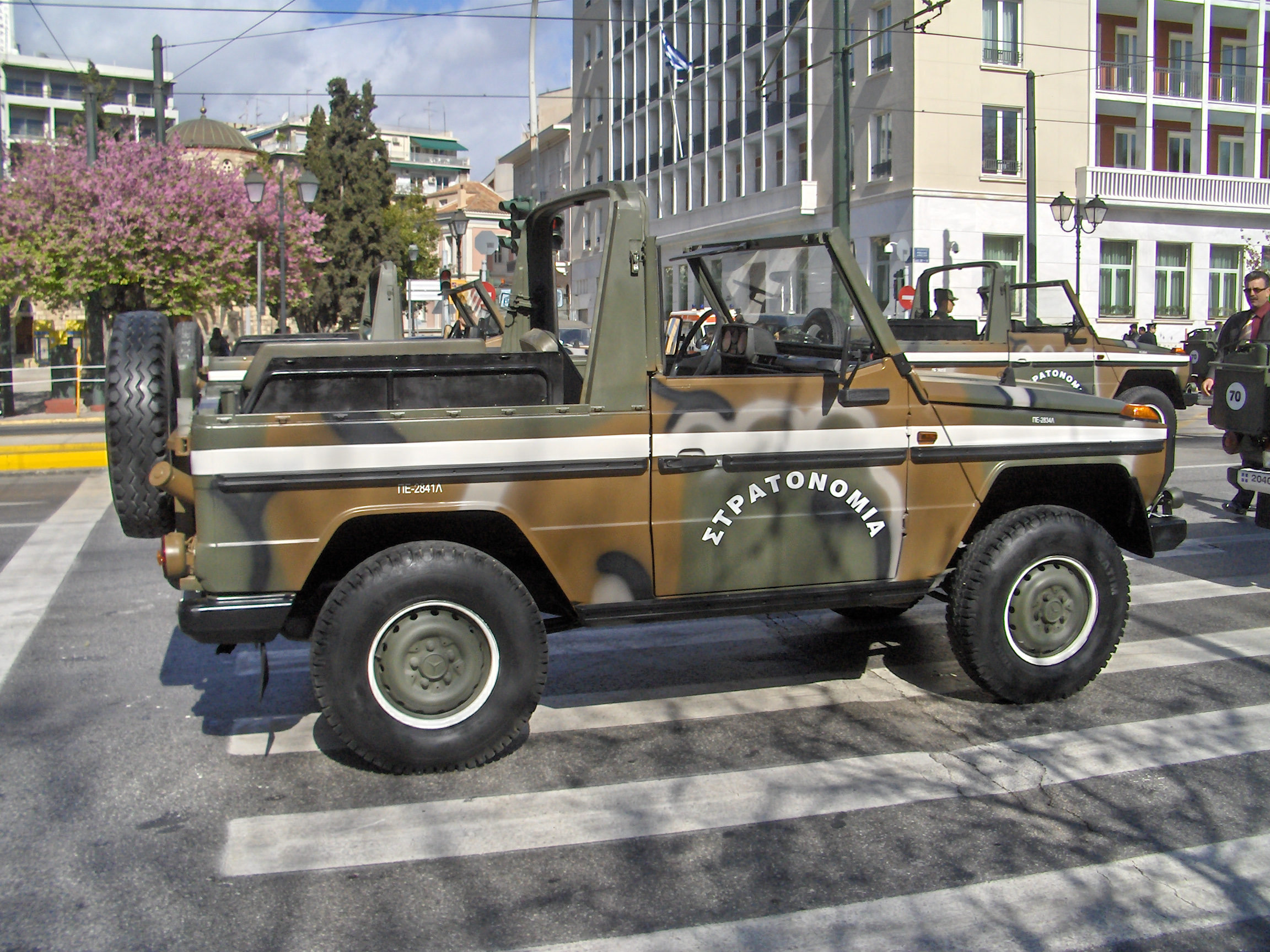
A görög hadsereg egy másik járműveként

### W463 (1990–2018)

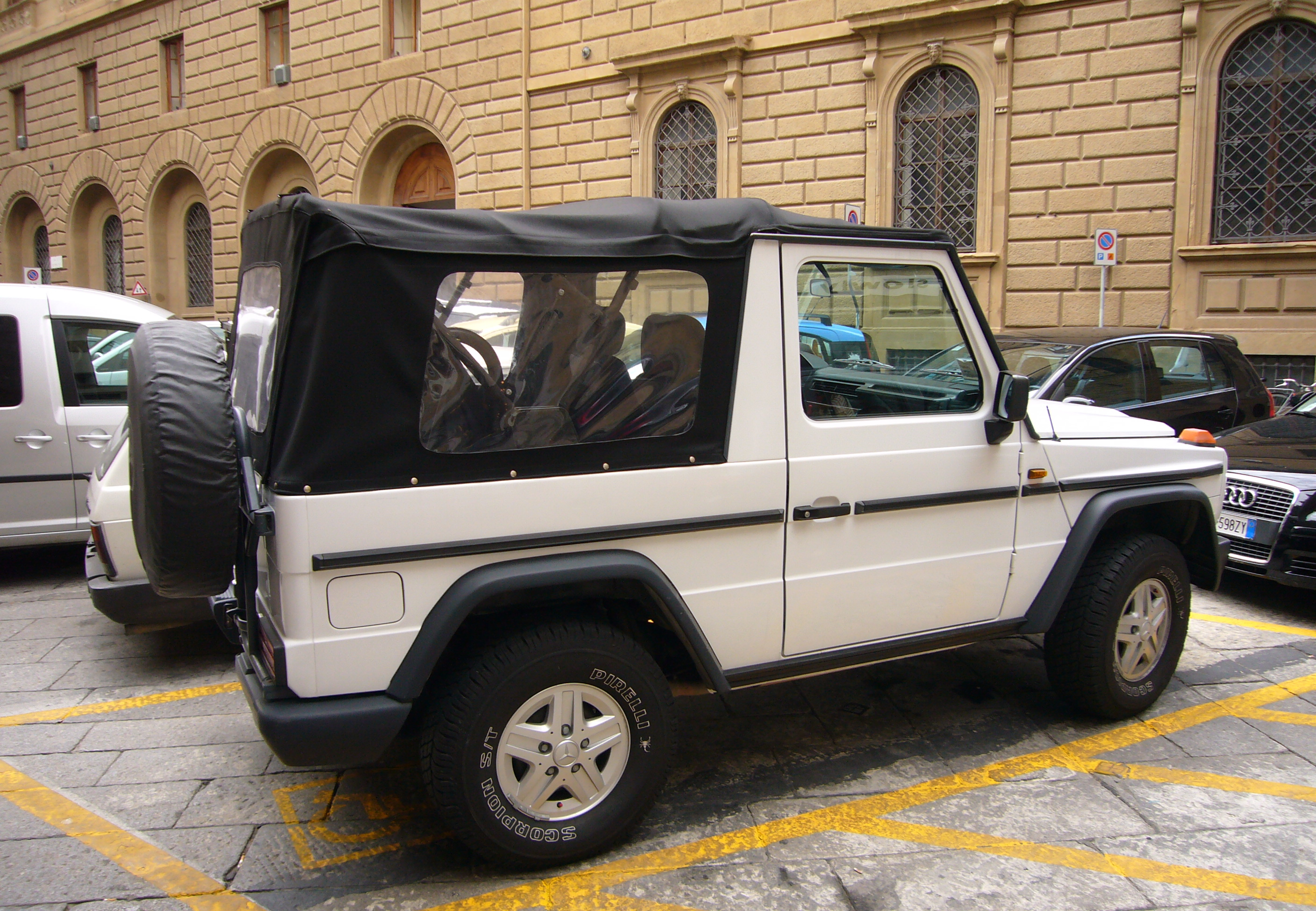
Egy korai G Cabrio
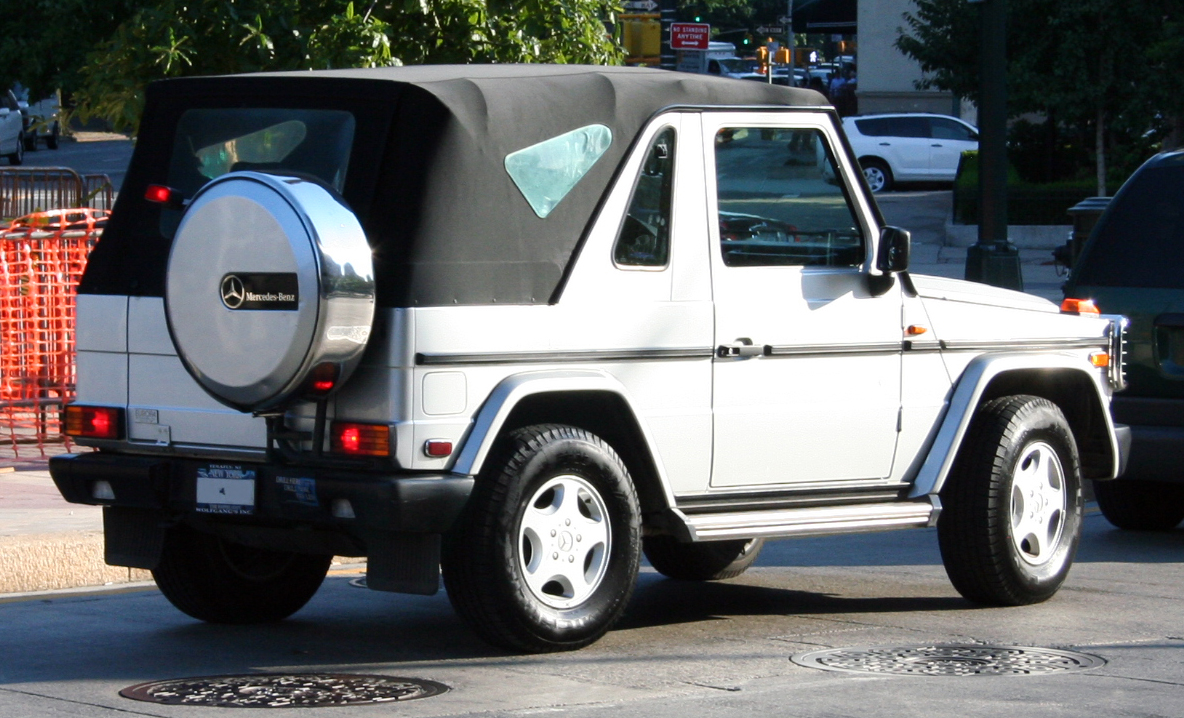
A későbbi G Cabrio B-oszlopa kisablakot is kapott
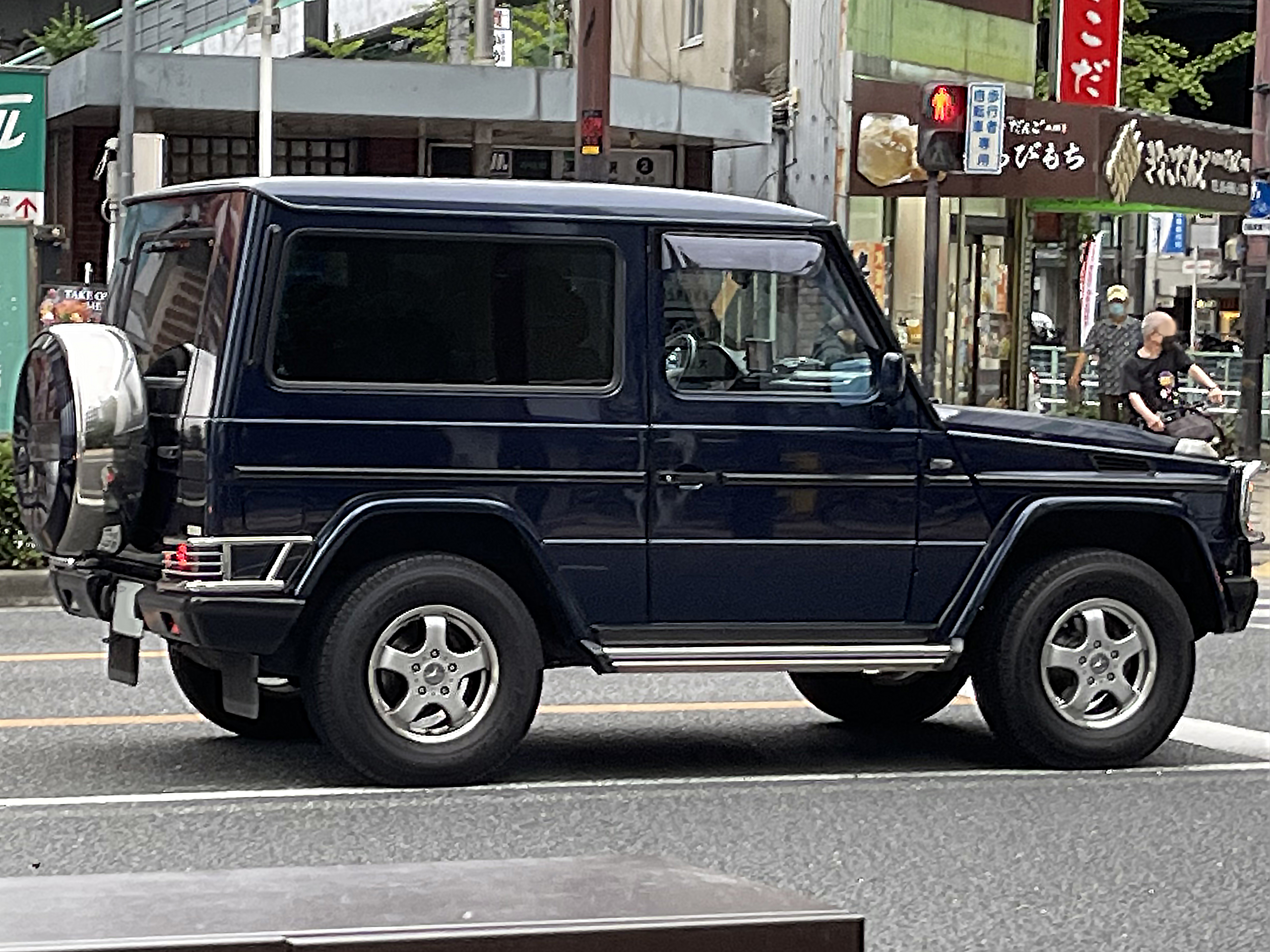
3 ajtós G 320
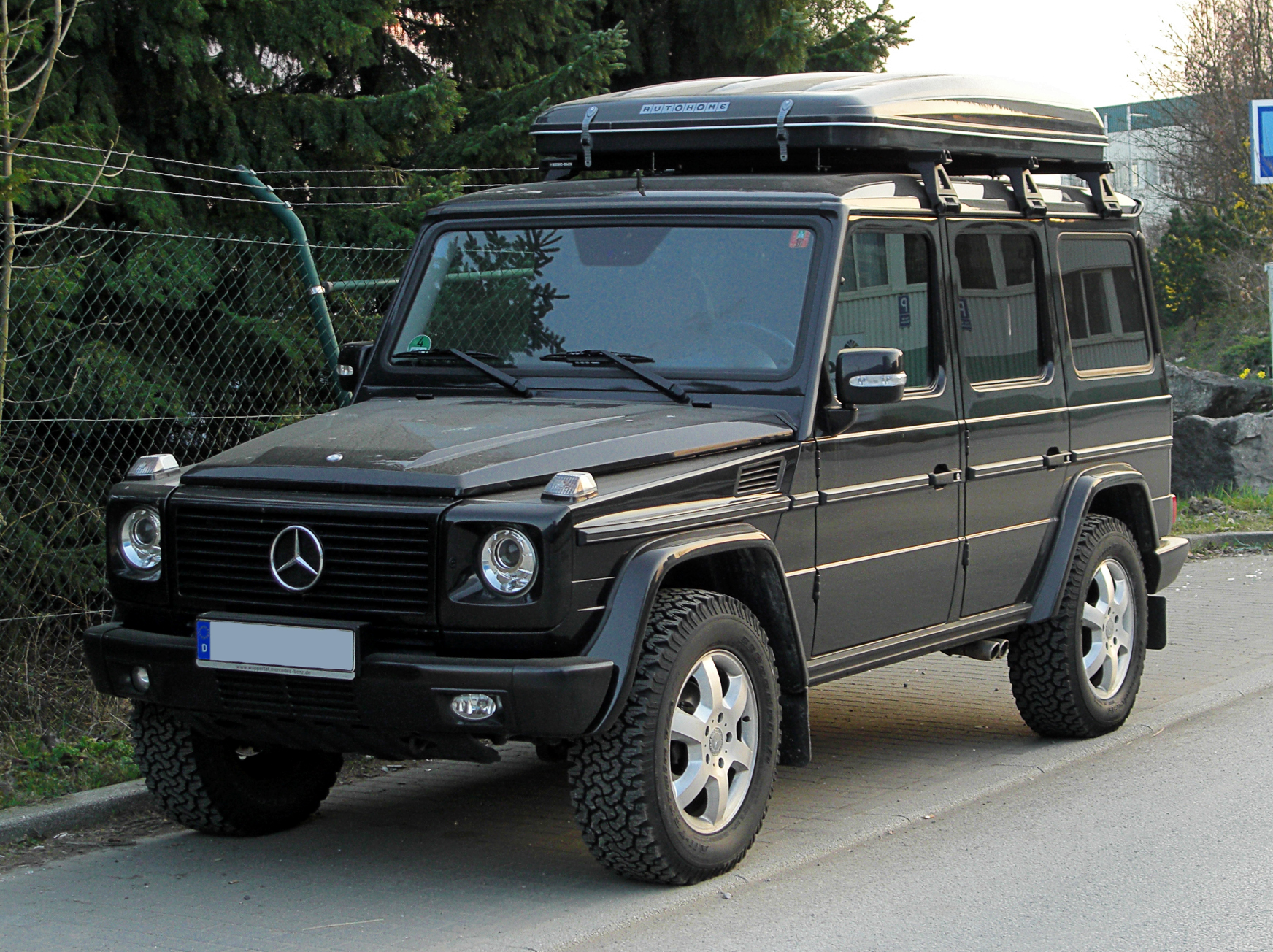
5 ajtós G 320 CDI
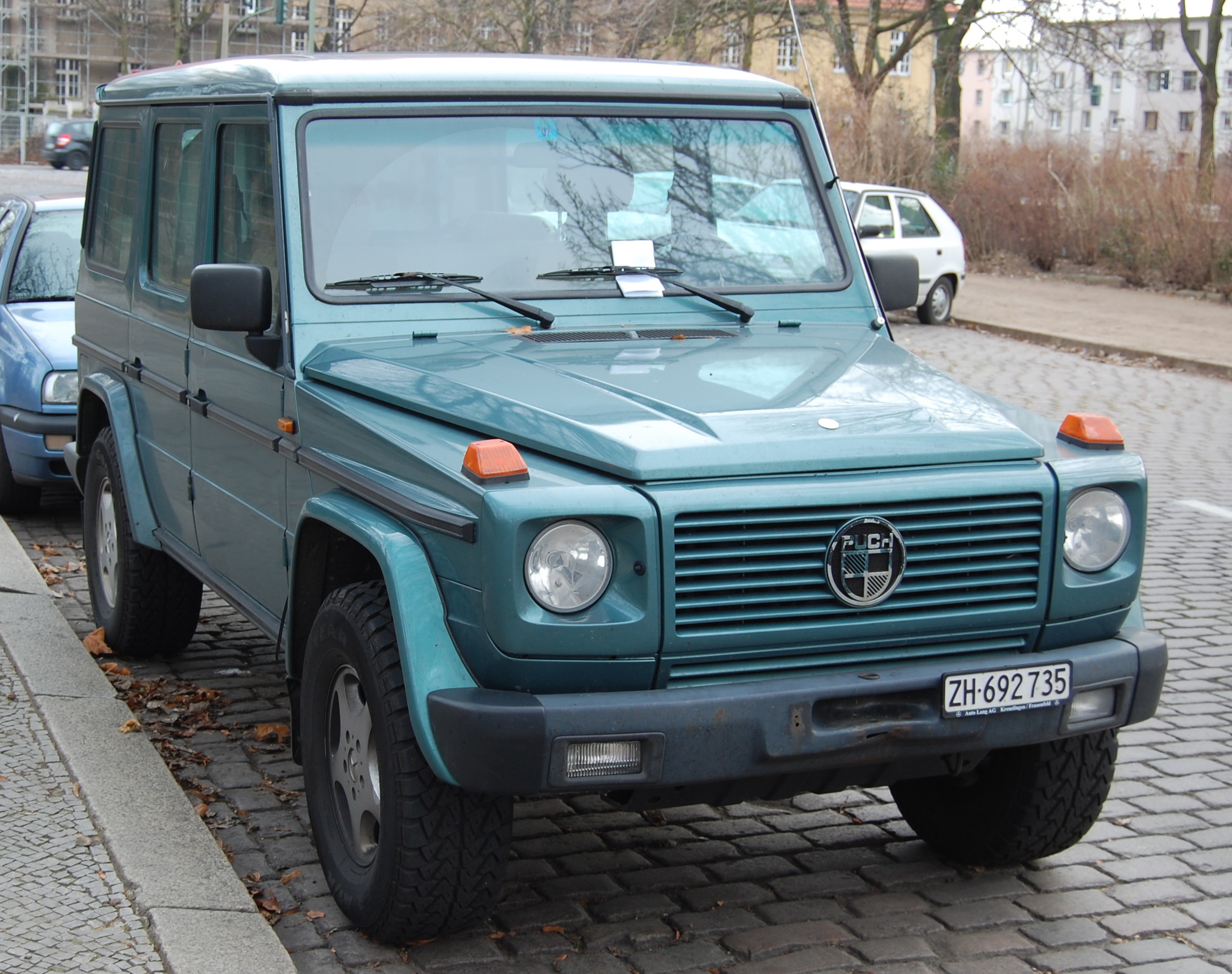
A W463-as is előfordult Puch logóval
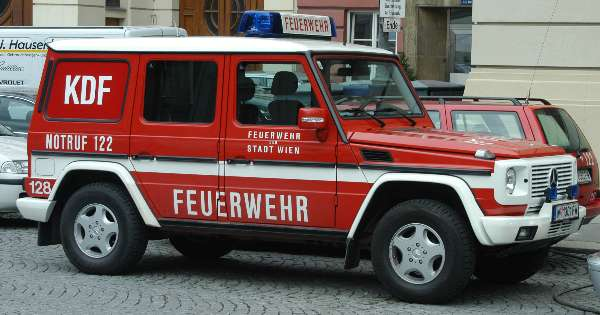
W463 tűzoltógépjármű
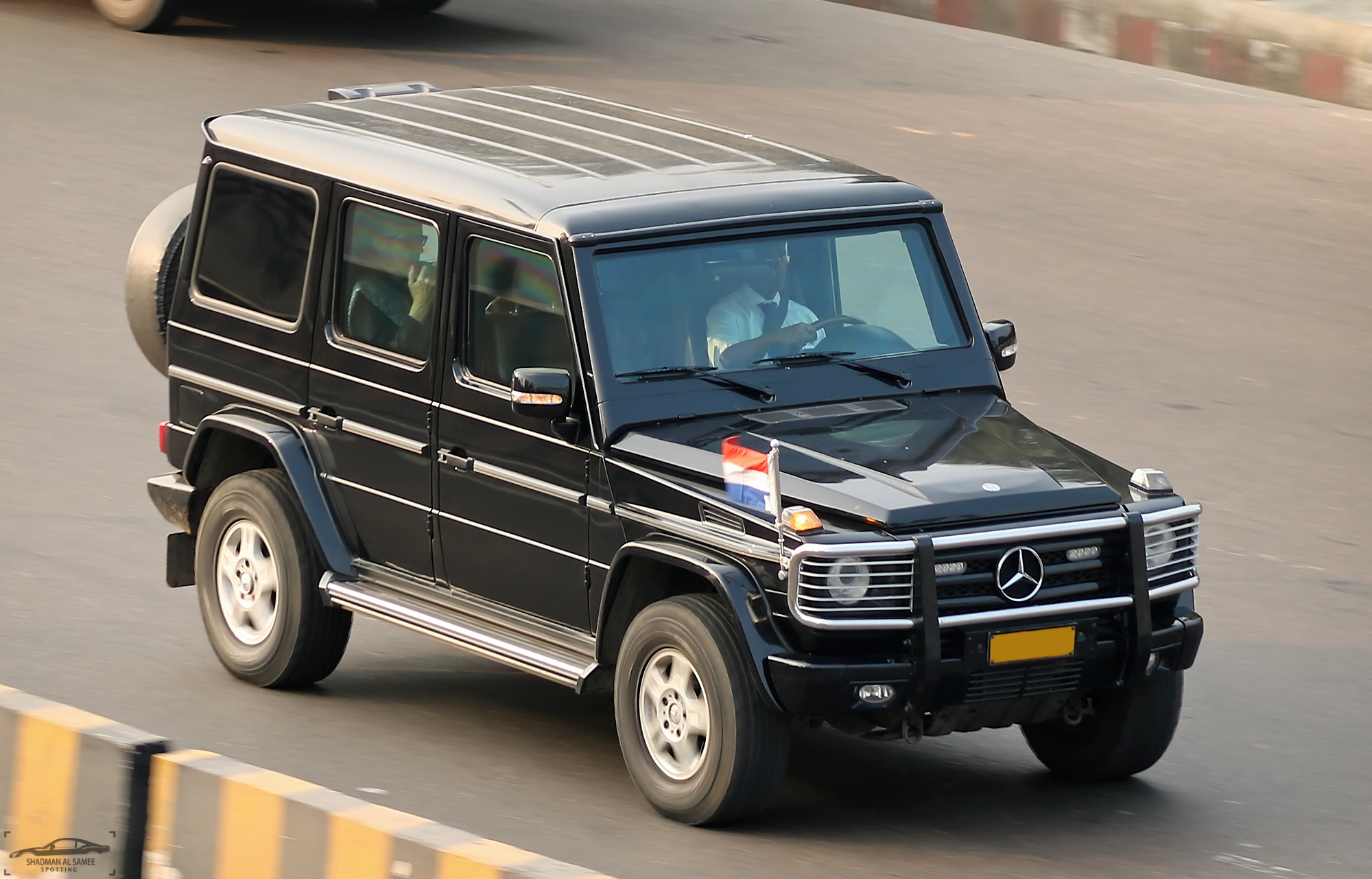
Diplomáciai járműként
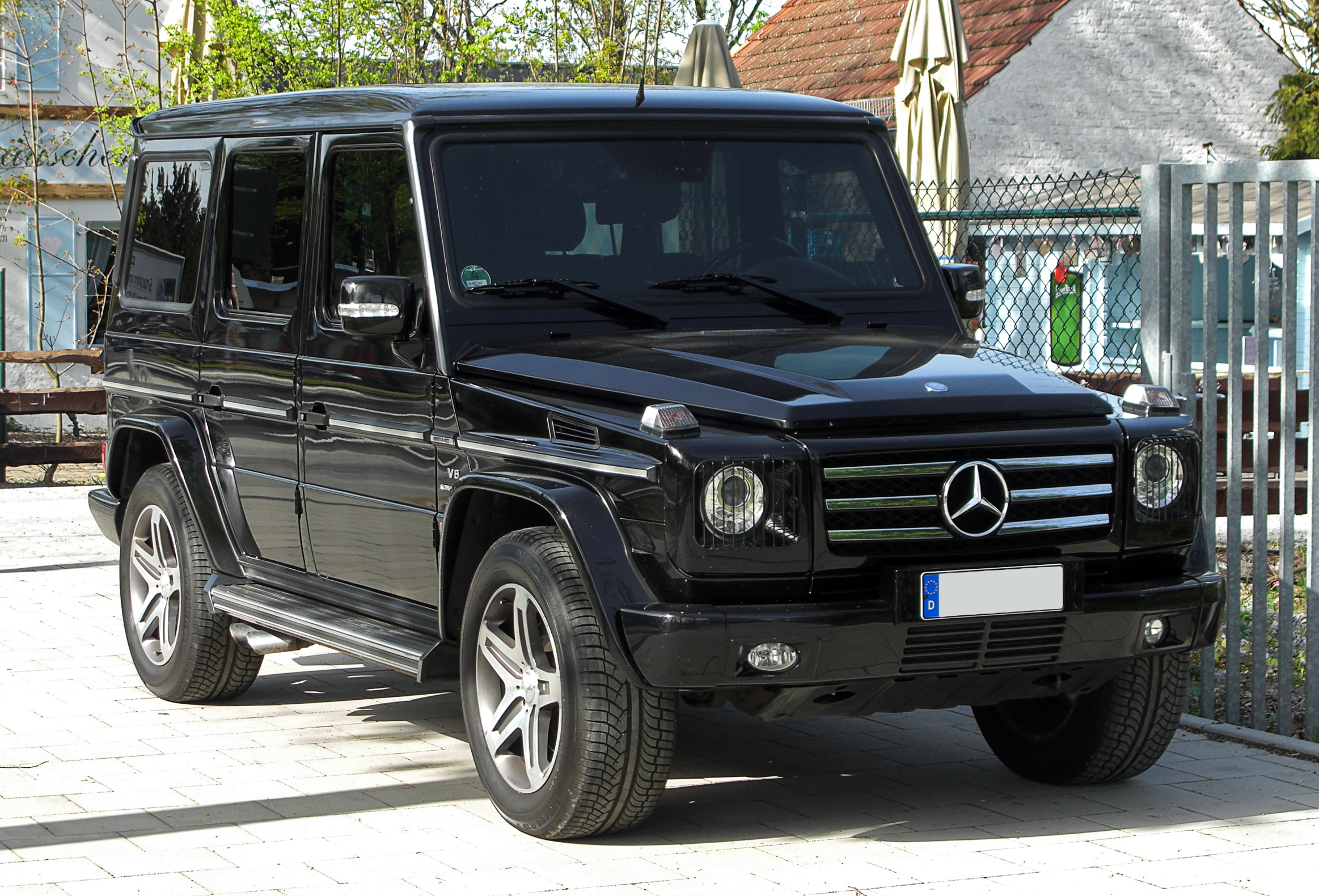
Facelift után
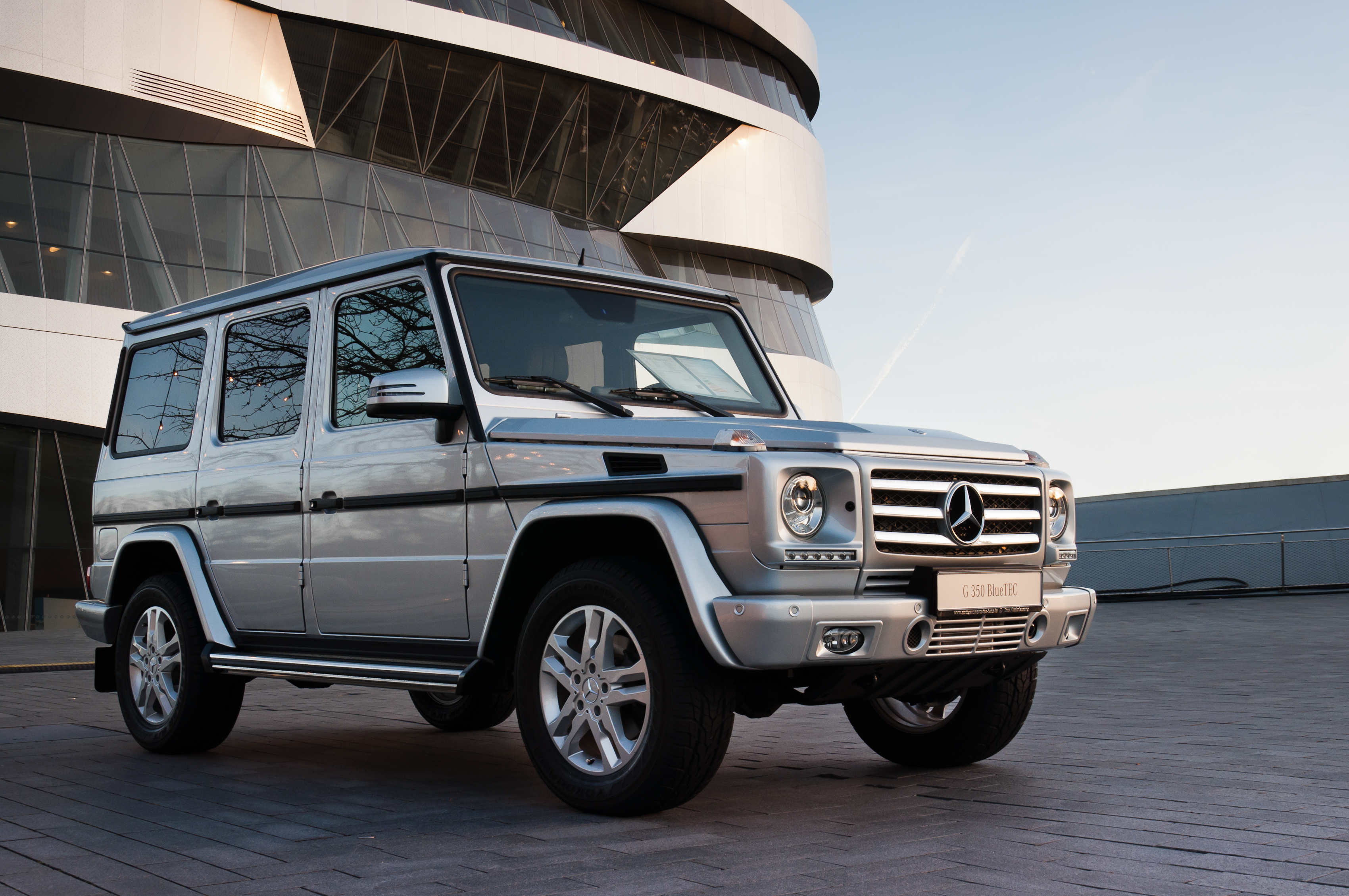
Az utolsó komolyabb facelift a LED-sorral
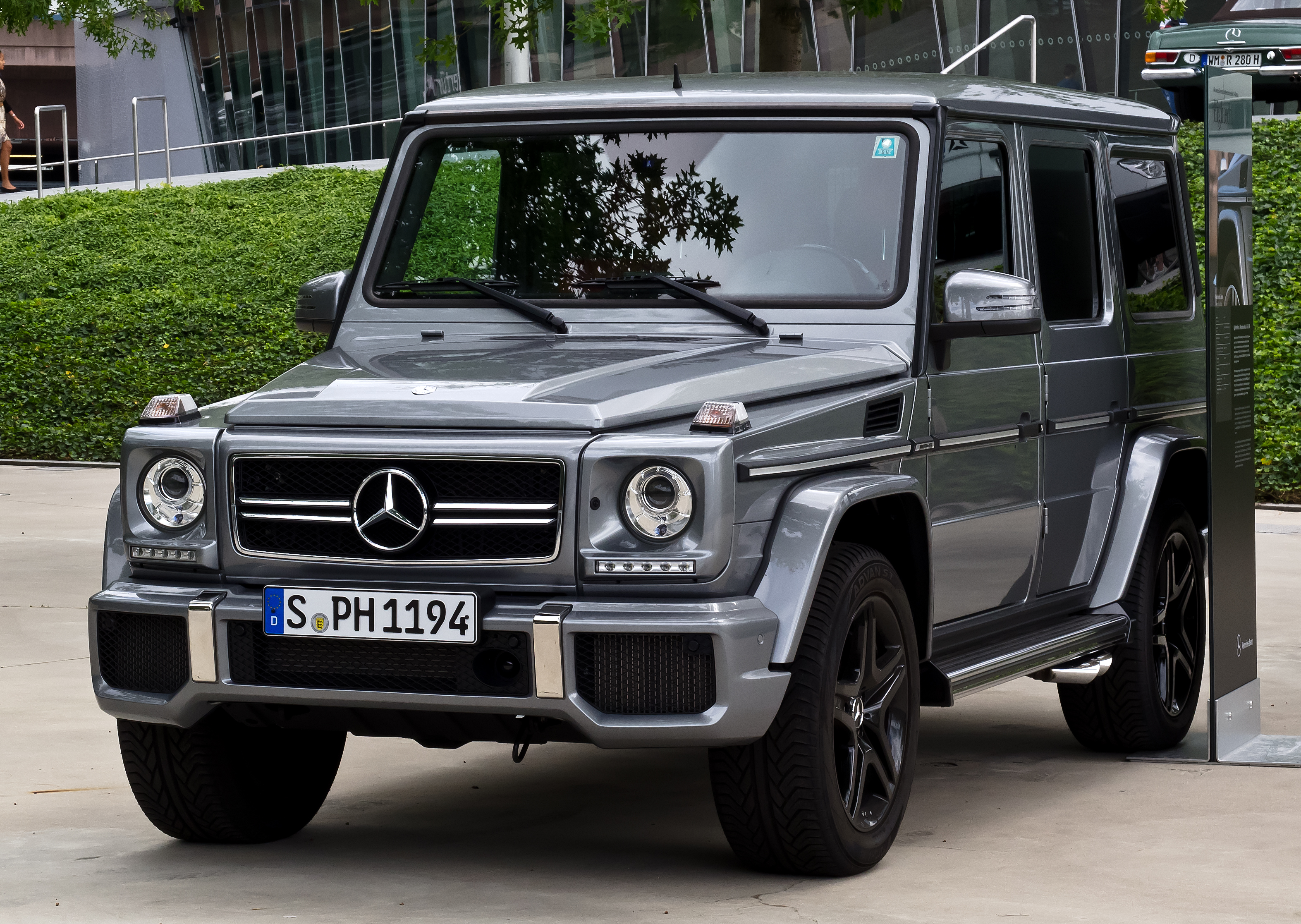
Az AMG-k idővel agresszívebb megjelenést kaptak, ennek része a közép-bordás hűtőmaszk is
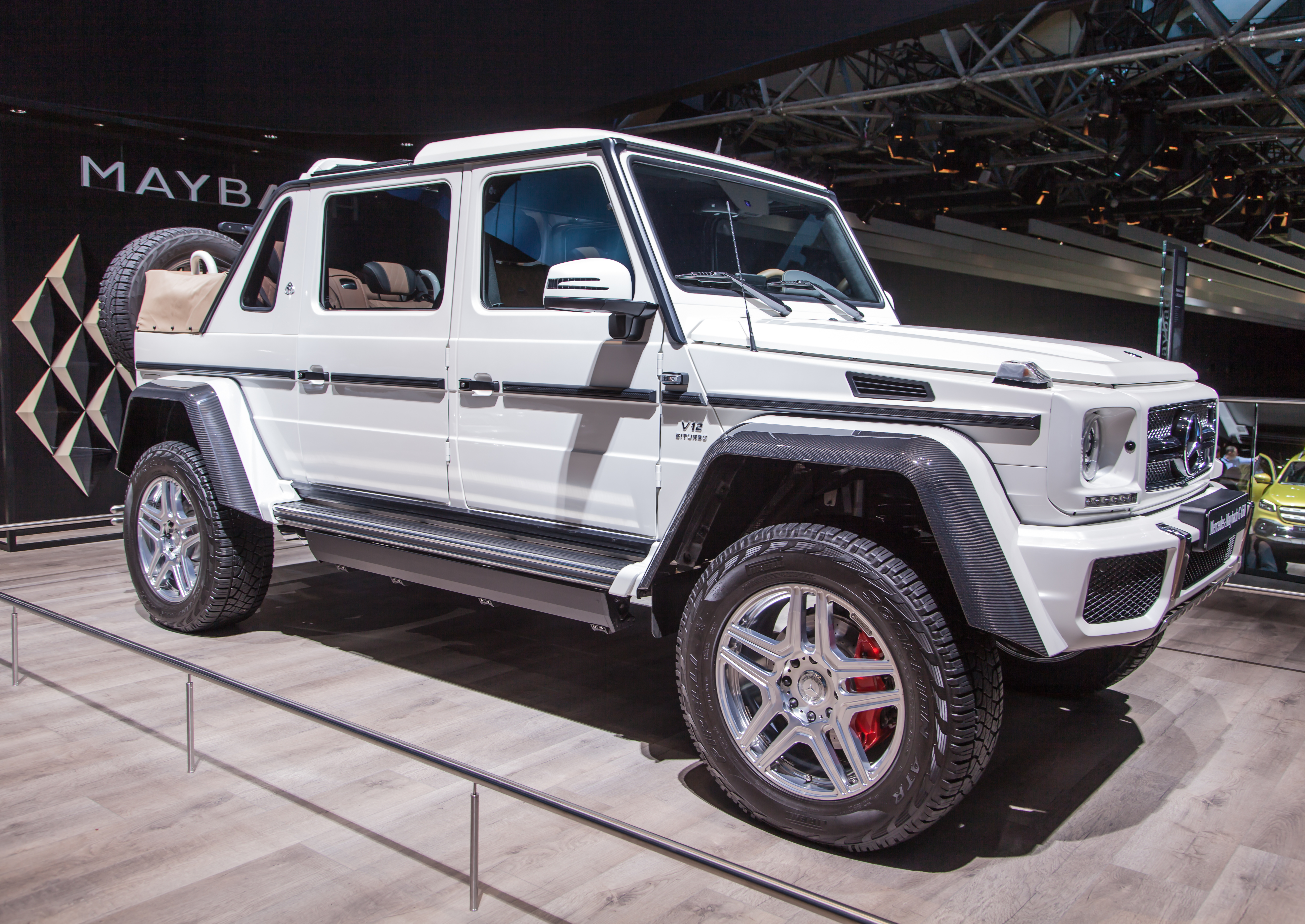
Mercedes-Maybach G 650 Landaulet
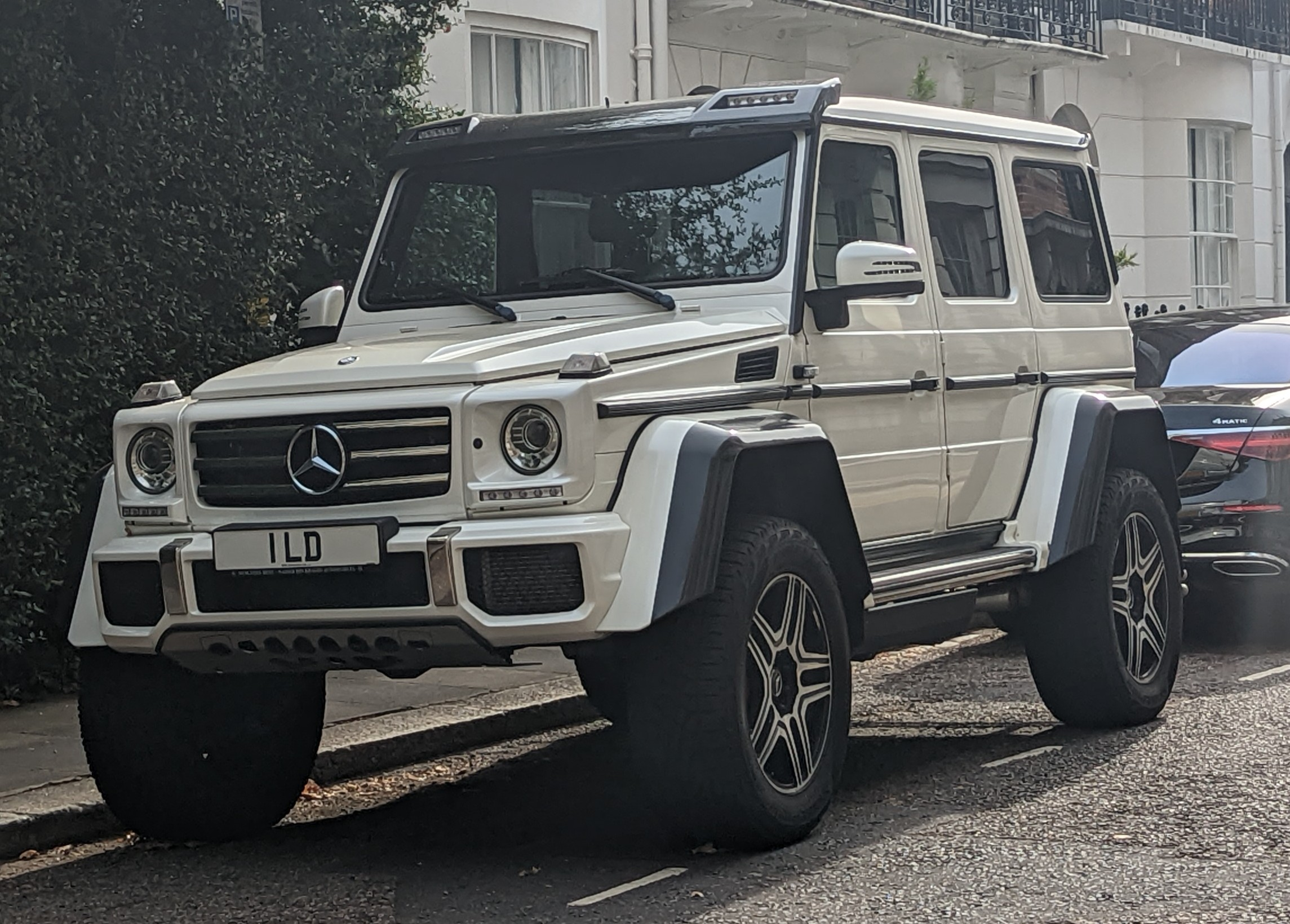
A portáltengelyes G 500 4×4²
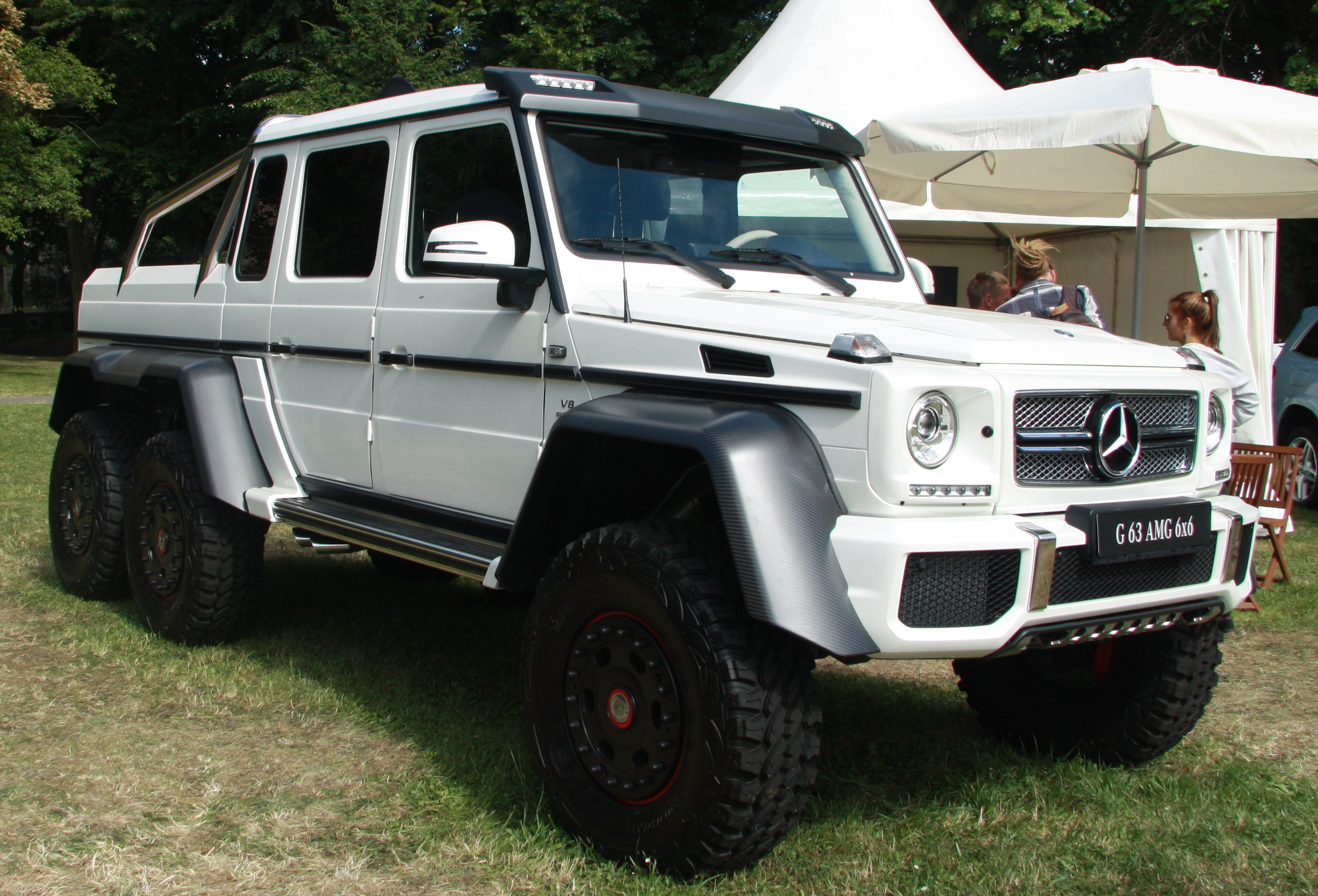
G 63 AMG 6×6

#### Külsős verziók

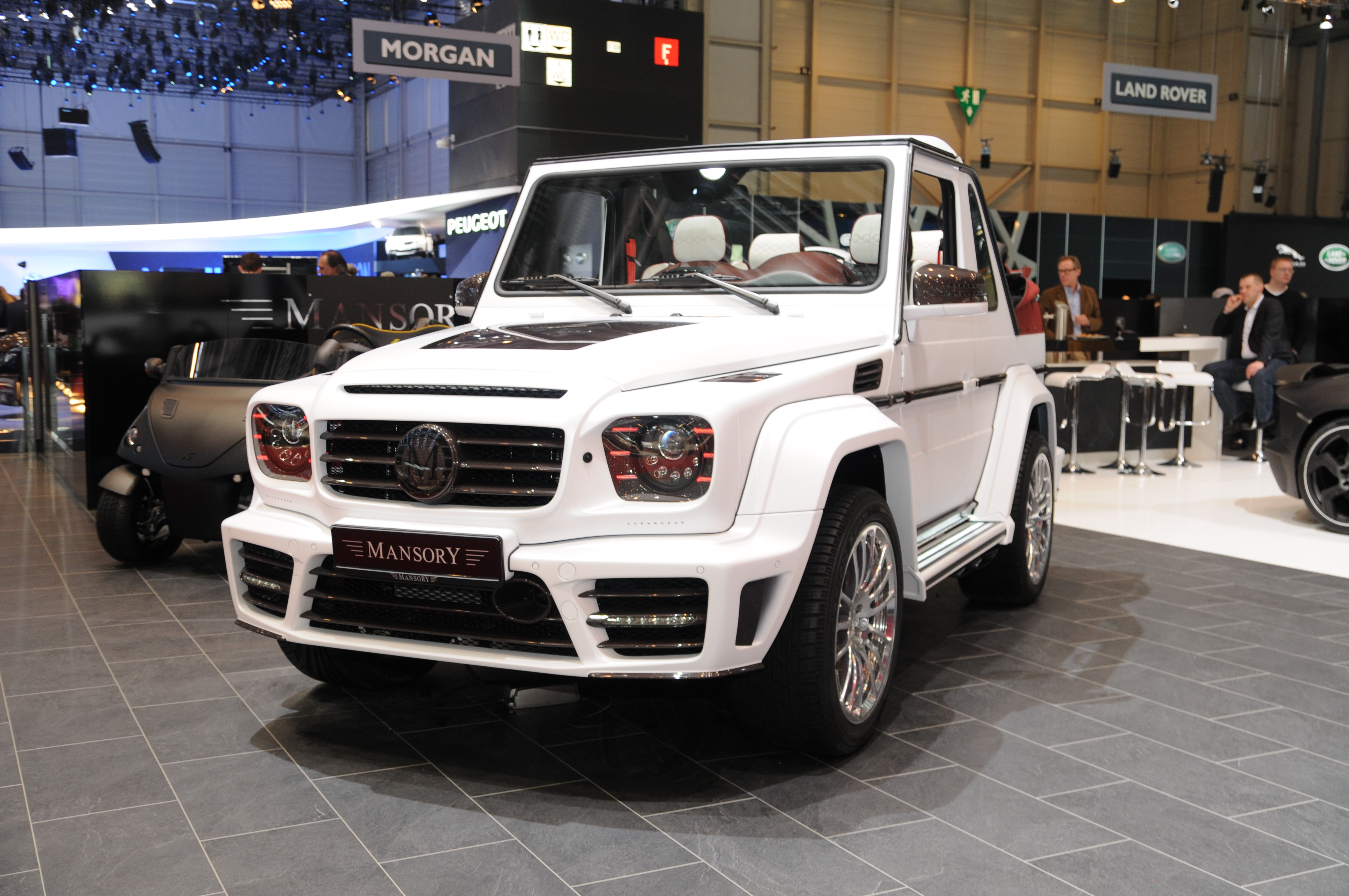
G Cabrio Mansory optikai tuninggal
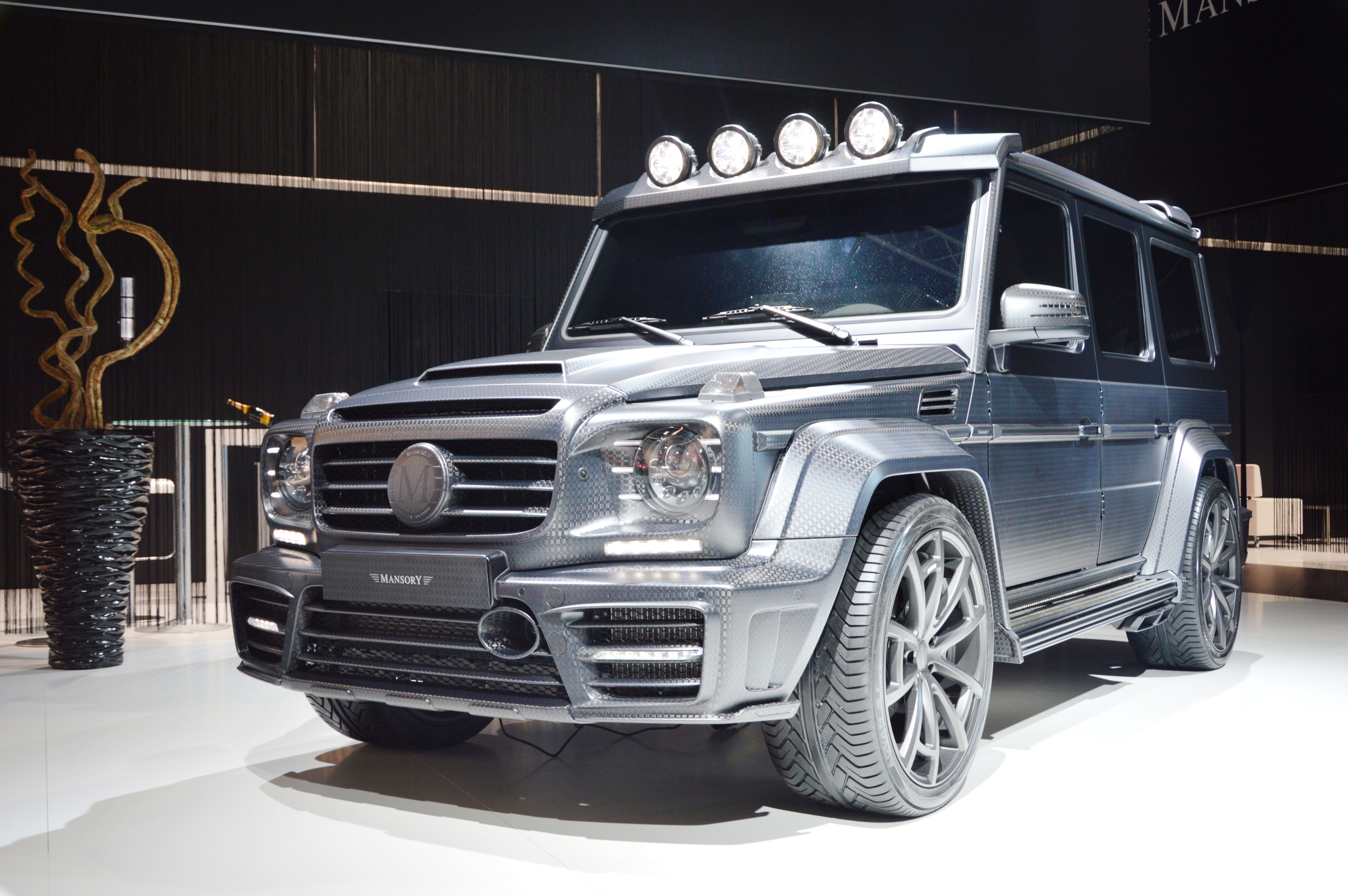
Mansory tuning az 5 ajtósra is kerülhetett
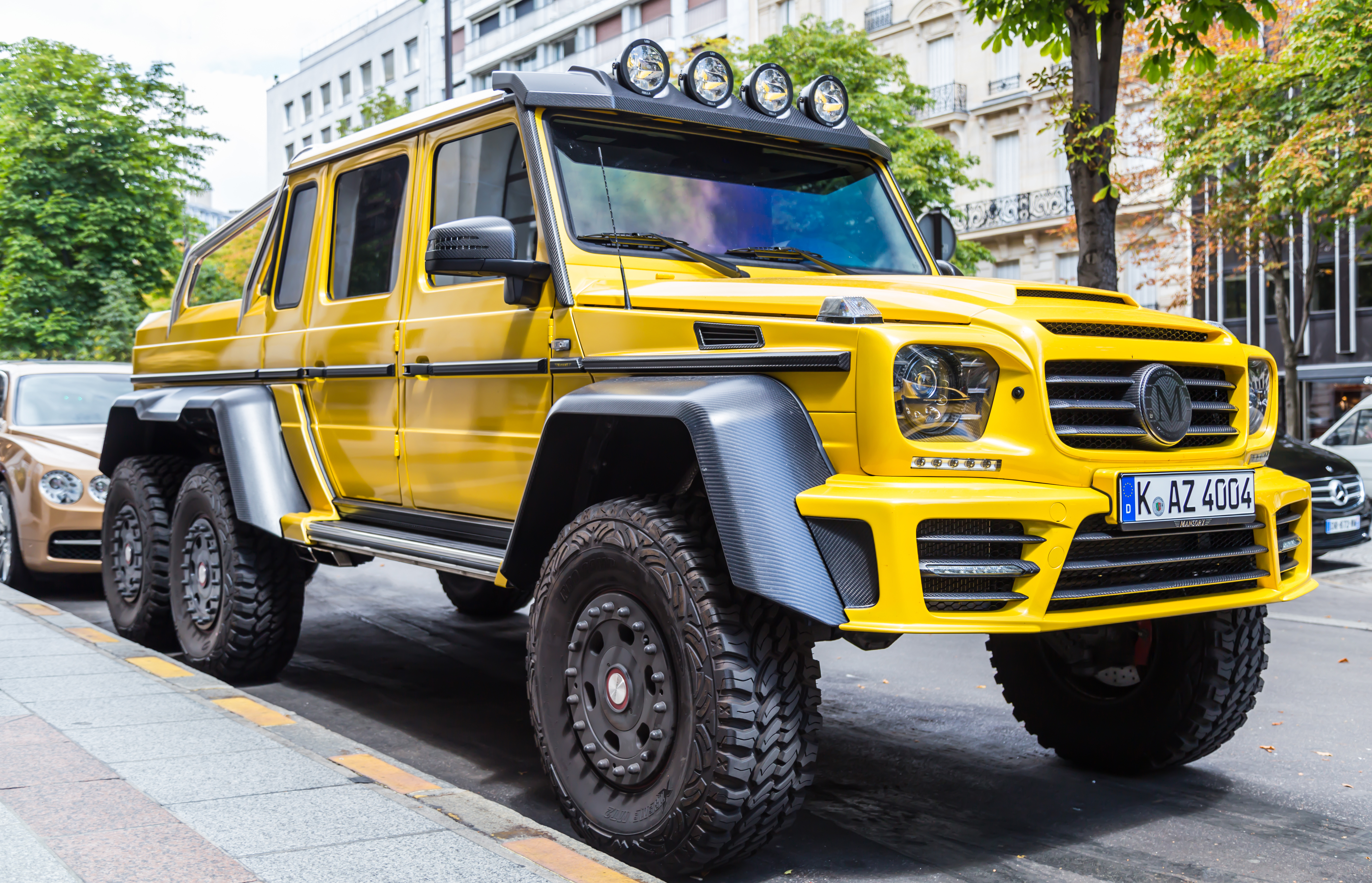
Azokra is gondolt a Mansory, akiknek a gyári G 63 AMG 6×6 nem volt elég különleges
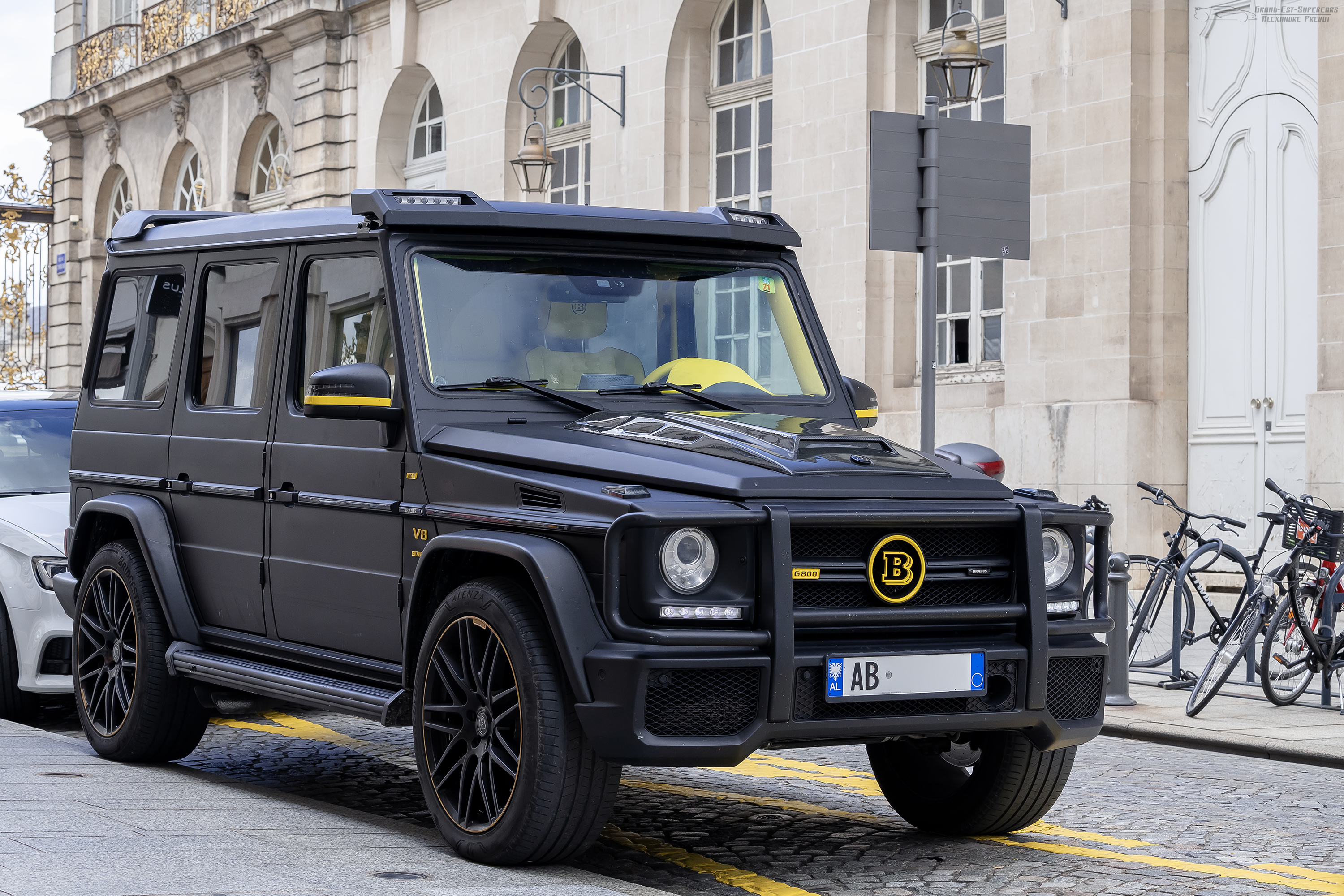
Brabus 800 lóerővel
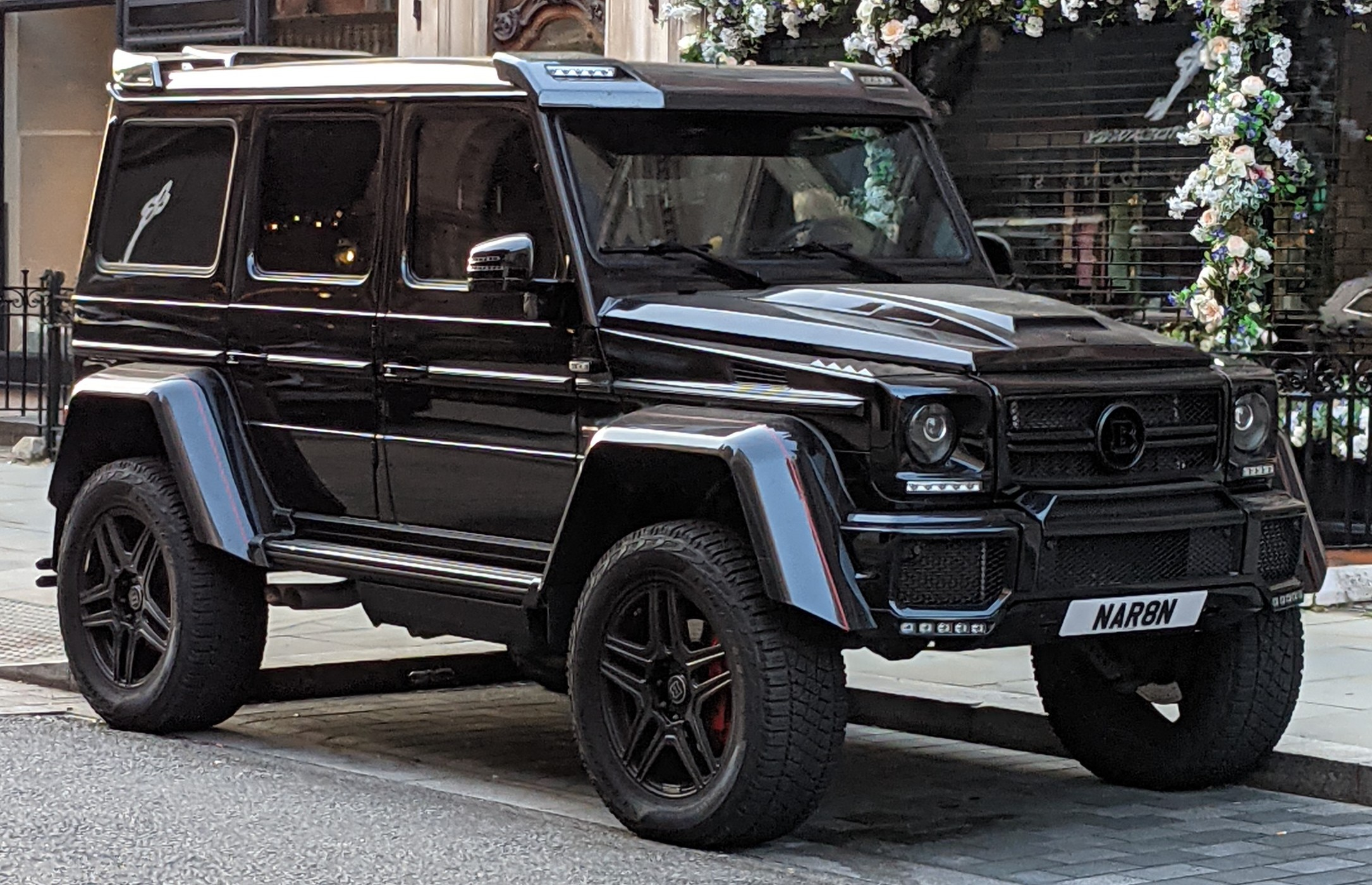
A portáltengelyes G 500 4×4² „csak” 700 lóerőt kapott a Brabustól
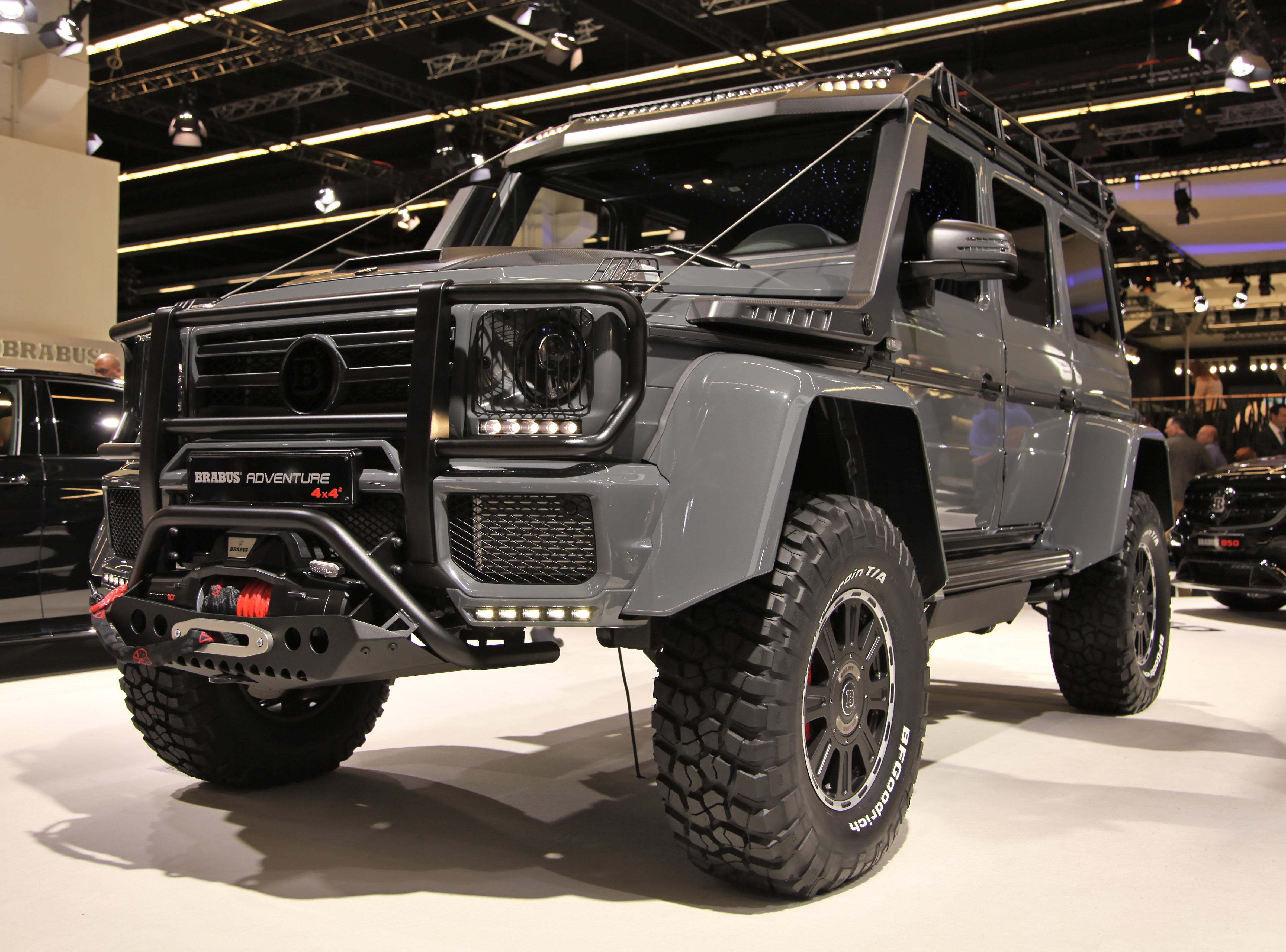
De a típus exkluzív terepesítésében is részt vállalt Brabus G Adventure 4×4² néven
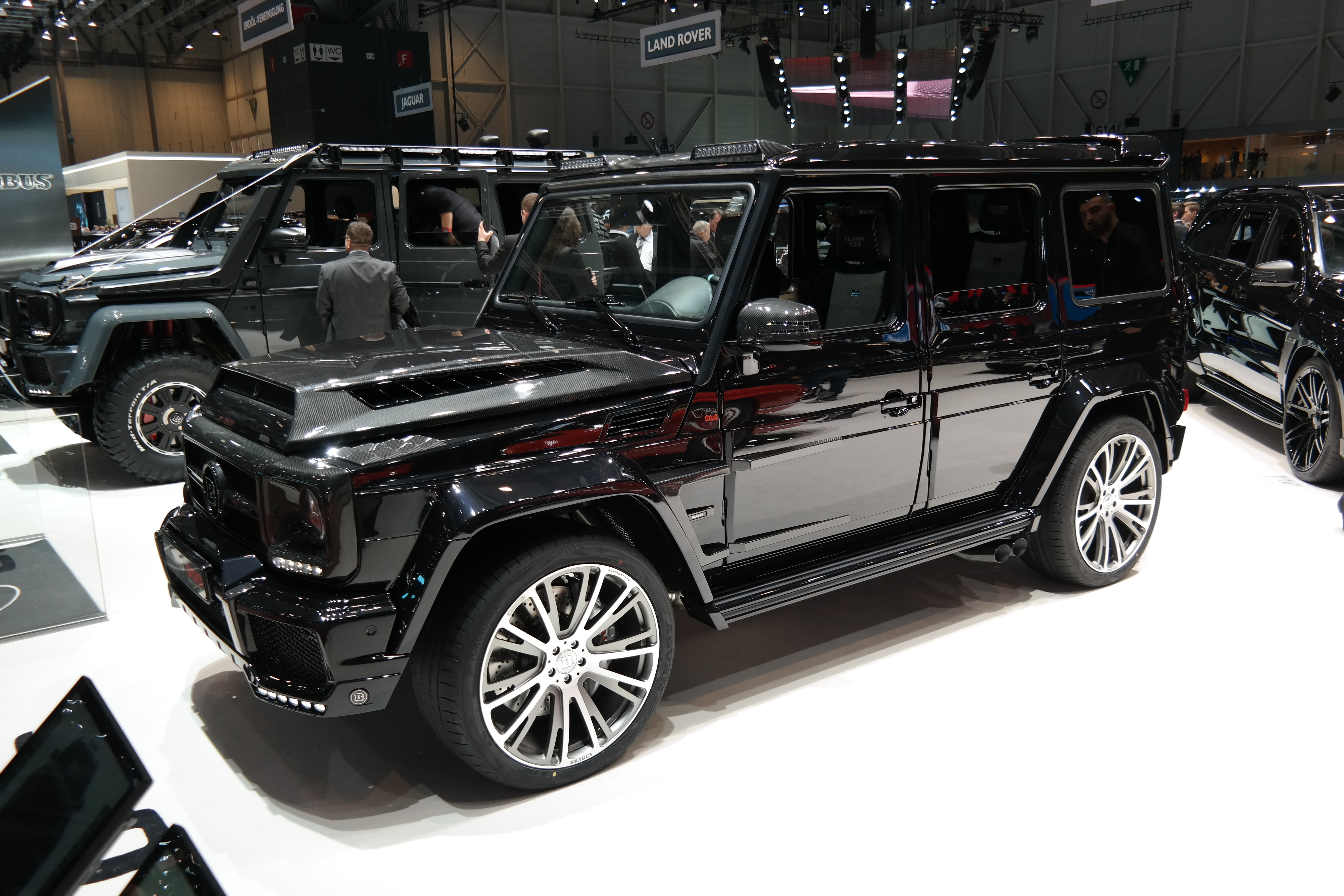
Brabus G 900 One Of Ten 900 lóerővel, mellette az Adventure 4×4²
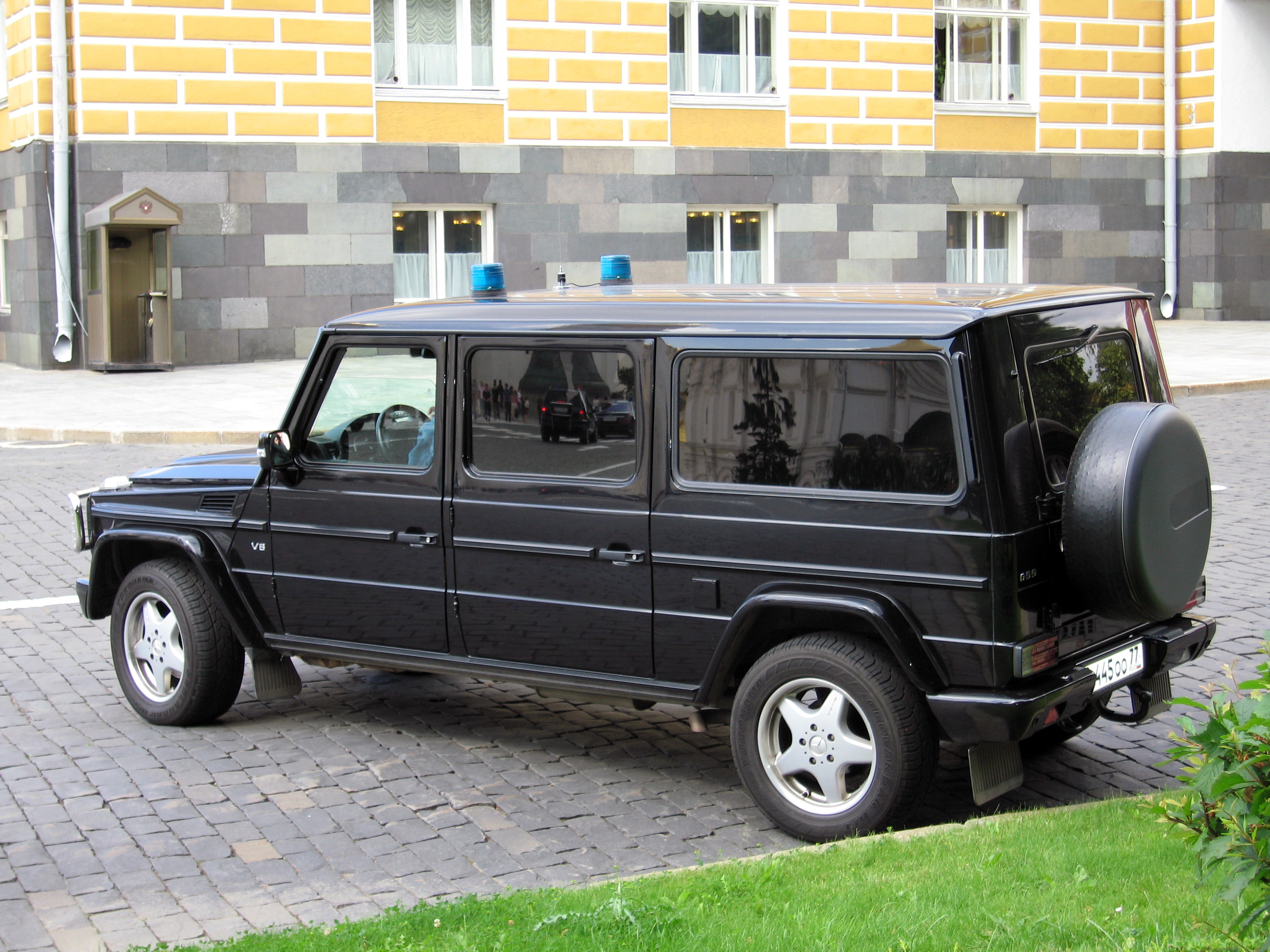
Speciális G 55 AMG jó fél méterrel megtoldva
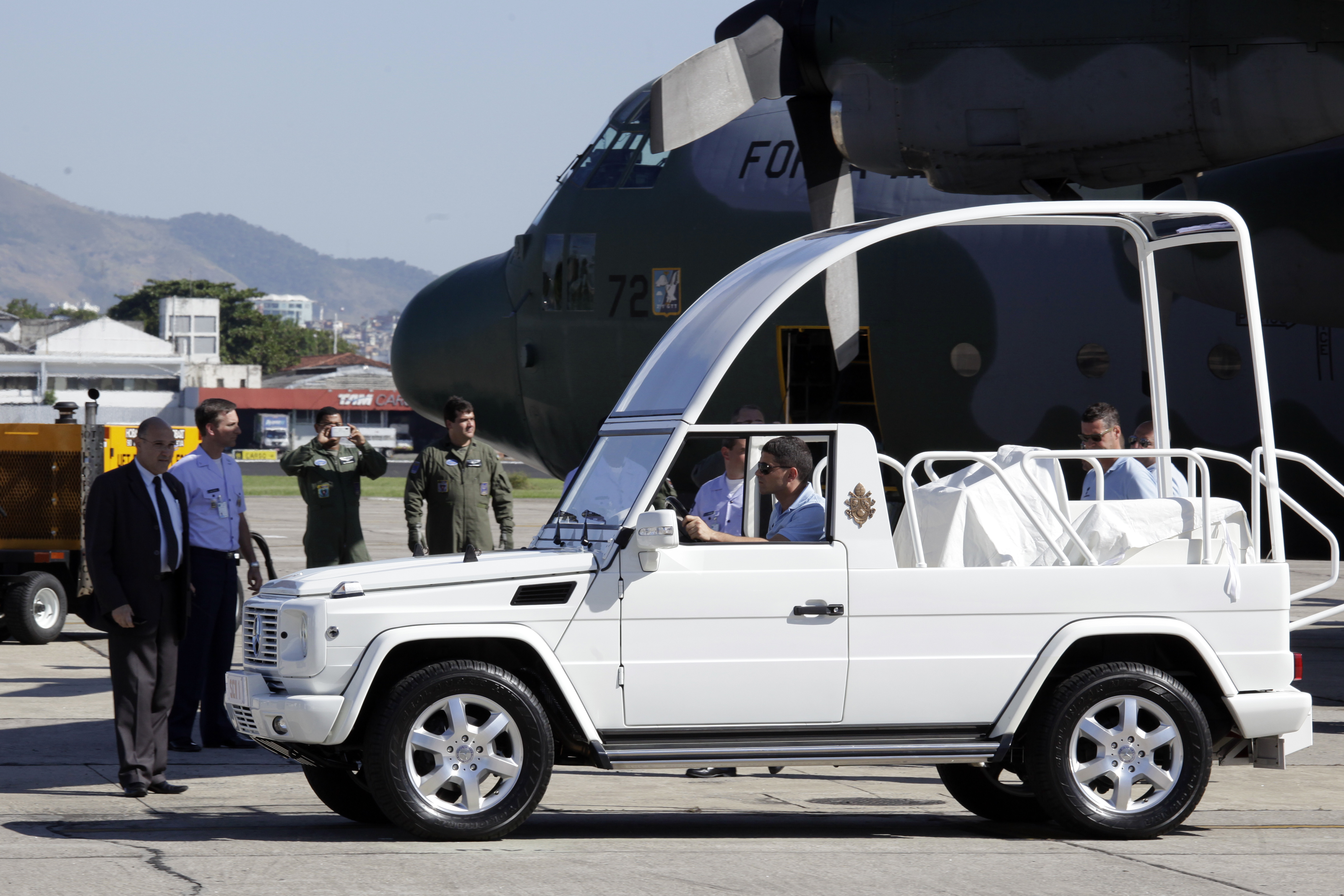
Az egyik G osztályú pápamobil
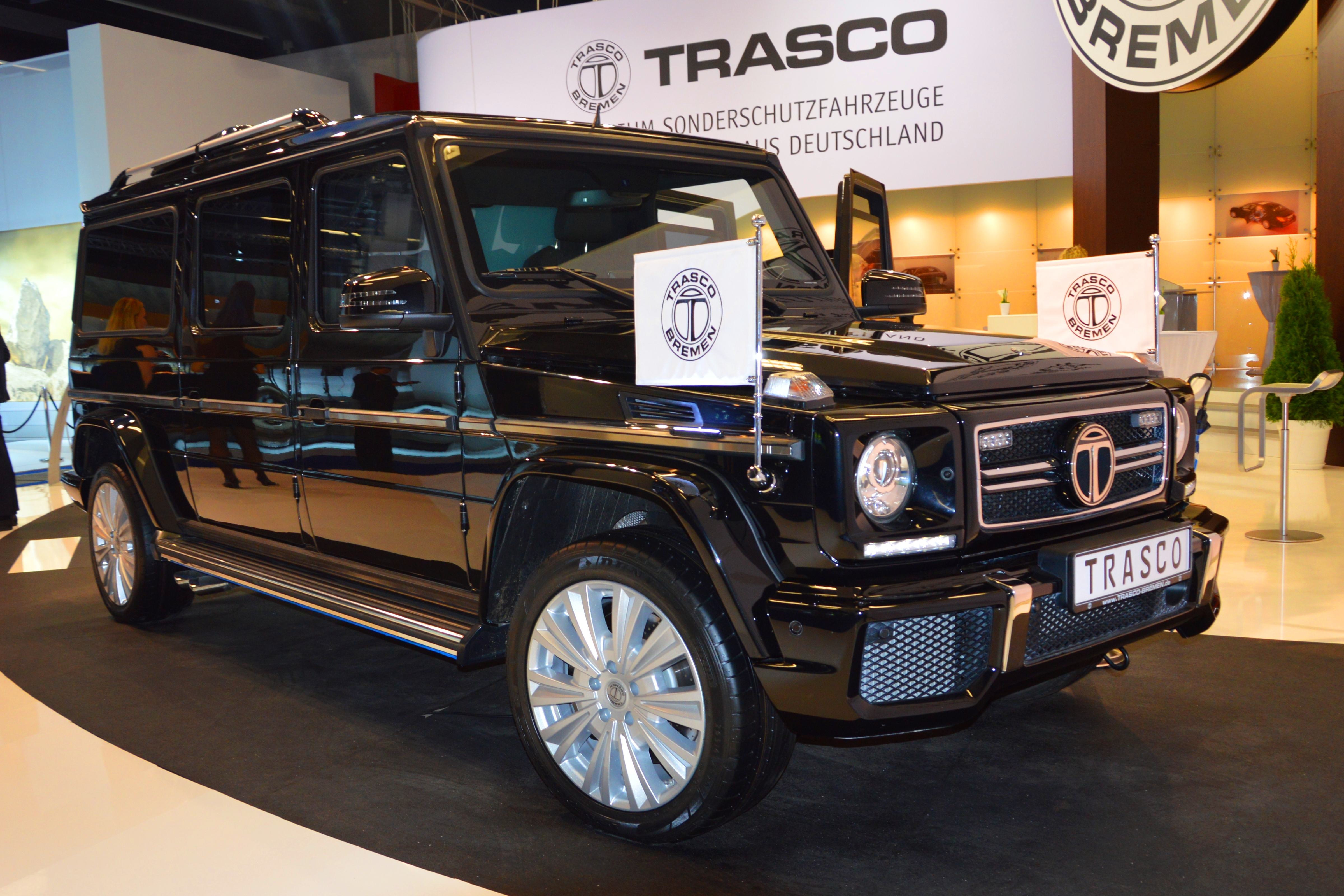
Exkluzív Trasco Mercedes G
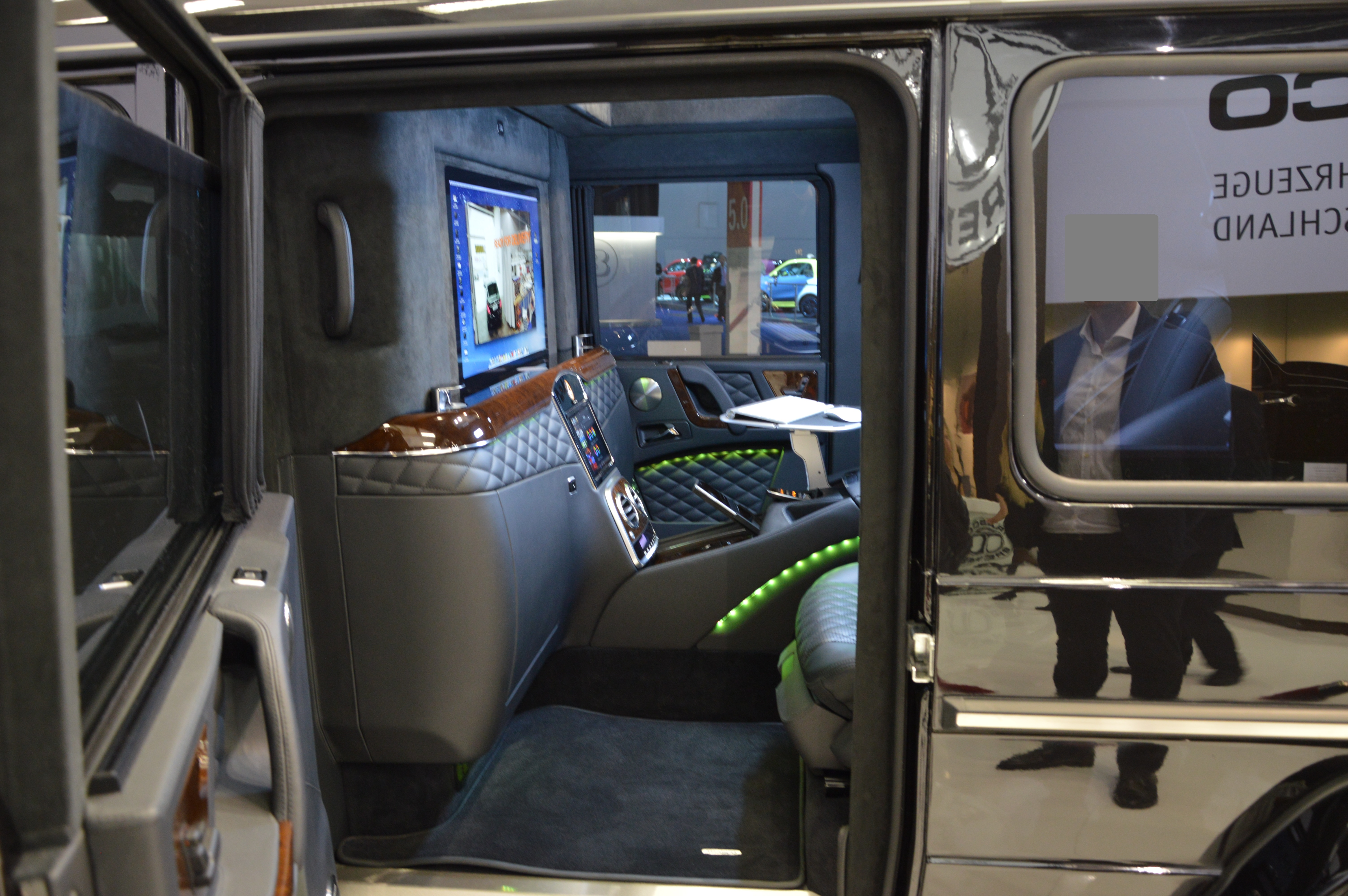
A Trasco Mercedes G beltere

### W463 (2018–2024)

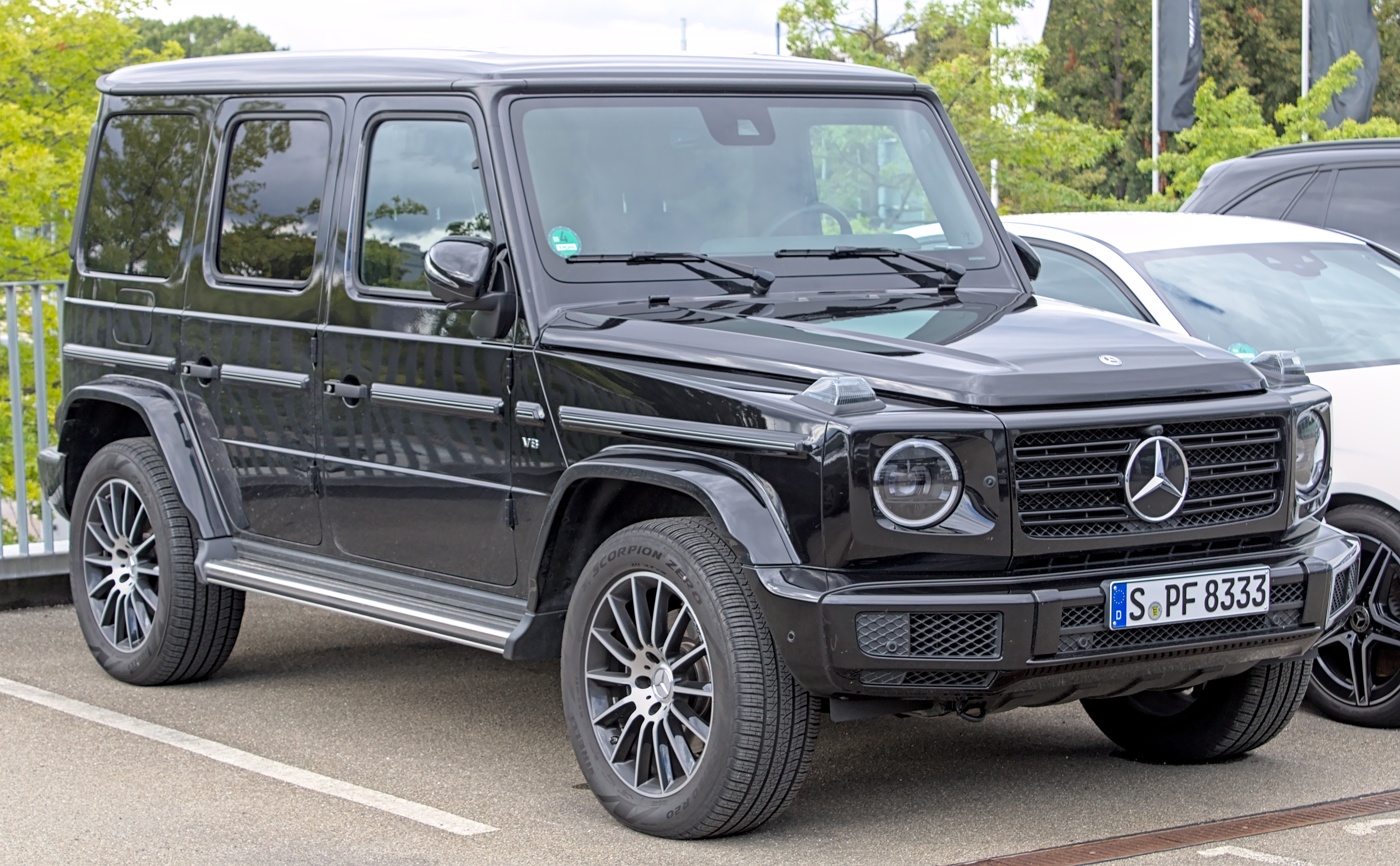
G 500
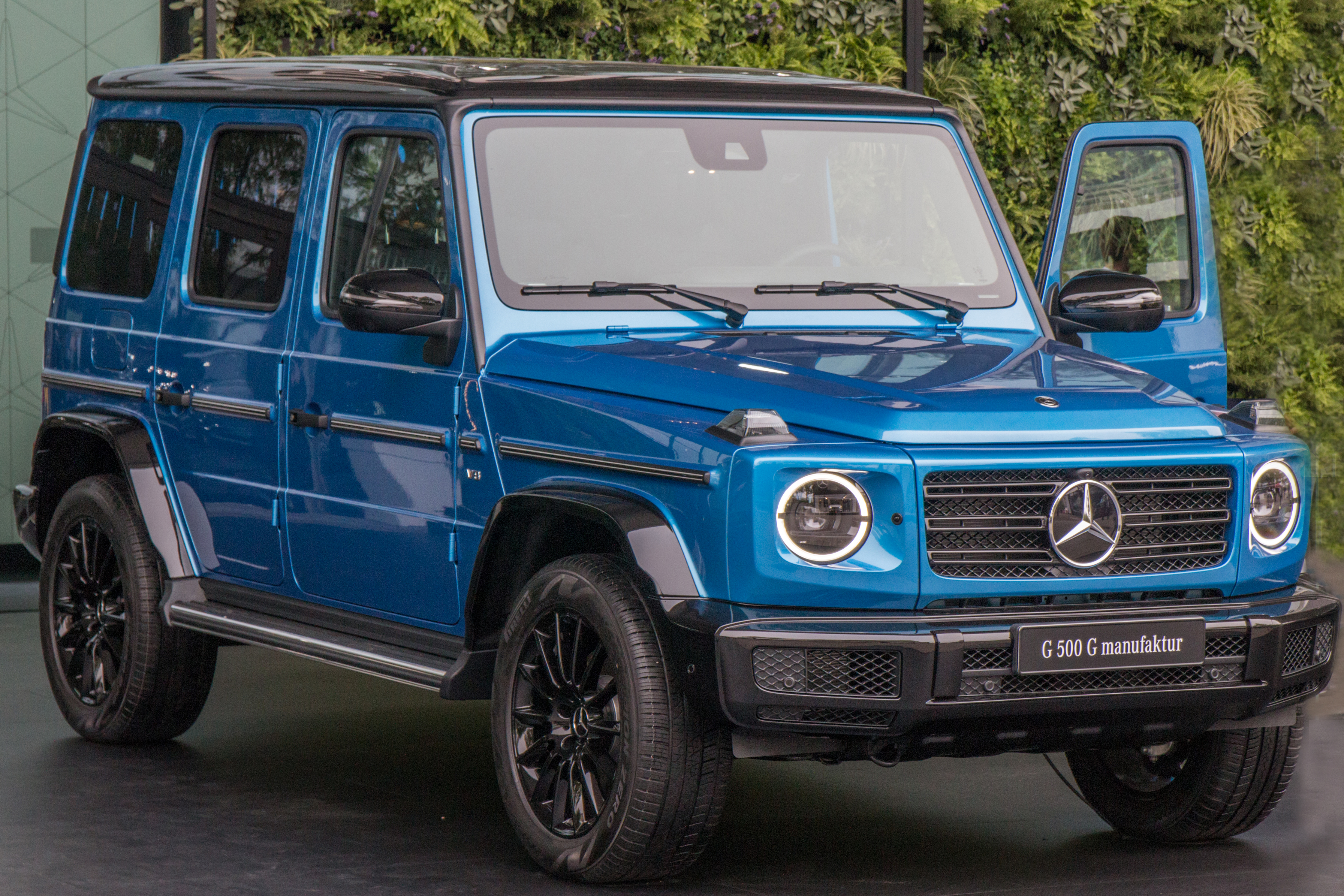
G 550 G manufaktur
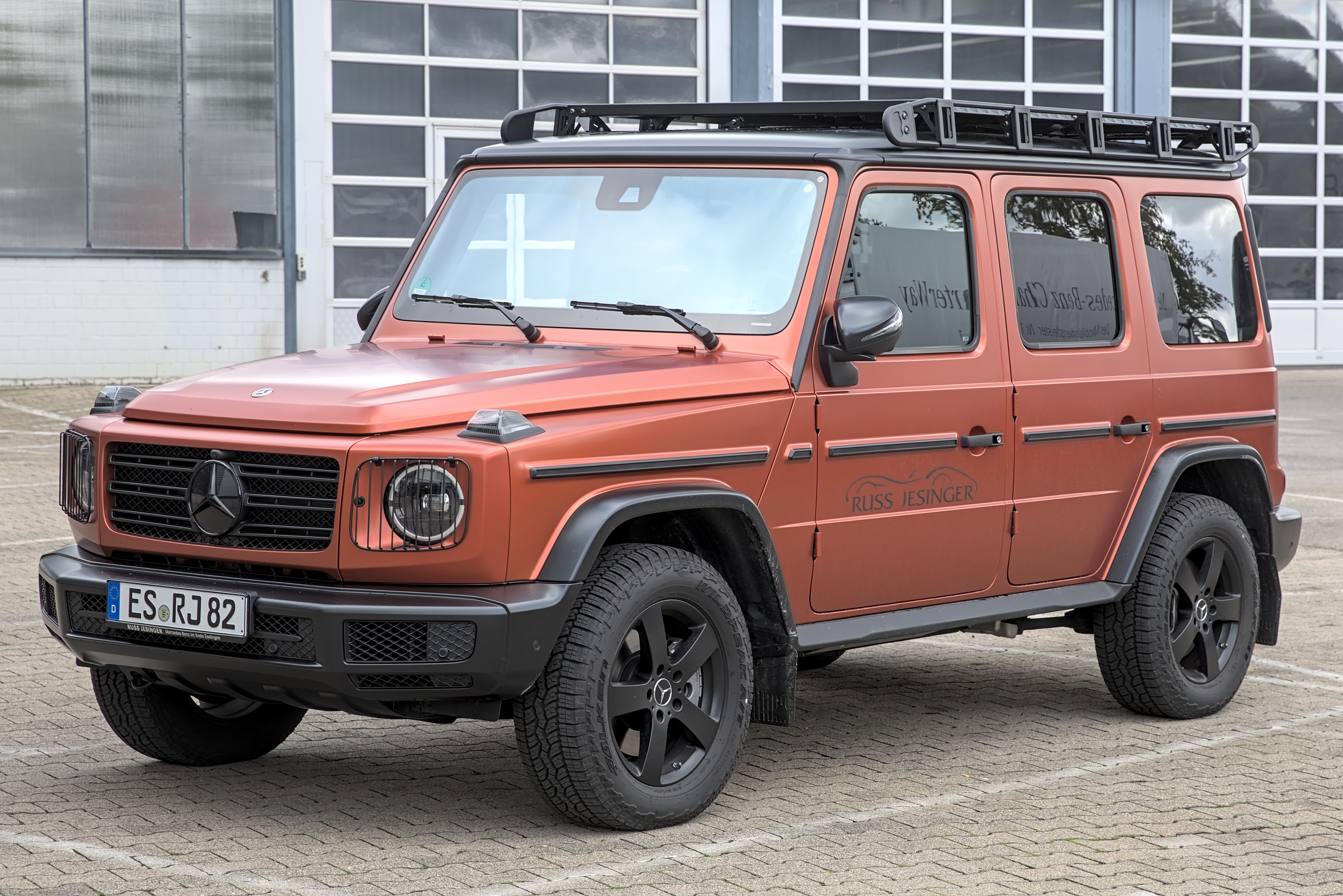
W463 Professional Line
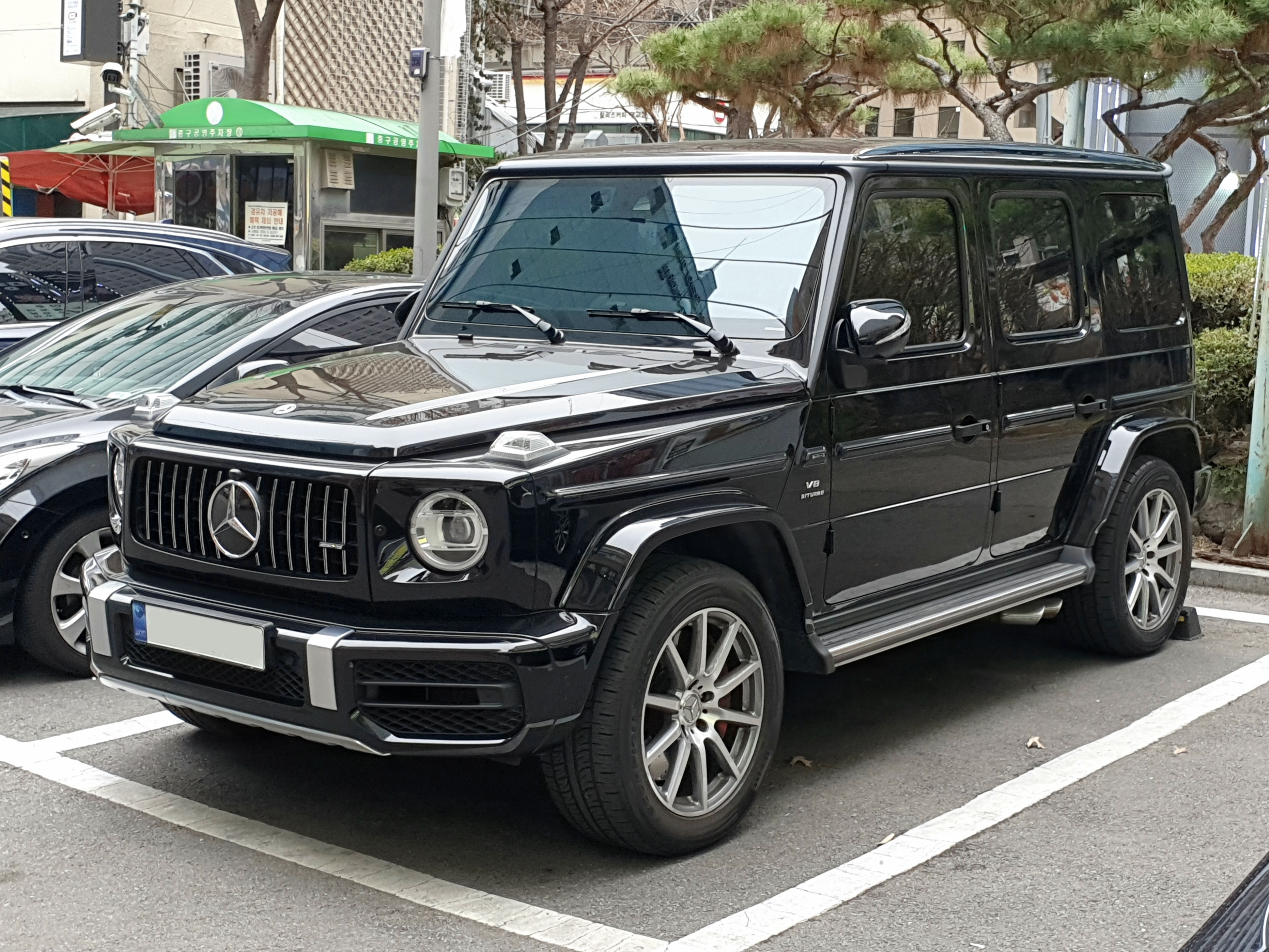
AMG G 63
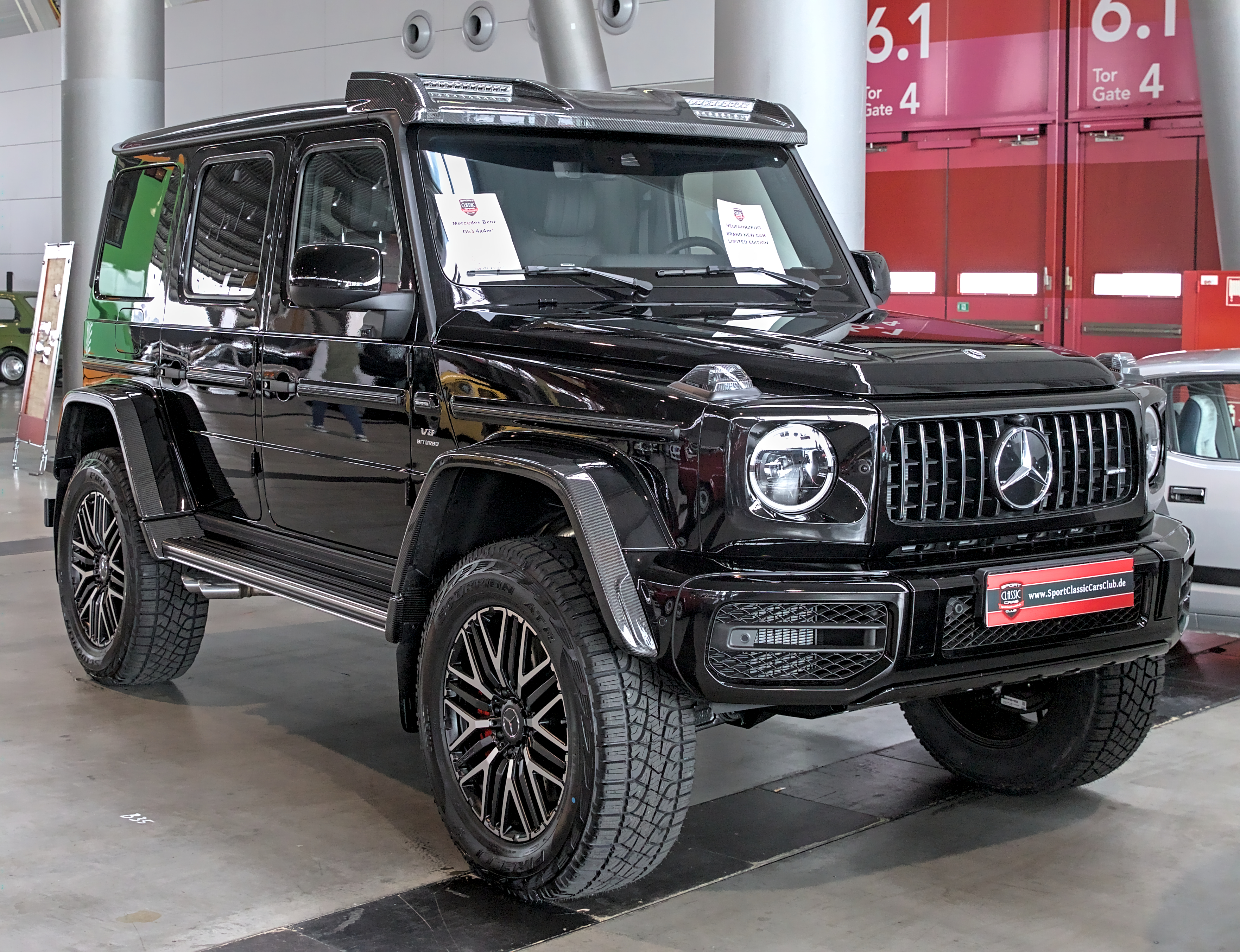
AMG G 63 4×4² portáltengelyekkel
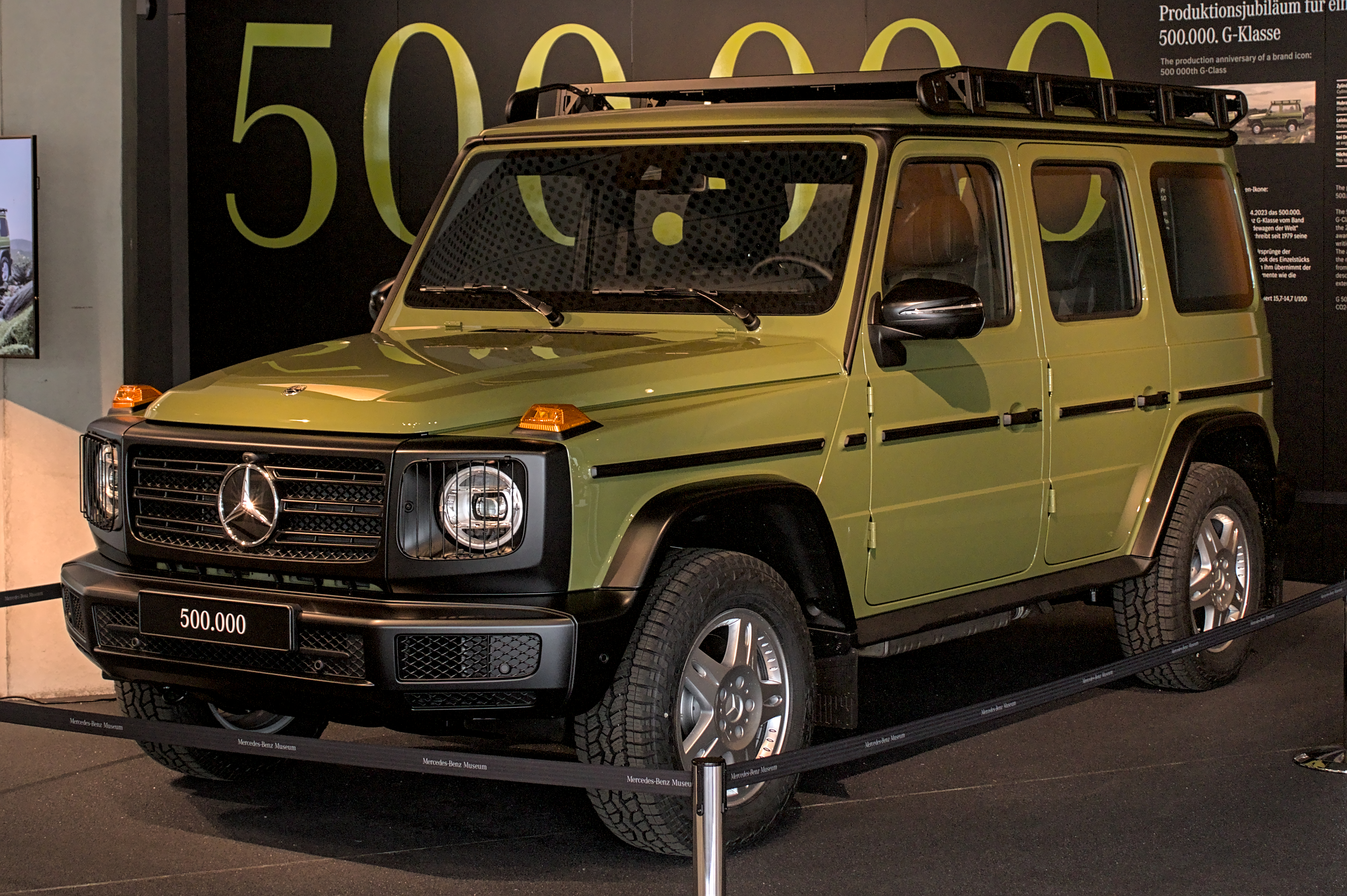
A félmilliomodik G osztály a W460-at idéző „retró” fényezéssel a Mercedes-Benz Múzeumban

### W465 (2024–)

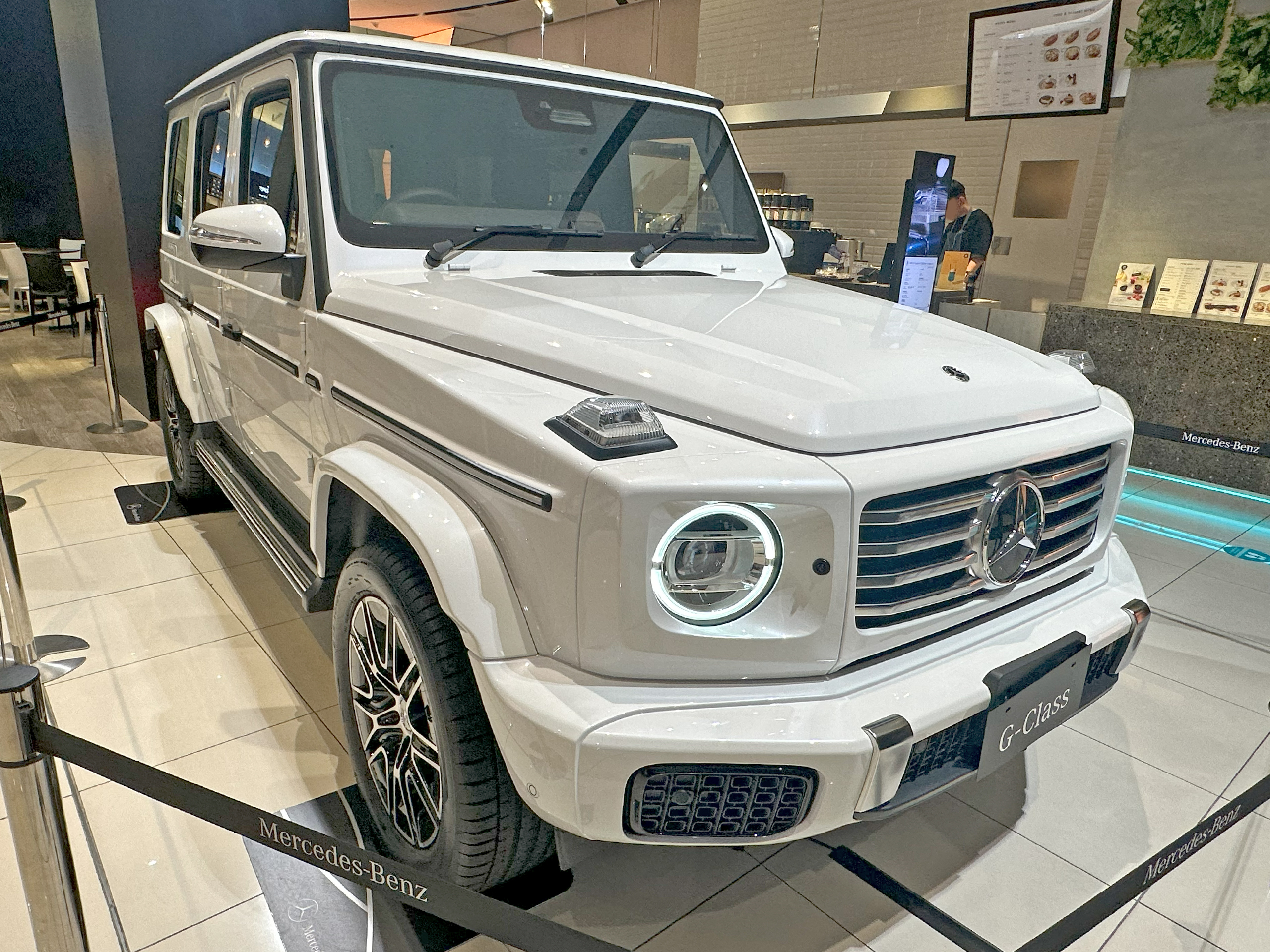
G 450 d Launch Edition
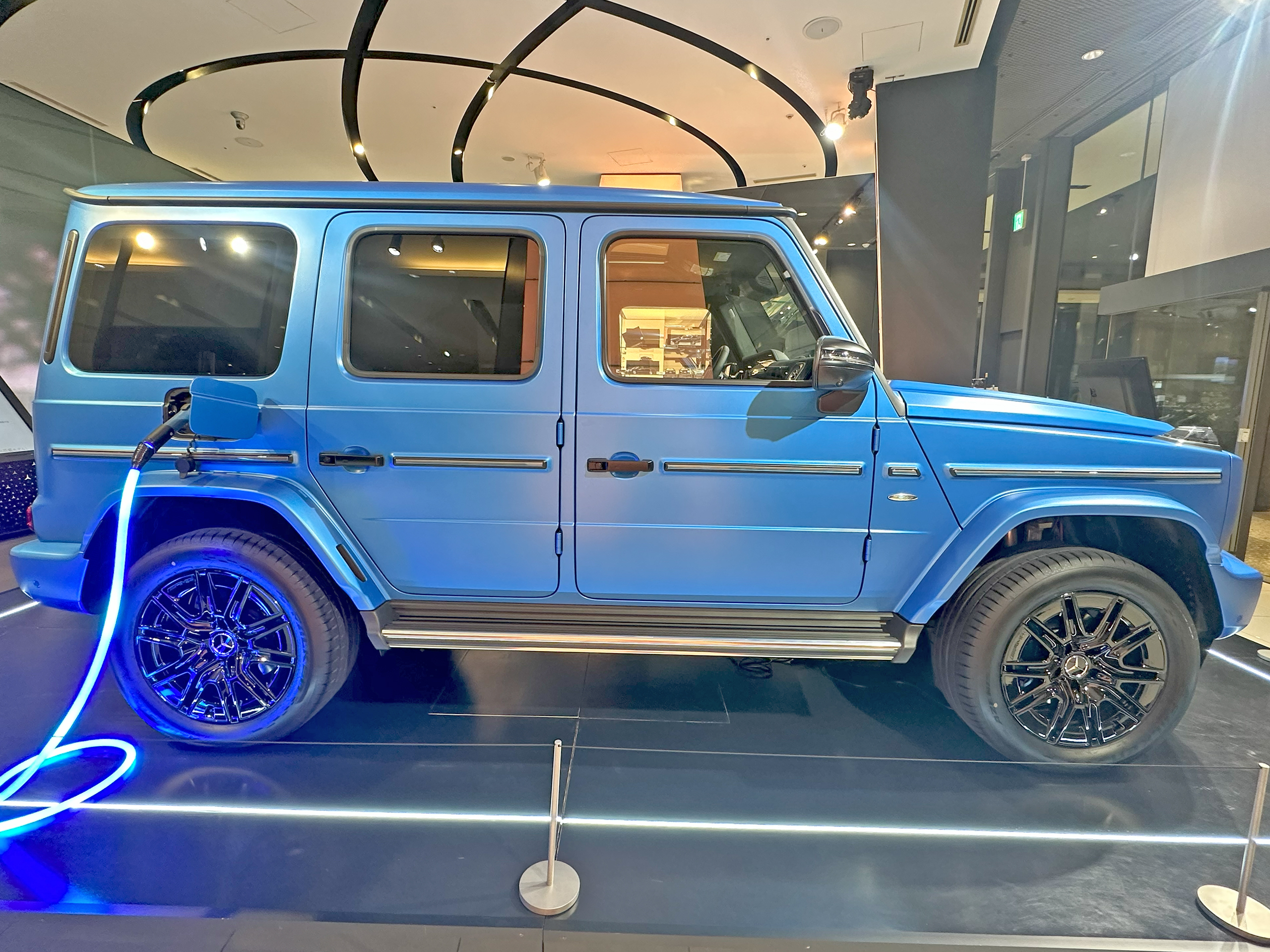
G 580 EQ
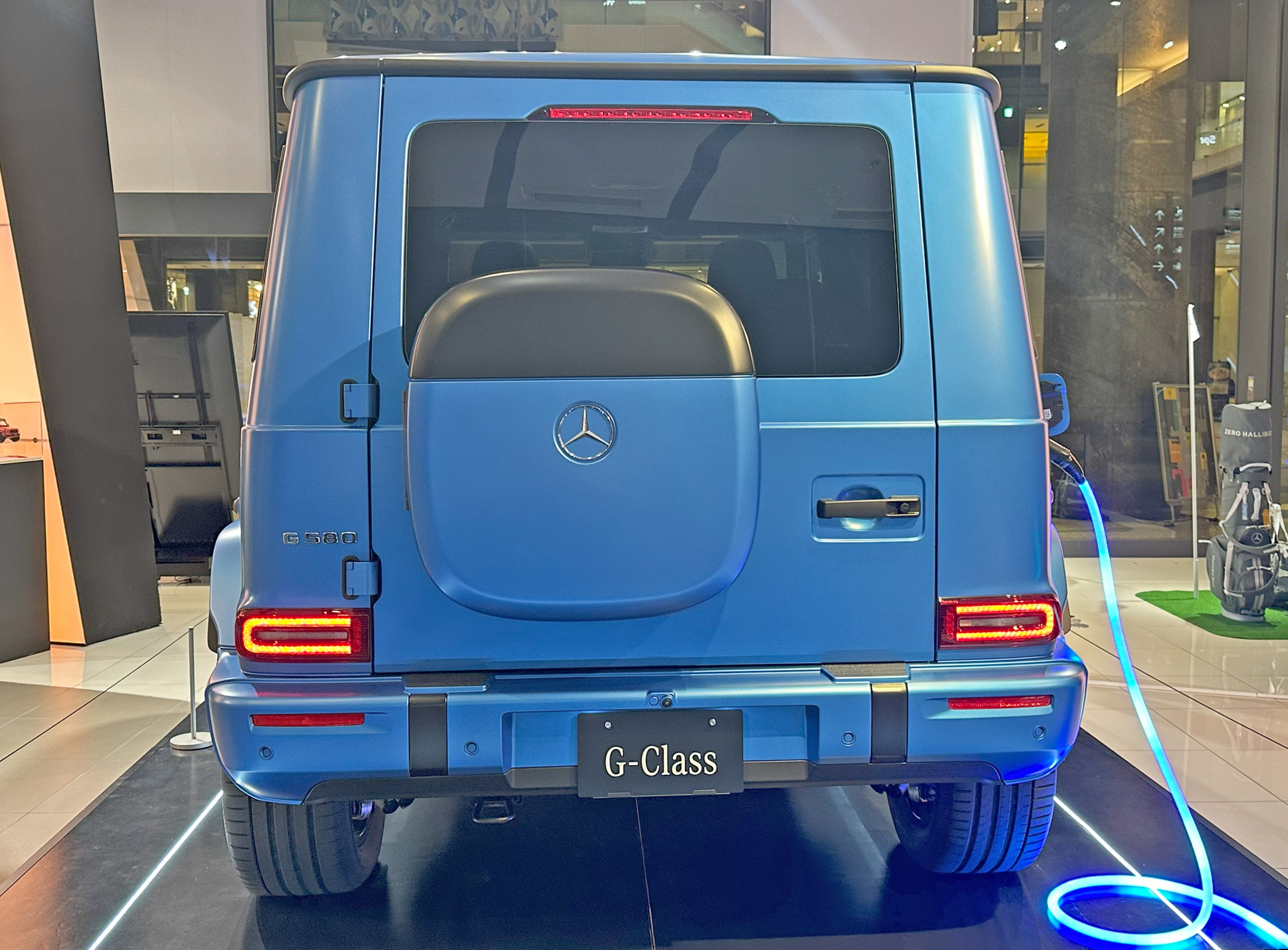
Az EQ-n már nem pótkeréktartó van, hanem kábeltartó

## Lásd még
- Mercedes-Benz G 270 CDI

## Fordítás
Ez a szócikk részben vagy egészben  a   Mercedes-Benz G-Class című angol Wikipédia-szócikk fordításán alapul.  Az eredeti cikk szerkesztőit annak laptörténete sorolja fel. Ez a jelzés csupán a megfogalmazás eredetét és a szerzői jogokat jelzi, nem szolgál a cikkben szereplő információk forrásmegjelöléseként.